# Neustadt an der Aisch

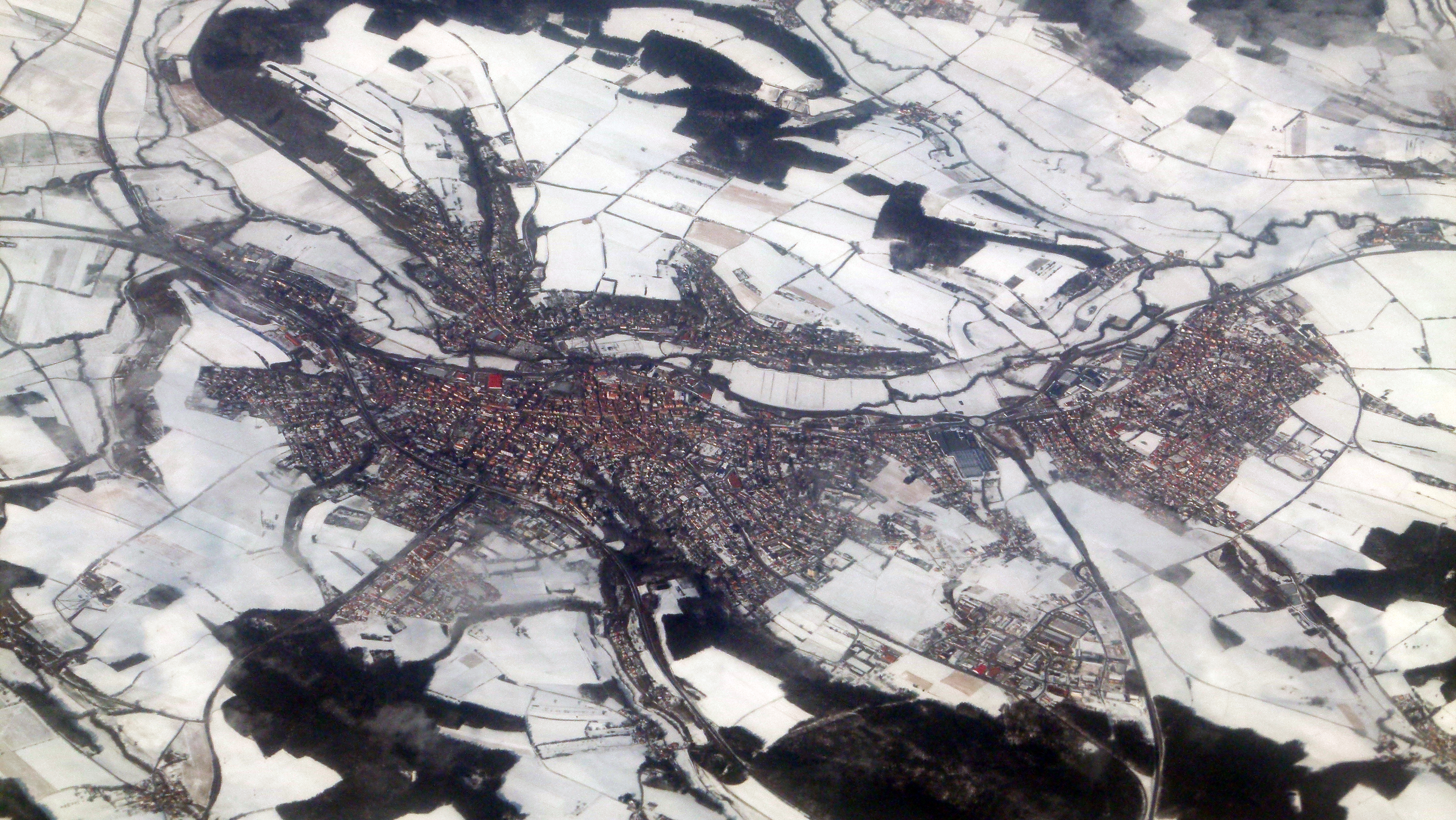
Blick auf Neustadt an der Aisch (links) sowie auf Diespeck (rechts) vom Flugzeug aus

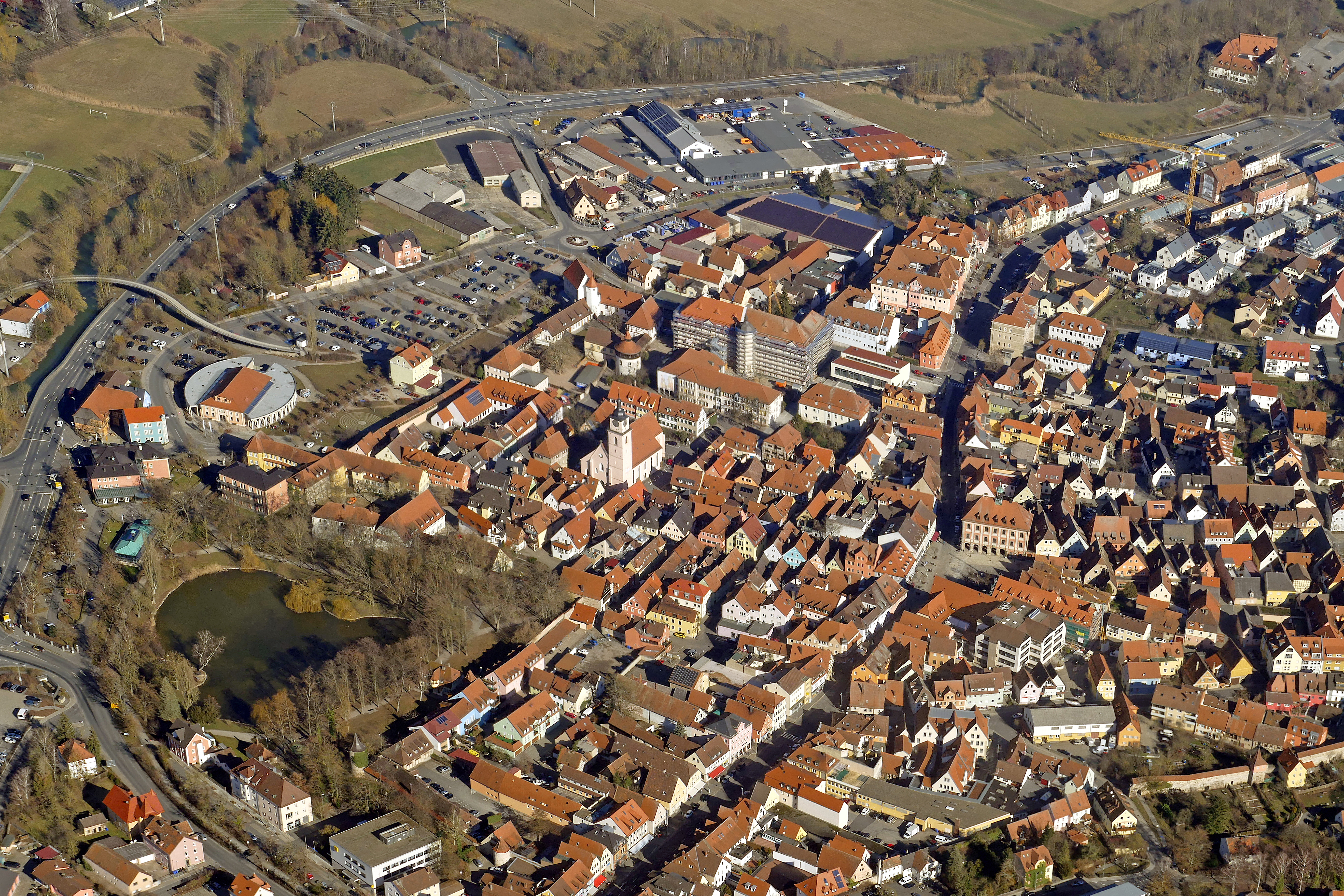
Luftbild des Ortszentrums von Neustadt an der Aisch

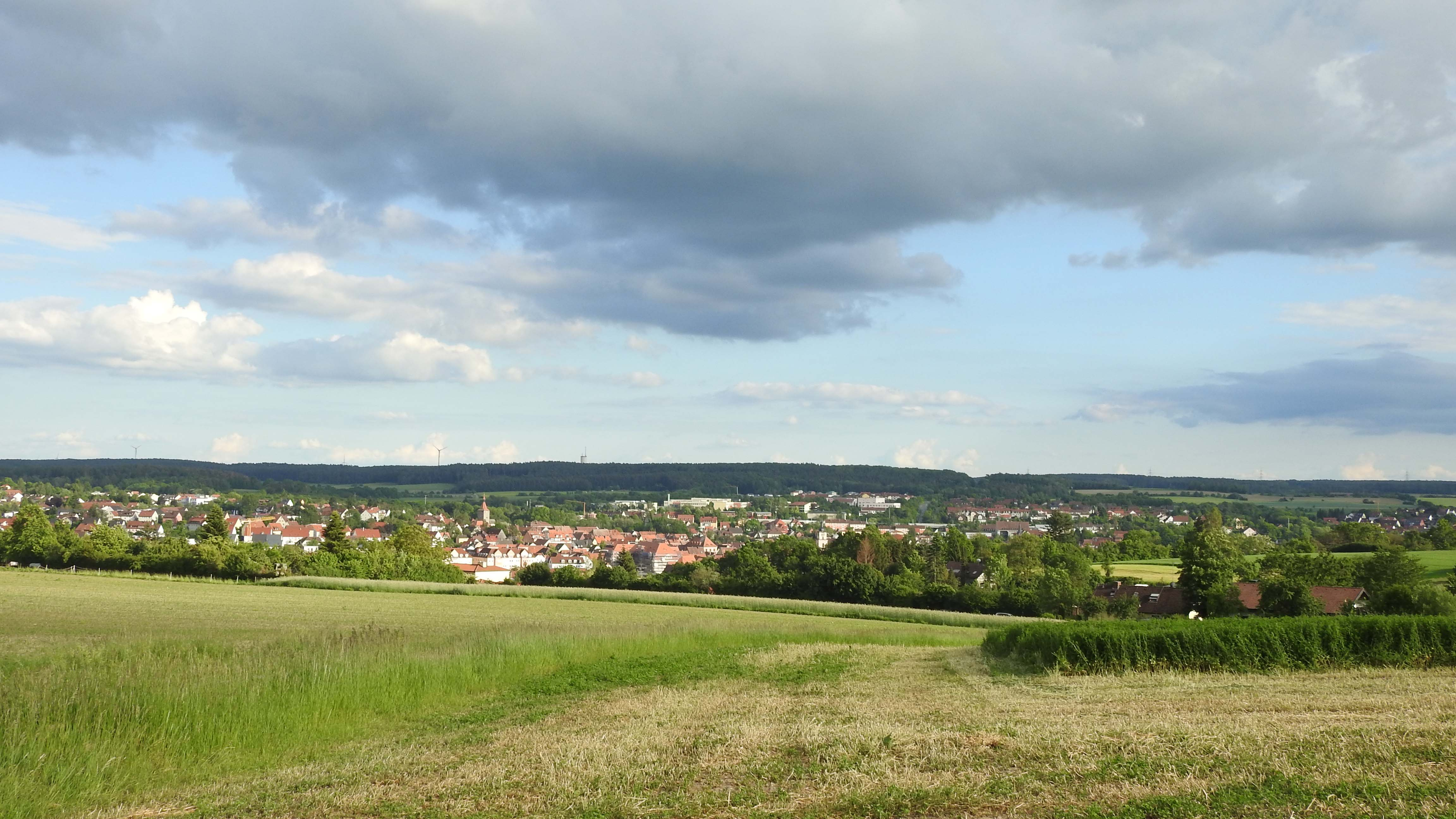
Neustadt an der Aisch von Norden

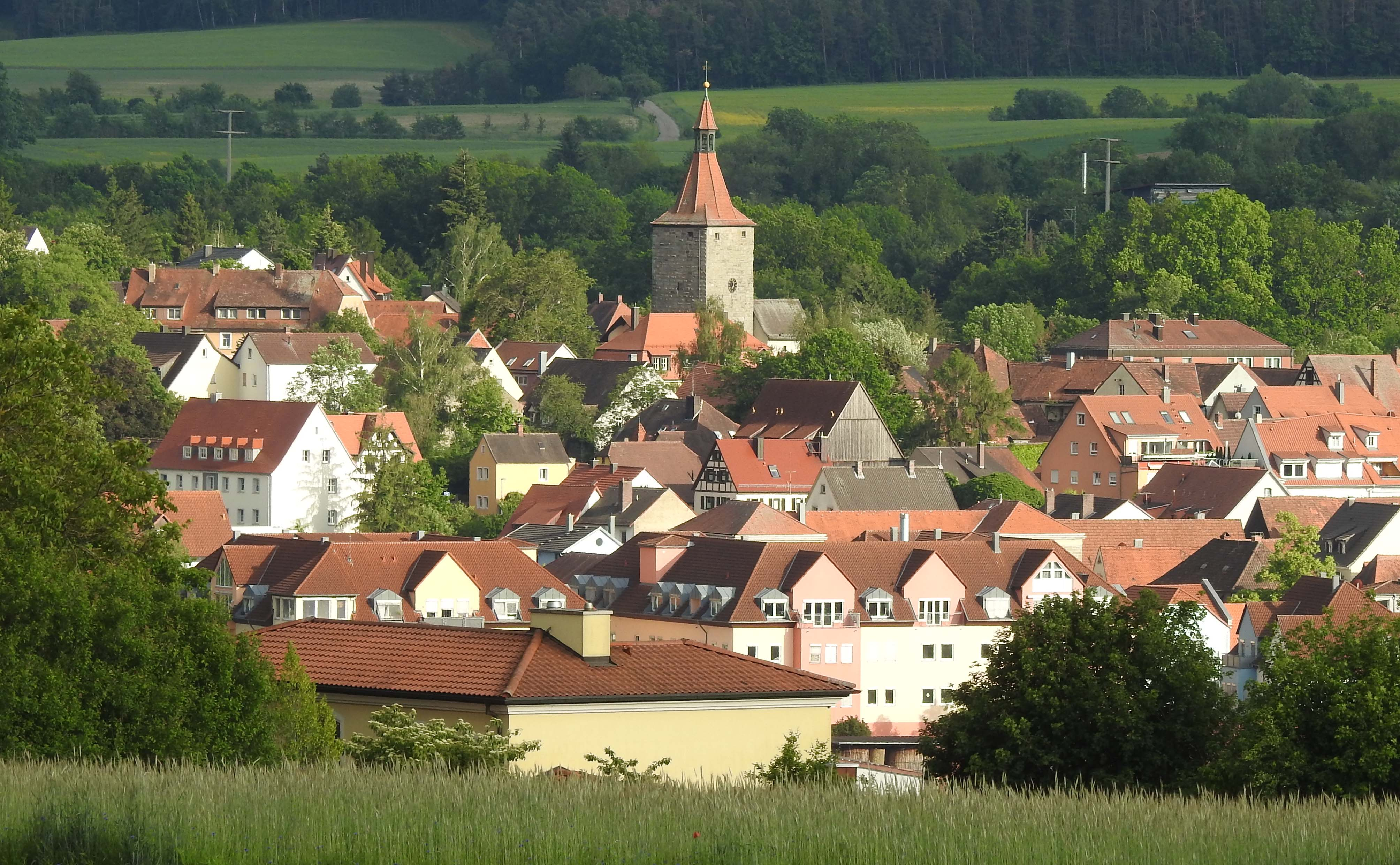
Neustadt an der Aisch – Nürnberger Tor und nördliche Innenstadt

Neustadt an der Aisch (amtlich Neustadt a.d.Aisch) ist die im Aischtal gelegene Kreisstadt und neben Bad Windsheim eines der beiden Zentren des mittelfränkischen Landkreises Neustadt an der Aisch-Bad Windsheim. Sie ist eine von 13 leistungsfähigen kreisangehörigen Gemeinden in Bayern und Teil der Metropolregion Nürnberg. Historisch ging Neustadt (so erstmals um 1285 genannt) im 13. Jahrhundert als von Nürnberger Burggrafen geschaffene „neue Stadt“ aus dem südlichen Teil des ehemaligen, seit etwa 741 nachweisbaren Königshofs Riedfeld, heute ein Gemeindeteil Neustadts, hervor.

## Geographie

### Geologie
In Neustadt besteht der Boden vor allem aus verschiedenen durcheinander schiebenden Schichten von Keuper. Es zeigen sich Lehrbergton (insbesondere im Bereich des Bahnhofs) und Blasensandstein (dessen Grenze gegen die Lehrbergstufe einen ergiebigen Wasserhorizont bildet) sowie als „Aulehme“ bezeichnete Misch- und Anschwemmungen.:S. 7 f. und 425

### Topographie
Durch Neustadt fließt die Aisch. Es münden dort als linker Zufluss der Rengelsbach und als rechte Zuflüsse der ehemals Bachforellen (aber auch Karpfen, Schleien und Goldorfen):S. 460 und 475 beheimatende Schweinachbach und der im 19. Jahrhundert überdeckte Strahlbach. Mehrere an der Löblerin entspringende Quellen wurden 1575 durch Markgraf Georg Friedrich für das Neue Schloss gefasst. Im Ortsteil Riedfeld fließt zudem der (nach der Pfalz, einem ehemaligen Saalhof in Riedfeld, benannten) Pfalzbach.:S. 55, 68 und 510 Ca. 1 km nordwestlich des Ortes erhebt sich der Stübacher Berg (361 m ü. NHN), ca. 1,5 km westlich der Eichelberg (366 m ü. NHN) und südwestlich der Hutsberg, wo im 19. Jahrhundert der Bahnhof:S. 718 entstand. Neustadt ist baulich mit Kleinerlbach und Diespeck zusammengewachsen. Neustadt an der Aisch zählt zum südlichen Teil der Windsheimer Bucht.

### Stadtgliederung
Es gibt 21 Gemeindeteile:
- Birkenfeld
- Chausseehaus (früher bei der Gemeinde Eggensee)
- Diebach
- Eggensee
- Hasenlohe (früher bei der Gemeinde Schauerheim)
- Herrnneuses
- Hohenwürzburg (früher bei der Gemeinde Herrnneuses)
- Kleinerlbach
- Neustadt a.d.Aisch
- Obernesselbach
- Oberschweinach
- Oberstrahlbach (früher bei der Gemeinde Herrnneuses)
- Pulvermühle
- Schauerheim
- Schellert
- Stöckach (früher bei der Gemeinde Unterschweinach)
- Unternesselbach
- Unterschweinach
- Unterstrahlbach
- Virnsbergerhaag (früher bei der Gemeinde Schauerheim)
- Weiherhof (früher bei der Gemeinde Birkenfeld)

Außerdem gibt es folgende Wohnplätze:
- Am Ellenberg (früher bei der Gemeinde Birkenfeld)
- Fallmeisterei
- Klausberg (früher bei der Gemeinde Birkenfeld)
- Kohlenmühle
- Lohmühle
- Obermühle
- Riedfeld
- Rößleinsdorf
- Stöckacher Mühle (früher bei der Gemeinde Unterschweinach)
- Wasenmühle

Es gibt auf dem Gemeindegebiet die Gemarkungen Birkenfeld, Diebach, Herrnneuses, Neustadt, Obernesselbach, Schauerheim, Schellert, Unternesselbach und Unterschweinach. Die Gemarkung Neustadt hat eine Fläche von 17,938 km². Sie ist in 6098 Flurstücke aufgeteilt, die eine durchschnittliche Fläche von 2941,66 m2 haben. In ihr liegen neben dem namensgebenden Ort die Gemeindeteile Chausseehaus, Eggensee, Kleinerlbach und Unterstrahlbach.

### Nachbargemeinden
Nachbargemeinden sind (von Norden beginnend im Uhrzeigersinn):
Baudenbach, Diespeck, Emskirchen, Markt Erlbach, Dietersheim, Ipsheim, Sugenheim, Langenfeld.

### Klima

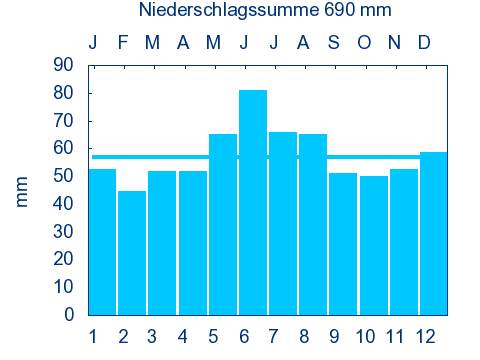
Diagramm Niederschlagsmittelwerte Neustadt a. d. Aisch für den Zeitraum von 1961 bis 1990
Niederschlagsdiagramm für Neustadt a. d. Aisch (blaue Kurve) vor den Mittelwerten (Quantilen) für Deutschland (grau)

In Neustadt a. d. Aisch beträgt die durchschnittliche Niederschlagsmenge im Jahr 690 mm bzw. 701 mm.

## Geschichte

### Geißbocksage
1461, zur Zeit des Markgrafen und Kurfürsten Albrecht Achilles, war die Stadt von Feinden belagert worden (Die miteinander verbündeten Bayern, Würzburger und Bamberger hatten in diesem Jahr Neustadt erobert und die Stadt wurde nach elf Wochen, am 25. November, unter Mitwirkung der Einwohner und persönlicher Führung von Albrecht Achilles wieder befreit.:S. 61 und 197). Die Nahrungsmittel innerhalb der Stadtmauern gingen rasch zur Neige, und man sah keine andere Möglichkeit, als sich dem Feind zu ergeben. In diesem Moment kam einer Legende nach ein Schneider auf eine Idee: Er nähte sich selbst in das Fell eines Ziegenbocks ein, setzte dessen Kopf auf und hüpfte meckernd die Stadtmauer entlang. Der Feind sah den wohlgenährten „Geißbock“ und gab die Belagerung in dem Glauben auf, die Neustädter hätten noch mehr als genügend Nahrung.
Zur Erinnerung an diese alte Volkssage dreht seit Beginn der 1950er Jahre (nach dem Wiederaufbau des 1947 durch Brand zerstörten Rathauses) der Neustädter Geißbock jeden Tag um zwölf Uhr mittags in der Turmuhr des am Marktplatz befindlichen Neustädter Rathauses meckernd seine Runden.
Schüler der Neustädter Mittelschule führen jedes Jahr zur Kirchweih am Marktplatz den Geißbocktanz auf, bei dem die Geißbocksage musikalisch nacherzählt wird.
Passend zur Sage findet sich im Fußgängerdurchlass am Nürnberger Tor ein als Kunstschmiede-Fenstergitter eingemauertes Geißbockbild, wobei es sich wahrscheinlich um ein altes Maurerzeichen handelt (Wie in anderen Städten war bis zum Dreißigjährigen Krieg auch in Neustadt die Ziegenhaltung von wirtschaftlicher Bedeutung – und wurde es wieder ab der Mitte des 19. Jahrhunderts). Der Geißbock ist als „Schützer der Stadt“ – auch wenn Neustadt an der Aisch (im Gegensatz zu Neustadt am Kulm) 1460/1461 gar nicht von den Baiern angegriffen worden sein mag – dennoch zum Wahrzeichen der Stadt geworden.:S. 445 f.

### Eingemeindungen
Am 1. Juli 1969 wurden die bis dahin selbständigen Gemeinden Diebach und Unterschweinach eingegliedert. Am 1. Juli 1970 folgten Teile der aufgelösten Gemeinde Eggensee. Birkenfeld, Herrnneuses, Schauerheim und Schellert kamen am 1. Januar 1972 hinzu. Am 1. Mai 1978 kamen noch Gebietsteile der Nachbargemeinde Diespeck hinzu. Die Reihe der Eingemeindungen wurde am 1. Januar 1980 mit der Eingliederung von Unternesselbach abgeschlossen.

### Einwohnerentwicklung seit dem 18. Jahrhundert
Stadt Neustadt
| Jahr | Einwohner | Häuser | Quelle     |
| ---- | --------- | ------ | ---------- |
| 1752 | 1.759     |        | :S. 322    |
| 1818 | 2.364     | 340    | [ 13 ]     |
| 1836 | 3.360     |        | :S. 422 f. |
| 1840 | 3.775     | 432    | [ 14 ]     |
| 1852 | 3.435     |        | [ 15 ]     |
| 1861 | 3.512     |        | [ 16 ]     |
| 1867 | 3.583     |        | [ 17 ]     |
| 1871 | 3.709     | 448    | [ 18 ]     |
| 1875 | 3.841     |        | [ 19 ]     |
| 1880 | 4.114     |        | [ 20 ]     |
| 1885 | 4.053     | 507    | [ 21 ]     |
| 1890 | 3.748     | 487    | [ 22 ]     |
| 1895 | 3.757     |        | [ 15 ]     |
| 1900 | 3.870     | 533    | [ 23 ]     |
| 1905 | 4.124     |        | [ 15 ]     |
| 1910 | 4.494     |        | [ 24 ]     |

| Jahr | Einwohner | Häuser | Quelle |
| ---- | --------- | ------ | ------ |
| 1919 | 4.554     |        | [ 15 ] |
| 1925 | 4.923     | 659    | [ 25 ] |
| 1933 | 5.349     |        | [ 15 ] |
| 1939 | 5.634     |        | [ 15 ] |
| 1946 | 8.123     |        | [ 15 ] |
| 1950 | 8.453     | 866    | [ 26 ] |
| 1961 | 8.924     | 1260   | [ 27 ] |
| 1970 | 9.188     |        | [ 28 ] |
| 1987 | 10.903    | 2671   | [ 29 ] |
| 2005 | 12.397    |        |        |
| 2010 | 12.165    |        | [ 30 ] |
| 2015 | 12.805    | 3251   | [ 30 ] |
| 2016 | 12.875    | 3271   | [ 30 ] |
| 2017 | 12.941    | 3284   | [ 30 ] |
| 2018 | 13.121    | 3346   | [ 30 ] |

Ort Neustadt
| Jahr | Einwohner | Häuser | Quelle |
| ---- | --------- | ------ | ------ |
| 1818 | 1.943     | 271    | [ 13 ] |
| 1840 | 3.242     | 358    | [ 14 ] |
| 1861 | 2.946     |        | [ 16 ] |
| 1871 | 2.994     |        | [ 18 ] |
| 1885 | 3.094     | 360    | [ 21 ] |
| 1900 | 2.937     | 381    | [ 23 ] |

| Jahr | Einwohner | Häuser | Quelle |
| ---- | --------- | ------ | ------ |
| 1925 | 4.773     | 637    | [ 25 ] |
| 1950 | 8.351     | 849    | [ 26 ] |
| 1961 | 8.851     | 1248   | [ 27 ] |
| 1970 | 8.751     |        | [ 28 ] |
| 1987 | 8.150     | 1925   | [ 29 ] |
| 2014 | 9.974     |        | [ 31 ] |

Einwohnerentwicklung zwischen 1752 und 2017 nach nebenstehenden Tabellen

Der heutige Gemeindeteil Riedfeld bestand 1629 aus 28 Häusern und der Obermühle.:S. 716
Im Zeitraum 1988 bis 2018 stieg die Einwohnerzahl von 11.060 auf 13.121 um 2.061 Einwohner bzw. um 18,6 %.

## Politik

### Stadtrat
Erster Bürgermeister ist Klaus Meier (SPD). Dieser schlug in einer Stichwahl 2008 Amtsinhaberin Claudia Platzöder (CSU), die das Amt seit 2002 innehatte. Bei der Bürgermeisterwahl 2014 setzte sich Klaus Meier gegen seinen Herausforderer Gerd Scheuenstuhl (CSU) mit 83,4 % der Stimmen durch. Auch 2020 wurde er wiedergewählt.
Die Sitze im Stadtrat verteilen sich in der Wahlperiode 2020–2026 wie folgt:
- SPD: Wahl 2020: acht Sitze | Wahl 2014: zehn Sitze
- CSU: Wahl 2020: acht Sitze | Wahl 2014: sieben Sitze
- GRÜNE: Wahl 2020: vier Sitze | Wahl 2014: vier Sitze
- FWG: Wahl 2020: drei Sitze | Wahl 2014: drei Sitze
- Parteilose (ehemals Die Linke): Wahl 2020: ein Sitz | Wahl 2014: nicht vertreten

Die Interessen der einzelnen Ortsteile werden durch neun Ortssprecher vertreten.
Am 25. September 2021 gab der Stadtrat der Partei Die Linke, Dennis Münch, seinen Parteiaustritt bekannt und kündigte an, sein Mandat als parteiloses Stadtratsmitglied fortzusetzen.

### Wappen und Stadtsiegel
Die Wappenbeschreibung des im 14. Jahrhundert entstandenen:S. 703 alten Neustädter Wappens lautet:
| Wappen von Neustadt an der Aisch | Blasonierung: „In Grün ein gelehnter, von Silber und Schwarz gevierter Schild, darauf ein silberner Helm; Helmzier ein rot gezungter goldener Brackenkopf (Brackenhaupt) mit rotem Ohr, unten verlängert zu einer goldenen und roten Helmdecke.“ |
| Wappen von Neustadt an der Aisch | Das entsprechende Stadtsiegel zeigt ebenfalls auf grünem Grund den schwarz-weiß viergeteilten Hohenzollernschild, worüber ein Topfhelm mit Brackenkopf (Kopf eines Bracke genannten Jagdhundes) als Helmzier zu sehen ist. Die Umschrift des im Schutt des während des Dreißigjährigen Krieges im Juli 1632 (nach einem vom Haus des Hofbüttner Hammerschmid beim ehemaligen Diespecker Tor ausgehenden Brand:S. 334) niedergebrannten Rathauses 1711 wiedergefundenen alten Stadtsiegels von 1317 lautet Sigillum Nove Civitatis Juxta Eysch („Siegel der Neuen Stadt an der Aisch“).:S. 297, 729 und XXXVII Das Stadtwappen findet sich unter anderem über dem Haupttor des Rathauses (Ursprünglich war über dem Portal am Markt das landesherrliche, 1715 mit einer astronomischen Uhr von Johann Michael Vogler (1670–1731) aus Herrieden versehene, und an jenem gegen die Kirchgasse das städtische Wappen angebracht).:S. 220 und 276 |

### Städtepartnerschaften

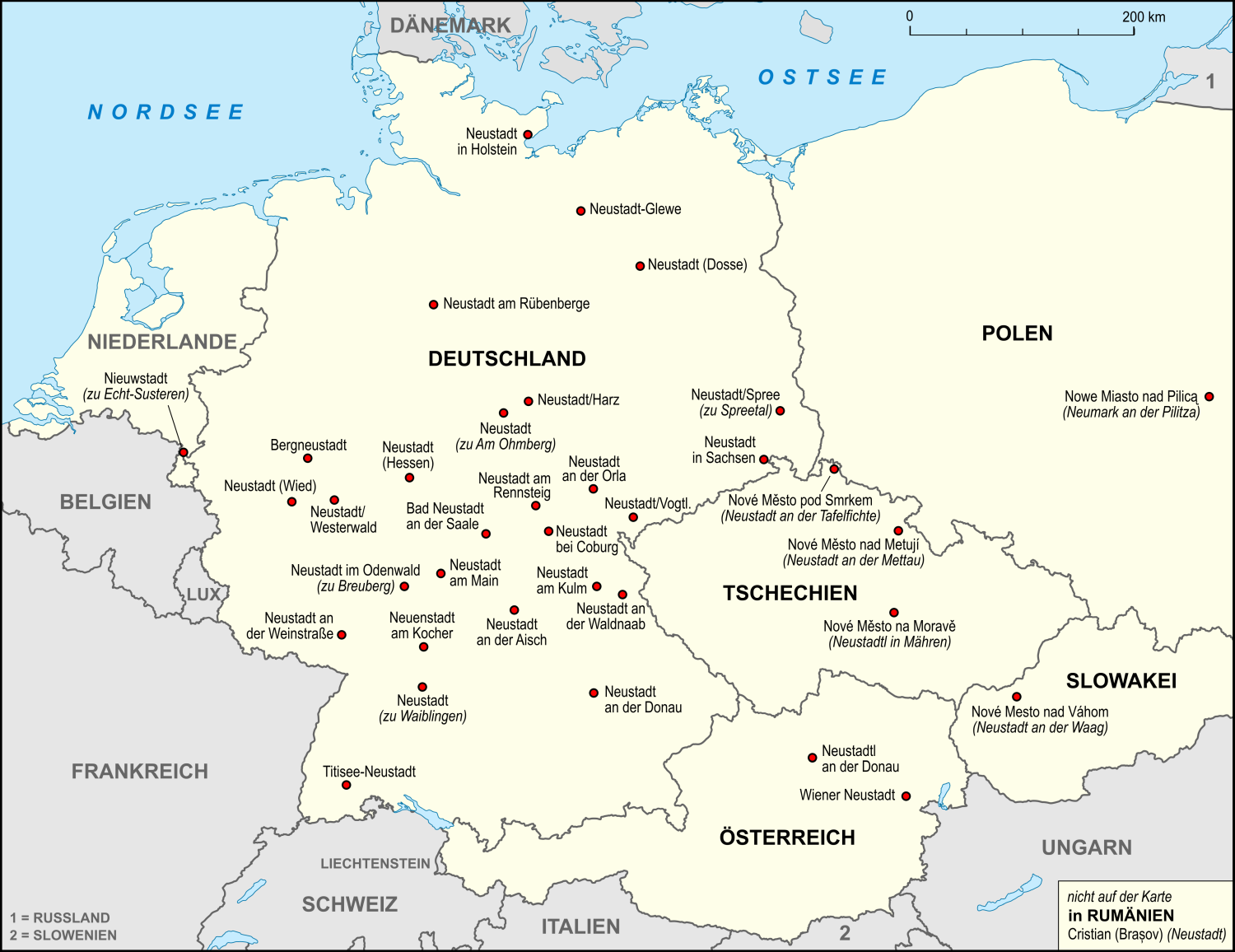
Arbeitsgemeinschaft Neustadt in Europa

- Die Stadt ist Mitglied der Arbeitsgemeinschaft Neustadt in Europa, in der sich 36 Städte (Stand: Juli 2024) aus Deutschland, Österreich, Polen, Tschechien, der Slowakei, den Niederlanden und Rumänien mit Namen Neustadt zusammengeschlossen haben.

Außerdem unterhält sie Partnerschaften zu folgenden Städten:
- Montespertoli (Italien), seit 1992
- Hino (Japan), seit 1997
- Hluboká nad Vltavou (Frauenberg, Tschechien), seit 1997
- Lipik (Kroatien), seit 1998

In Hino befindet sich der Frankenpark Blumenhügel, in dem sich eine Replik des Neptunbrunnens am Marktplatz sowie ein von der Stadt Neustadt betreutes Heimatmuseum befinden.

### Bürgermeister (Auswahl)
- Jakob Schönleben
- Georg Götz
- Johan Rodtamer
- Leonhard Heusner (1563)[2]:S. 220
- Lorenz oder Georg Ulsenheimer († 4. Mai 1593)[2]:S. 221
- Georg Kolb
- Johann Eichler
- Hans Wust
- Georg Meder sen.
- Georg Sandrock (1583), 1564 aus Dettelbach zugewandert[2]:S. 214
- Karl Göbel (1588 aus Würzburg vertrieben, 1604 im inneren Rat, 1604 Zweiter Bürgermeister in Neustadt, der den Bau des Kirchturms leitete)[2]:S. 214 f.
- Leonhard Hartung (1611)[2]:212
- Georg Blik (1621–1698)[2]:S. 565
- Müller (17. Jh.), Bürgermeister und Chronist Neustadts[2]:S. 262 und öfter
- Erasmus Ulsenheimer, Bürgermeister, etwa 1641 bis 1646 Stadtschreiber[2]:S. 240, 246 und 267

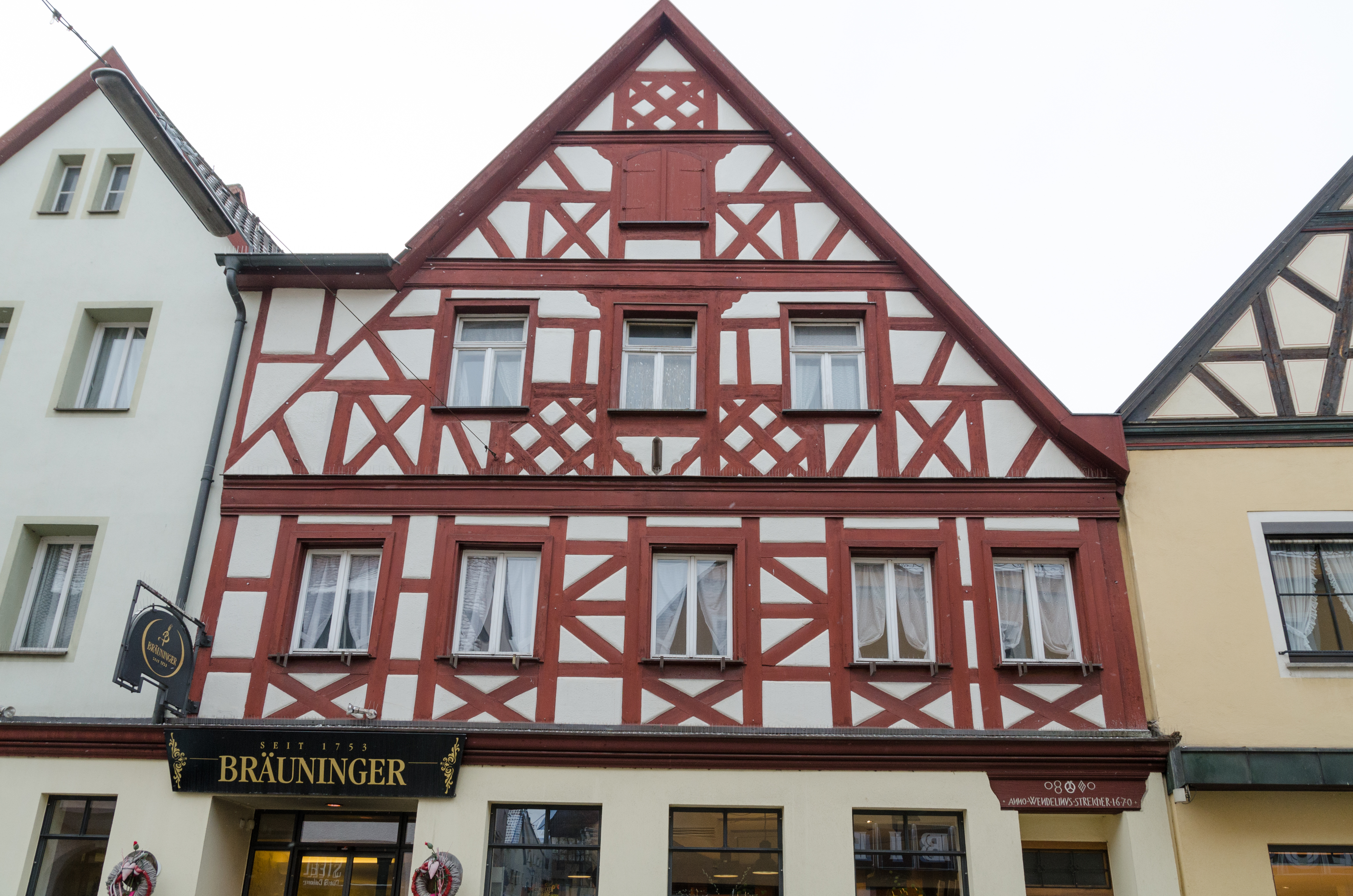
Haus von Wendelinus Streicher

- Wendel(in) bzw. Wendelinus Streicher (um 1670), einer Bäckerfamilie (darunter der Weißbrotbäcker Burkhard Streicher) angehörender Bürgermeister (die ehemalige Bäckerei befand sich in einem noch bestehenden Fachwerkhaus in der Bamberger Straße).[2]:S. 274 und 333
- Leonhard S. Schneider, genannt „Baderwirt“, Sohn eines Neustädter Baders oder Wundarztes, Gründer des Gasthauses zur Sonne und Wirt im Gasthaus zum grünen Baum, am 22. Juni 1668 zum Bürgermeister gewählt[2]:S. 177–179 und 209, Anm. 8
- Sebastian Friedrich Weiß(mann), latinisiert Albinus, Apotheker aus Windsheim, Zweiter Bürgermeister und Hospitalpfleger sowie Wirt des Goldenen Hirschen. Weißmann verhinderte als Bürgermeister aus persönlich-geschäftlichem Grund die Ansiedlung der aus Frankreich geflüchteten Hugenotten[2]:S. 179, 288 f., 345, 528 und 560
- Johann Georg Weißmann, bauverantwortlicher Bürgermeister während des ab 1711 erfolgenden Rathausbaus[2]:S. 275
- Leonhard Kirchmeyer, mitbauverantwortlicher Bürgermeister während des ab 1711 erfolgenden Rathausbaus
- Rößler, Dritter (Zweiter?) Bürgermeister (von vier) ab 1736, Stadtassessor, Hofmaler und betrügerischer Hospitalpfleger um 1740[2]:S. 163, 330, Anm. 30, S. 344 f., 542 f. und 562
- Buß (um 1805)[2]:S. 381
- Johann Georg Engelhardt, September 1818 bis 1830
- Johann Kaspar (oder Caspar) Engelhardt, 1839 oder 1840 bis 1860[37]
  - Haßler, 1830 bis 1834
  - Leonhard Drittler, 1834 bis 1860
- Ammon, rechtskundiger Bürgermeister von 1858 bis 1862[2]:S. 695
- Johann Nikolaus Ludwig Beer, ab 1863[2]:S. 695 oder vom 26. Januar 1864 bis 1869[38]
- Jakob Ex, Stadtkämmerer, Bürgermeister vom 4. Januar 1870 bis 16. Juli 1874
- Georg Nikolaus Stein, vom 7. Dezember 1874 bis 8. Mai 1888
- Andreas Bräuninger, vom 16. Dezember 1888 bis 22. November 1897
- Georg Vogel, vom 25. Januar 1898 bis 31. Dezember 1912
- Andreas Schildknecht, ehrenamtlicher Bürgermeister vom (20. oder) 28. Januar 1913 bis 23. August 1917
- Heinrich Hummel, 27. Oktober 1917 bis 1. Juli 1919
- Karl Edelmann, 1. Juli 1919 bis 1921[38]
- Leonhard Bankel, vom 25. April oder 1. Juni[38] 1921 bis 17. Mai 1945 Erster Bürgermeister (NSDAP)
- Andreas Beyer, ab 25. April 1921 Zweiter Bürgermeister (NSDAP)
- Richard Dollinger, ab 7. Dezember 1929 Zweiter Bürgermeister (Wirtschaftsblock)
- Fritz Erlwein, Zweiter Bürgermeister (NSDAP) ab 1931
- Heinrich Sperber, 18. Mai 1945 bis 25. Mai 1948
- Leonhard Bankel, Erster Bürgermeister vom 26. Mai 1948 bis 30. April 1960 (nach 1945 parteilos)
- Karl Ströbel, vom 1. Mai 1960 bis 30. Mai 1972 (SPD)
- Horst Erny, vom 1. Juli 1972 bis 30. April 1990 (CSU)
- Wolfgang Mück, vom 1. Mai 1990 bis 30. April 2002 (SPD)
- Claudia Platzöder, vom 1. Mai 2002 bis 30. April 2008 (CSU), Neustadts erster weiblicher Bürgermeister
- Klaus Meier, ab 1. Mai 2008 (SPD)[38]

## Kultur und Sehenswürdigkeiten

### Tore und Felsenkeller

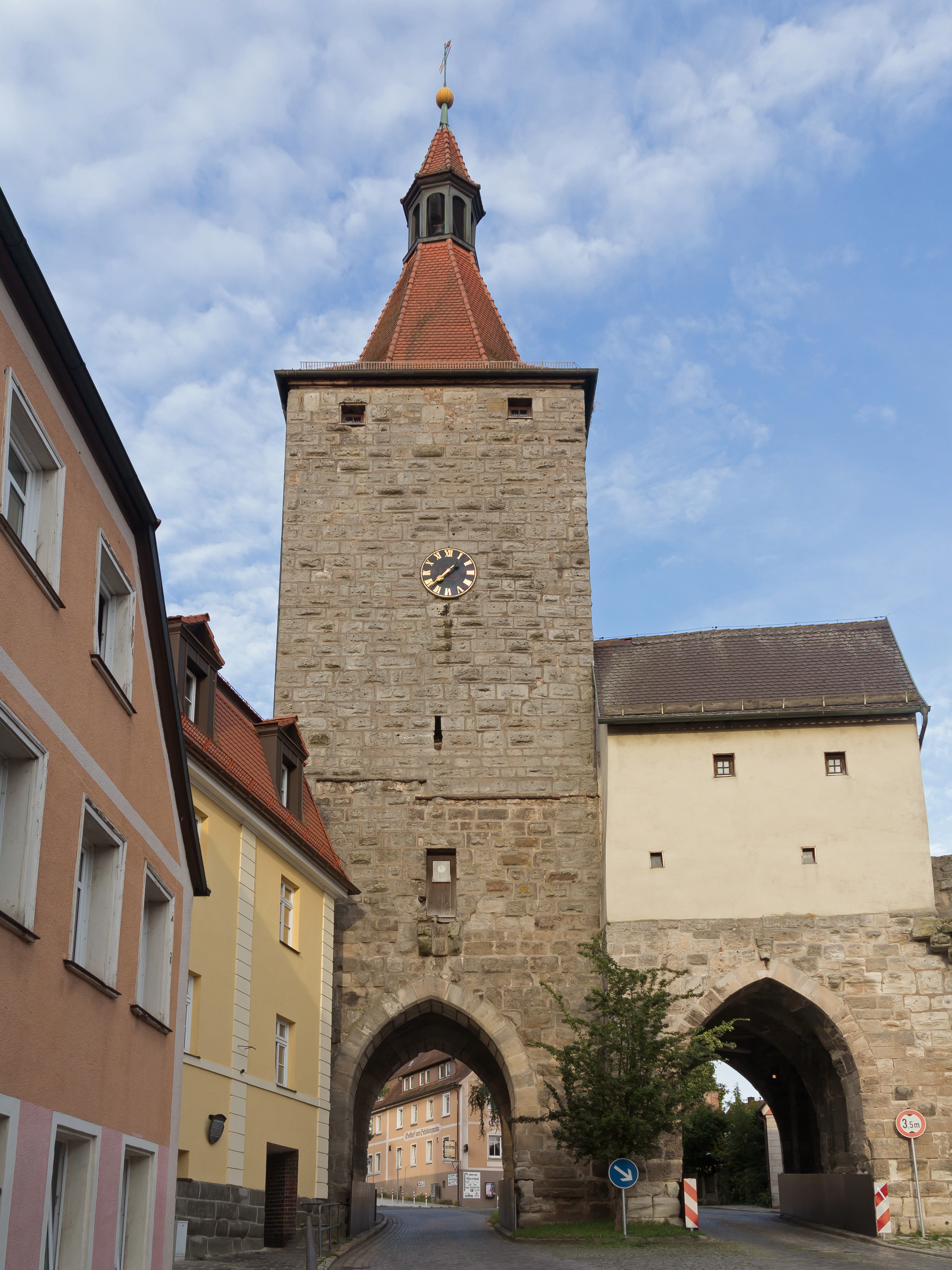
Nürnberger Tor (von innen). Links davon ein den 1924 abgebrochenen Kastenboden ersetzendes Wohnhaus

Zu den Wahrzeichen Neustadts gehört das mit einem Torhaus versehene Nürnberger Tor (früher auch „Oberes Tor“, am Beginn der „Oberen Gasse“, genannt). Erbaut wurde das einspurige Fahrtentor im 14. Jahrhundert. Ein Torhaus wurde 1523 angefügt und 1660 um einen südlichen Vorbau erweitert (das zweite Stockwerk des Torhauses dürfte zwischen 1703 und 1708 aufgesetzt worden sein). Die Ausstattung der Stadt mit diesen abschließenden Torflügeln zog sich nach dem Dreißigjährigen Krieg bis 1656 hin. Unter der Decke des Vorbaus von 1660 findet sich ein Geißbockrelief. Ein Dach erhielt das Tor 1689, eine Uhr und eine Glocke 1695. Im Jahr 1938 wurde die Toröffnung erhöht.:S. 241, Anm. 37, S. 261, 263 und 271 f.
Bis 1825 war, nachdem 1698 größere Teile trockengelegt worden waren, der noch mit Wasser gefüllte Teil des Stadtgrabens vom Nürnberger Tor bis zum Windsheimer Tor (Abbruch 1871:S. 271) und bis zum beim Neuen Schloss und dem Schlossplatz am Beginn der früheren „Dispecker Gasse“ gelegenen Diespecker Tor in Gartengelände umgewandelt worden. Mitte des 19. Jahrhunderts entstand vor allem südwestlich der Stadtmauer ein berufsmäßiges Gärtnereiwesen, dessen Anlagen und Gewächshäuser später auch an den Herrenbergen (wo wie am Pfalzbach vom Spätmittelalter bis 1882 auch, ursprünglich aus Kitzingen stammende, Weinreben angebaut wurden) und über dem Strahlbach bis zur 1883 eingeweihten katholischen Kirche ausgedehnt wurden.:S. 59, 428 und 431 f. Das Windsheimer Tor befand sich am „Plärrer“ bzw. am Beginn der ehemaligen „Windsheimer Gasse“ und wurde in Erwartung eines größeren Verkehrsaufkommens ebenso wie das Riedfelder Tor und das 1788 neugestaltete Langenfelder Tor (Abbruch 1871:S. 271) am Beginn der „Unteren Gasse“ 1871 abgebrochen (Zwischen Windsheimer Tor und Pulverturm wurde 1820 ein Seilerhäuschen mit Seilerbahn eingerichtet.:S. 494). Im Diespecker Tor (abgebrochen 1872) und Riedfelder Tor waren Armenwohnungen untergebracht, deren baufälliger Zustand und deren Kosten auch Argument für den Abbruch dieser Tore waren.:S. 41 f., 271, 533, 727, 732, 747, XIII, XIV f., sowie Faltblatt zwischen S. II und III
Das Nürnberger Tor wurde, nachdem 1870/71 der Abbruch der anderen Tore beschlossen war, aufgrund des Einspruchs von Eggensee, das angeblich Läuterecht (Anrecht auf das Glockengeläute des Tors) erhalten hatte, nicht abgerissen.:S. 161 und 747 Unterhalb (innerhalb der Stadtmauer) neben dem Tor war im 17. Jahrhundert der „Fürstliche Getreide-Kasten“ eingerichtet (In diesem Kastenboden, in der Nürnberger Straße 35, wo sich unter diesem ein großer Gewölbekeller befindet, wurde auch 1853 wieder ein städtisches Getreidemagazin untergebracht:S. 154 (Kasten = Getreidespeicher), 273 und 491). Neben und oberhalb (zum Schutz vor Seuchen außerhalb der ehemaligen Stadtmauer) des Nürnberger Tors, dem „Oberen Tor“, befand sich im 19. Jahrhundert das „Krankenhaus“ (ein zunächst ab 1801 für die Garnison der preußischen Husaren, zu denen auch einige Einwohner Neustädter gehörten:S. 347, errichtetes Militärlazarett, das dann zum „Armenhäuschen“ bzw. „Armen-Siechhaus“ wurde). Als Siechenhaus bzw. Siechhaus bestand dieses älteste Krankenhaus Neustadts vor dem Oberen Tor rechts von der früheren Straße nach Emskirchen seit dem Mittelalter und war um 1300 wohl zur Absonderung von Personen mit ansteckenden Erkrankungen wie Lepra gedacht. Urkunden dazu sind 1553 verbrannt, eine früher am Gebäude zu lesende Jahreszahl 1561 deutet auf einen Neubau im 16. Jahrhundert hin. Die älteste Abbildung findet sich 1708 in Schnizzers Stadtchronik.:S. 448, 516 f., 519, 533, 560 und Faltblatt zwischen S. II und III Spätestens seit dem 18. Jahrhundert wurde dieses „Armen-Siechhaus“ vor allem als Armenhaus genutzt. 1790 wohnten dort „der Bettelvogt, der Gänshirt und arme Leuth“ (etwas oberhalb des „Gänshügels“, heute Max-Döllner-Platz). Das letzte Krankenzimmer wurde 1826 geschlossen. Nachdem am 4. Juni 1829 ein Antrag des Magistrats auf Errichtung eines Krankenhauses von den Stadtvätern abgelehnt worden war, wurde das „Armenhaus“, das als (behelfsmäßiges) Militärlazarett bis 1887 weiterbestand, angesichts der Choleragefahr als Krankenhaus (mit drei Krankenzimmern) für ein am 4. November 1831 errichtetes „Krankeninstitut“ (eine Pflichtversicherung von häuslichen Dienstboten und Handwerksgesellen) bestimmt. Nachdem die Stadt 1850 das auf dem Stadtgebiet vor dem Diespecker Tor seit 1832 gelegene Ausflugslokal Schönau von Johann Leonhard Engelhardt erworben hatte, richtete sie dort (gegenüber der späteren Brauerei Burkart) – bei drohender Cholera – ein (1904 wieder verkauftes) Krankenhaus ein.:S. 180 und 517–519. Im Herbst 1852 wurde das alte „Siechhaus“ abgebrochen.:S. 88 und 518

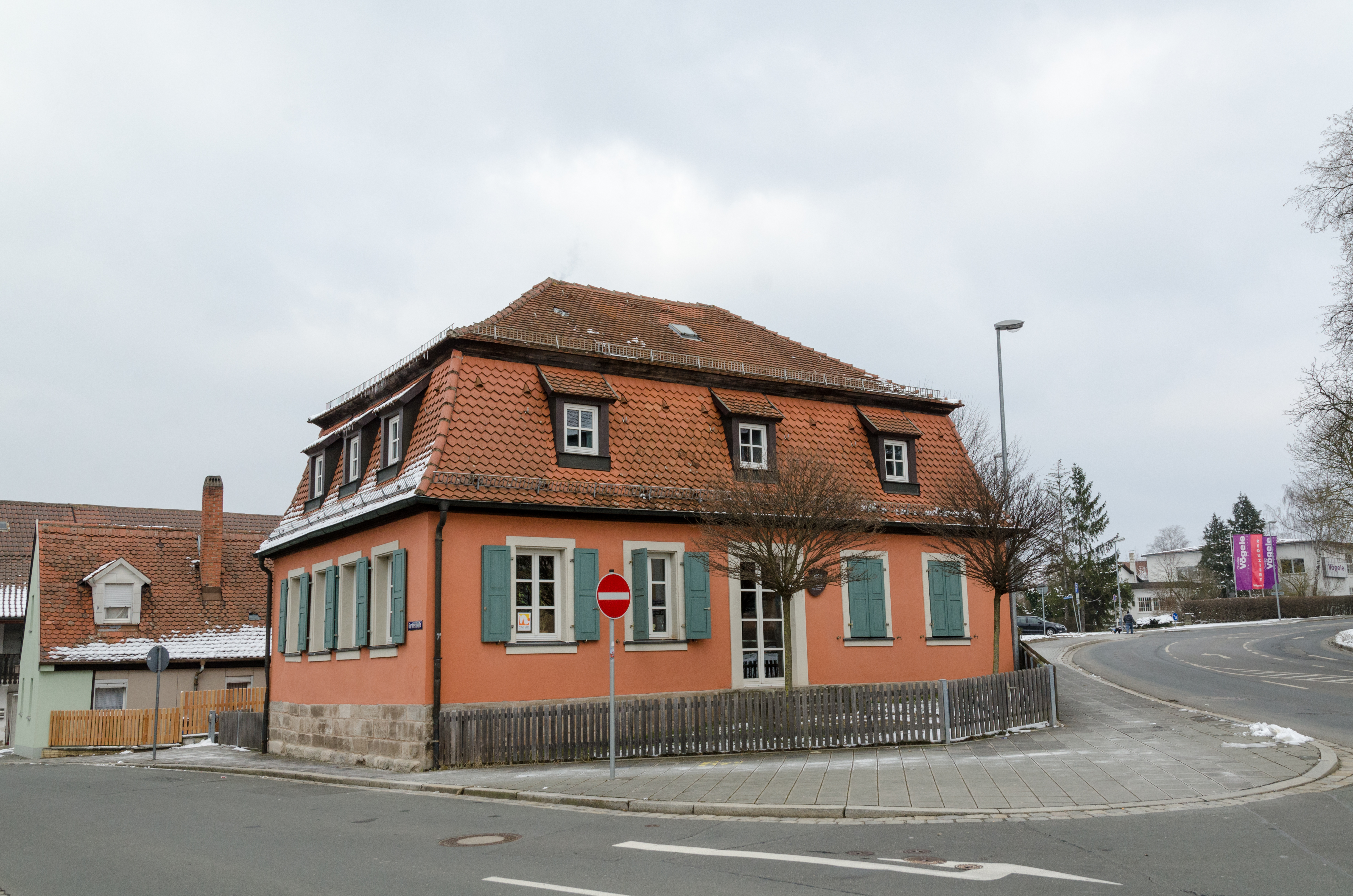
Das „Lazarett“

Heute befindet sich dort das Jugendzentrum Lazarett. Schräg gegenüber davon wurde im Dezember 2015 ein 1704 angelegter Felsenkeller freigelegt.
Weitere Felsenkeller befinden sich an den Herrenbergen, wo der Neustädter Verschönerungsverein 1875 Kastanien hat anpflanzen lassen. Die Kellerwirtschaften „am Wasen“ sind seit dieser Zeit bedeutend bei Maifest, Umzügen, Volksfesten, Veranstaltungen wie etwa der Schützengesellschaft und vor allem bei der Kirchweih.:S. 180 und 598

### Rathaus und Marktplatz

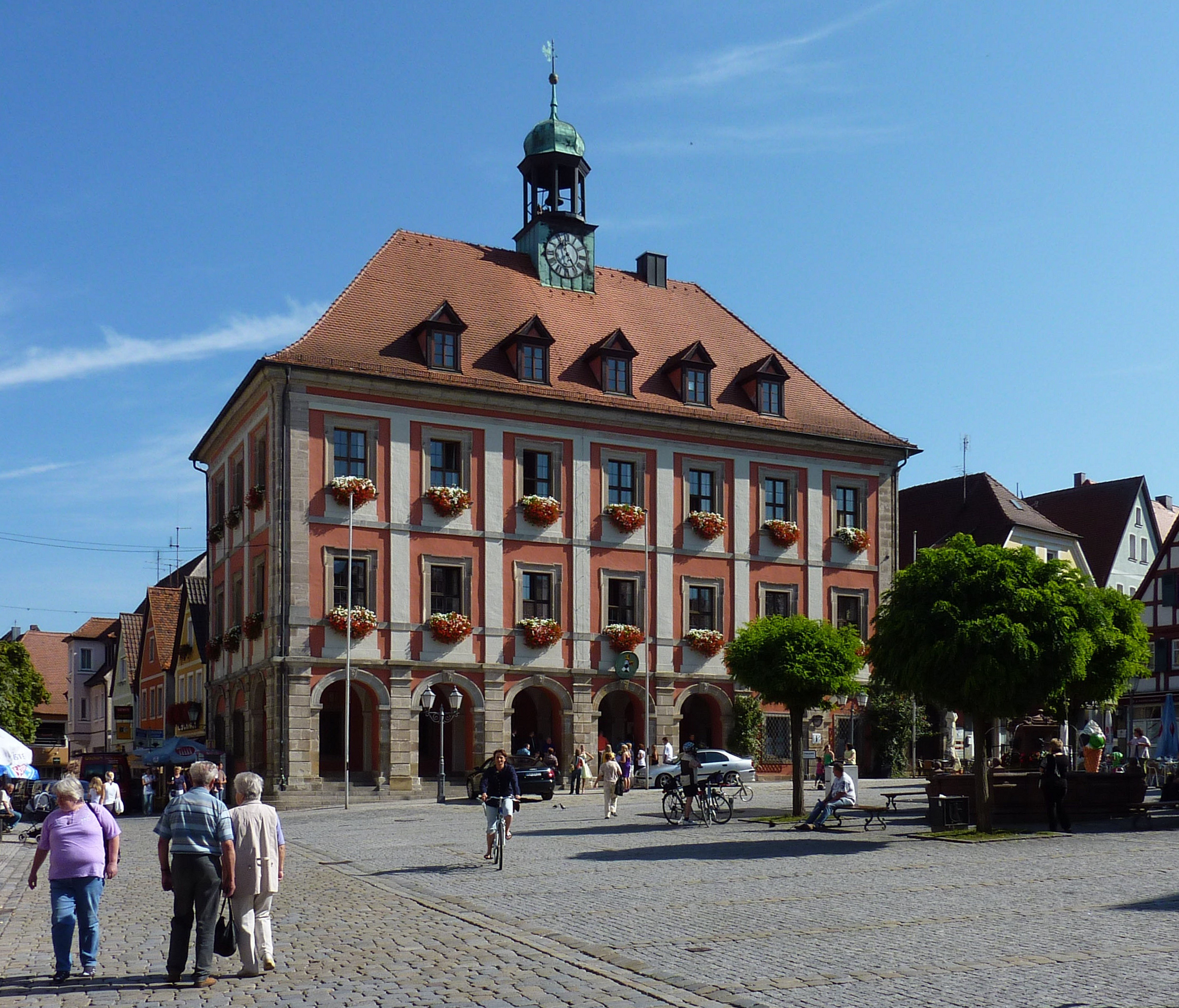
Rathaus und Marktplatz

Täglich um 12 Uhr ist der Geißbock auf dem Turm des Rathauses zu sehen und zu hören. Bevor das von Friedrich von Obernitz (Landeshauptmann von 1557 bis 1566; in Neustadt gestorben 1569) in Auftrag gegebene barocke Rathaus 1567/1568:S. 205, 209 und 218 mit sechs Handelsgewölben („Bänken“) für verschiedene Gewerbe und dem der Kirchgasse zugewendeten Pranger an der Nordseite erbaut wurde, befand sich bis zum verheerenden Stadtbrand von 1553 ein dem Markgrafen gehöriges Kaufhaus („Kauff- und Gewerbshaus“) an dessen Platz (Das „Alte Rathaus“ befand sich davon gegenüber auf der anderen Seite des zentralen Marktplatzbrunnens,:Faltblatt zwischen S. II und III allerdings wurde dieses zuletzt nicht mehr verwendet:S. 219) aus rotem Sandstein. Das stattliche Gebäude von 1567 wurde im Dreißigjährigen Krieg bei einem auch 70 Wohnhäuser betreffenden Feuer am 11. Juni 1632 „von den Soldaten vorsätzlich angestecket“:S. 242 und war 1698 nur noch als Ruine vorhanden.
Von 1710 bis 1780 erfolgte eine rege Bautätigkeit in Neustadt. In dieser Zeit entstand auch das noch heute das Stadtbild mitprägende Rathausgebäude. Der Grundstein dafür wurde am 23. April 1711 an der Ecke Marktplatz-Bamberger Straße gelegt. Den Bürgermeistern Johann Georg Weißmann und Leonhard Kirchmeyer war die Bauaufsicht übertragen worden, mit den Maurer- und Bildhauerarbeiten wurde Johann Georg Kannhäuser aus Frauenaurach beauftragt. Die Steine für den Bau lieferte der städtische Steinbruch „in der Hardtschmieden am Pestweg“ oder Postweg, die Backsteine die Ziegelhütte in Unterstrahlbach und den Kalk die Grube im Heckenwald.:S. 219 f., 275–277, 310 und 319 Im am verkehrsberuhigten Marktplatz befindlichen Rathaus, auf dessen Dach (bis 1860 hatte der Dacherker ein Kuppeldach) bis heute häufig ein Storchenpaar nistet, hatte die Stadt dann wieder sieben Kaufgewölbe und offene „Bänke“, zum Beispiel bis 1881 Fleischbänke im Unterstock des Rathauses für Metzger („Metzelbenke“), eingerichtet. Seit Ende 1832 findet jeden Samstag ein Wochenmarkt für Lebensmittel („Viktualien“, „Bauermarkt“) statt. Neben dem Viktualienmarkt finden auch einige Jahrmärkte (seit 1682) in Neustadt statt.:S. 282 und 483 f.:S. 56 f., 219 f., 276, 333, 347, 488 f. und 728 sowie S. XXIII (Ansicht des Rathauses von 1558 und des Marktplatzes von 1805)
Im 19. Jahrhundert dienten Räumlichkeiten an der Nordseite des Rathauses als Gefängniszellen für kürzere Inhaftierungen, wobei die Arrestzellen für Neustädter Bürger ab 1830 beheizt wurden.:S. 738 f.

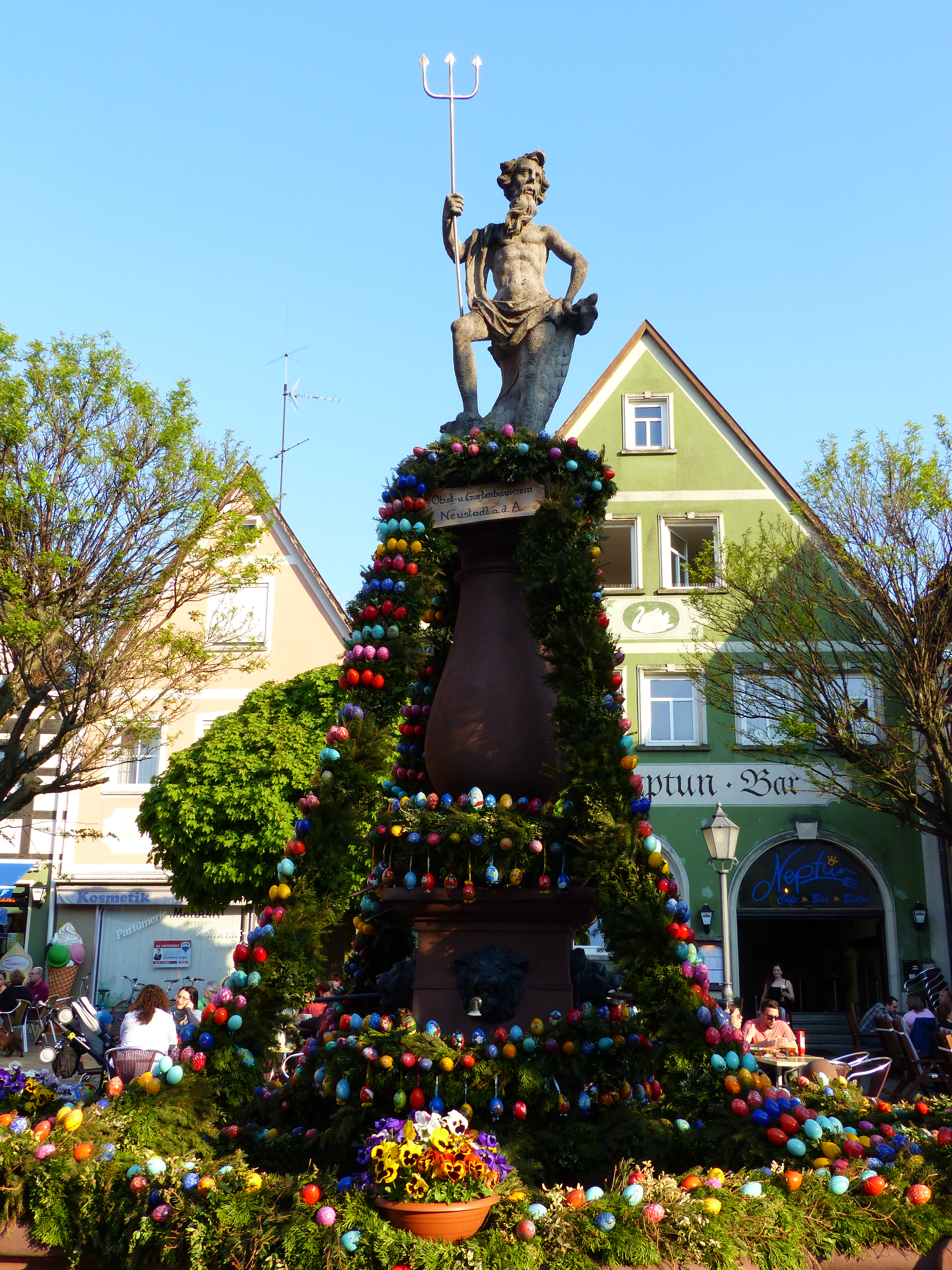
Neptunbrunnen mit Osterschmuck

Zu den Wahrzeichen der Stadt gehört der „Gabelmann“ auf dem Marktplatz, eine zunächst 1734 von dem Bildhauer Johann Friedrich Maucher (ein Plastiker des Deutschordensschlosses Ellingen) aus Kalkstein geschaffene und nach deren wetterbedingten Zerstörung 1925 durch den Bildhauer und Stadtkirchner Georg Gebhardt neugeschaffene auf dem Marktbrunnen befindliche Neptun-Figur. Ein zuvor (1534) dort vorhandener Ziehbrunnen war 1679 durch einen von dem Maurermeister Beck geschaffenen Röhrenbrunnen mit hervorragender Wasserqualität bzw. Springbrunnen ersetzt worden. Das früher auch als Viehtränke benutzte Brunnenbecken des Neptunbrunnens (genannt „Gabelmannbrunnen“) war 1902 erneuert und mit dem Stadtwappen versehen worden.:S. 273 f., 339, 513, 670 und XXV
Im April 1947 ereignete sich ein Rathausbrand. Von 1948 bis 1951 wurde das Rathaus mit einigen Neuerungen wie der Umgestaltung der Rundbögen im Erdgeschoss zu Arkaden und dem Hinzufügen des Rathaustürmchens mit dem Geißbock wiedererrichtet.:S. XXIV f.

### Die Schlösser

#### Altes Schloss

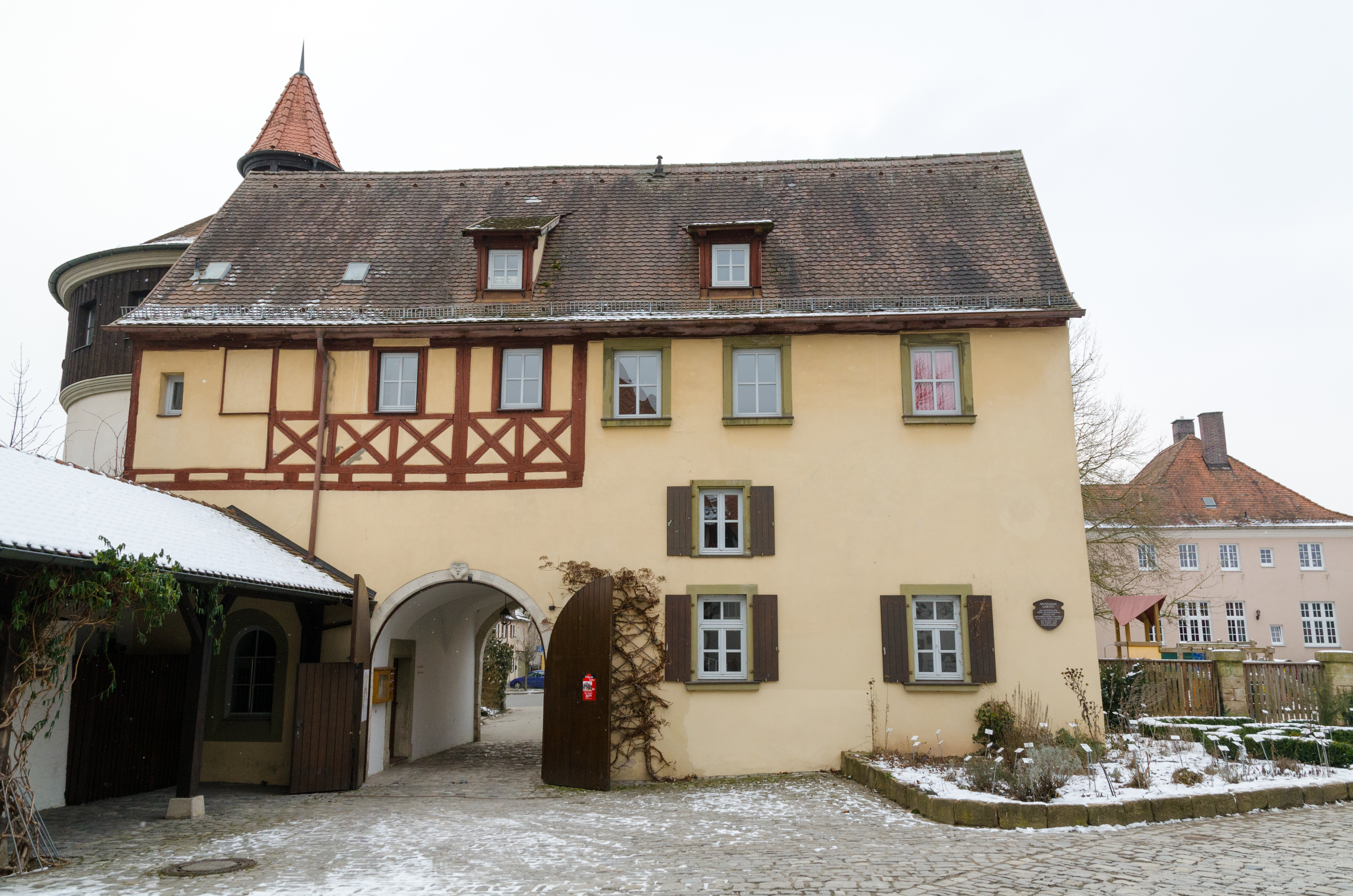
Torhaus des Alten Schlosses vom Schlosshof aus gesehen. Rechts der kleine für Friederike angelegte Hofgarten, zu dem eine Brücke über den Stadtgraben führte

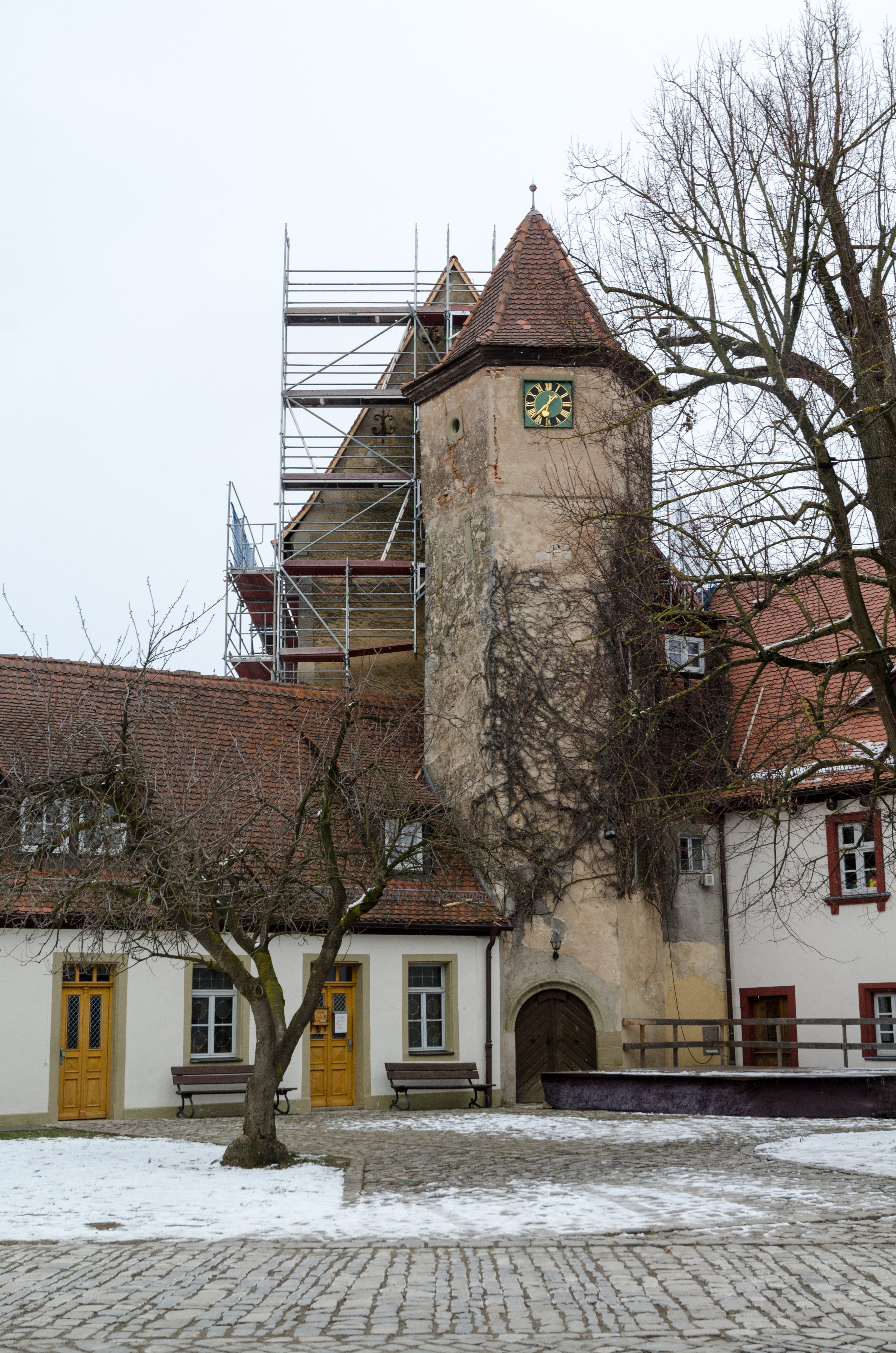
Altes Schloss mit Schlosshof und Künstler-Ateliers

Das an der Bamberger Straße gelegene Alte oder Innere Schloss (mit dem später als „Maschikeles-Turm“ bezeichneten Rundturm) wurde in den 1430er Jahren als Wasserschloss (nach der Burgfeste Neustadts zweites „Schloss“) an der Nordecke der Stadt unter Markgraf Albrecht Achilles erbaut, 1448 fertiggestellt und von ihm seit 1451 bewohnt. Nach seinem Tod (1486) war es Witwensitz seiner zweiten Gemahlin, Markgräfin und Kurfürstin Anna, Herzogin zu Sachsen (1437–1512), die dort ab 1486 ein Vierteljahrhundert Hof hielt, zweien ihrer Töchter die Hochzeit ausrichtete und Neustadt zum geistigen Mittelpunkt des fränkischen Zollernlandes machte. Der Rundturm am Schloss wurde 1526 durch Kasimir zum Batteriestand ausgebaut.:S. 51, 55, 58 und 60 Nach Vollendung des Neuen Schlosses 1626 wurde das Alte Schloss zum Nebengebäude degradiert, unter anderem als Amts- und Wohnsitz des Landeshauptmanns (Vicedom, genannt auch Oberamtmann und „Obervogt“, der als Vogt nicht nur für die Stadt, sondern vielmehr für „das Amt“, d. h. den Landbezirk zuständig war und dem Adel angehörte:S. 24, 108 und 299–301 f.) und mit der 1612 unter Wolf Philipp Groß von Trockau im nördlichen Nebenbau eingerichteten „Kanzlei“ Sitz der Landeshauptmannschaft.:S. 108 f., 209 und 728 Zum mehrmals umgebauten Komplex gehören der Runde Turm, ein kleiner Schlossgarten,:S. 330 das Torgebäude (der Westbau am Rundturm) und der polygon schließende Kernbau, der durch unregelmäßige jüngere Anbauten (etwa mit dem „Schlösschen“ genannten nördlichen Querbau im Schlosshof, ehemals „Kavalierbau“ für Hofpersonal, dann Wohnung des Schlossverwalters zwischen Neuem Schloss und Diespecker Tor):S. 330 und S. 747, Anm. 101 hufeisenförmig erweitert wurde. Als 1811 für die Verwaltung der landesherrlichen Einnahmen Rentämter eingerichtet wurden, dienten Räume des von der Stadt für 10.450 Mark gekauften und mit anfangs 12.000 Mark Kosten umgestalteten Alten (inneren) Schlosses als bayerisches, die früheren Kastenämter Neustadt und Emskirchen verwaltendes Rentamt.:S. 398
Vom 1. Oktober 1894 bis 1958 bestand im Alten Schloss das „Städtische Krankenhaus“ unter anderem mit Operationsräumen und mit einer geburtshilflichen Abteilung. Erst 1924 kam eine mit einem Desinfektionsapparat ausgestattete Infektionsabteilung hinzu (Ein vom Magistrat beantragter Neubau eines Krankenhauses war 1829 von den Gemeindebevollmächtigten abgelehnt worden und wurde erst 1834 beschlossen. Ein von der Stadt 1886 angeregter Bau eines Distriktskrankenhauses in den Riedwiesen blieb unrealisiert). Anfangs war das Krankenhaus allein vom Bezirksarzt (1862 eingeführt – zuvor gab es den Landgerichts-Physikus bzw. Landgerichtsarzt:S. 401), dann mit einem zweiten freipraktizierenden Arzt ärztlich versorgt. Die gesetzlich 1831 in Bayern eingeführte Leichenschau wurde erst um 1900 allein den approbierten Ärzten übertragen.:S. 421, Anm. 13, S. 518–520, 600 und 746 f.
Ab dem 26. Oktober 1911 wurde das Krankenhaus von Augsburger Diakonissen betreut. Der Eingangsbereich (das 1740:S. 339 errichtete Torhaus, heute eine kleine Bühne beherbergend) wurde 1926 angekauft. Um 1932/33 standen bei Ausgaben des über Mobilien im Wert von 30.758 Mark und ein Vermögen von 31.906 Mark verfügenden Krankenhauses von 41.243 Mark diese übertreffende Einnahmen von 46.954 Mark gegenüber.:S. 519 f.
Zur Bereitstellung von Krankenbetten wurde im letzten Drittel des 19. Jahrhunderts das Spitzdach des Maschikeles-Turm (Massiculi-Turm: Turm mit Geschützstellung:S. 56) genannten Rundturms abgetragen. Dieser sich als ungeeignet erweisende Liegeplatz bestand jedoch nur einige Zeit.:S. 520 Später wurden dort Schulzimmer und 1960 das Heimatmuseum eingerichtet. Seit 2008 beherbergt es das Aischgründer Karpfenmuseum.
Der massive Maschikelesturm (auch Massikuliturm oder Runder Turm genannt) des „Albrechtsschlosses“ ist im Kern spätmittelalterlich. Im Original erhalten sind nur die beiden unteren Geschosse. Der obere Abschluss mit (verschaltem) Fachwerkaufbau, Kegeldach und Laterne ist rekonstruiert. Die Rundbogenfenster im ersten Obergeschoss stammen aus dem 19. Jahrhundert, als nach 1852 erfolgtem Beschluss von König Max II. der Rundturm (mit dem nordwärts anschließenden Gebäudeflügel) des damals als Rentamt genutzten Alten Schlosses als römisch-katholische Kapelle:S. 415 und 645 diente. Die katholische Gemeinde kaufte 1860 den Runden Turm mit dem Nordflügel des Alten Schlosses an und gestaltete ihn zur Kirche und das Haus zur Wohnung für den Geistlichen (am 24. August 1860 zog der Kaplan der Pfarrei Ullstadt, F. X. Böhm als erster ein), der am 6. November 1862 als Pfarrcuratus alle Rechte eines Pfarrers erhielt.:S. 414 f.

#### Neues Schloss

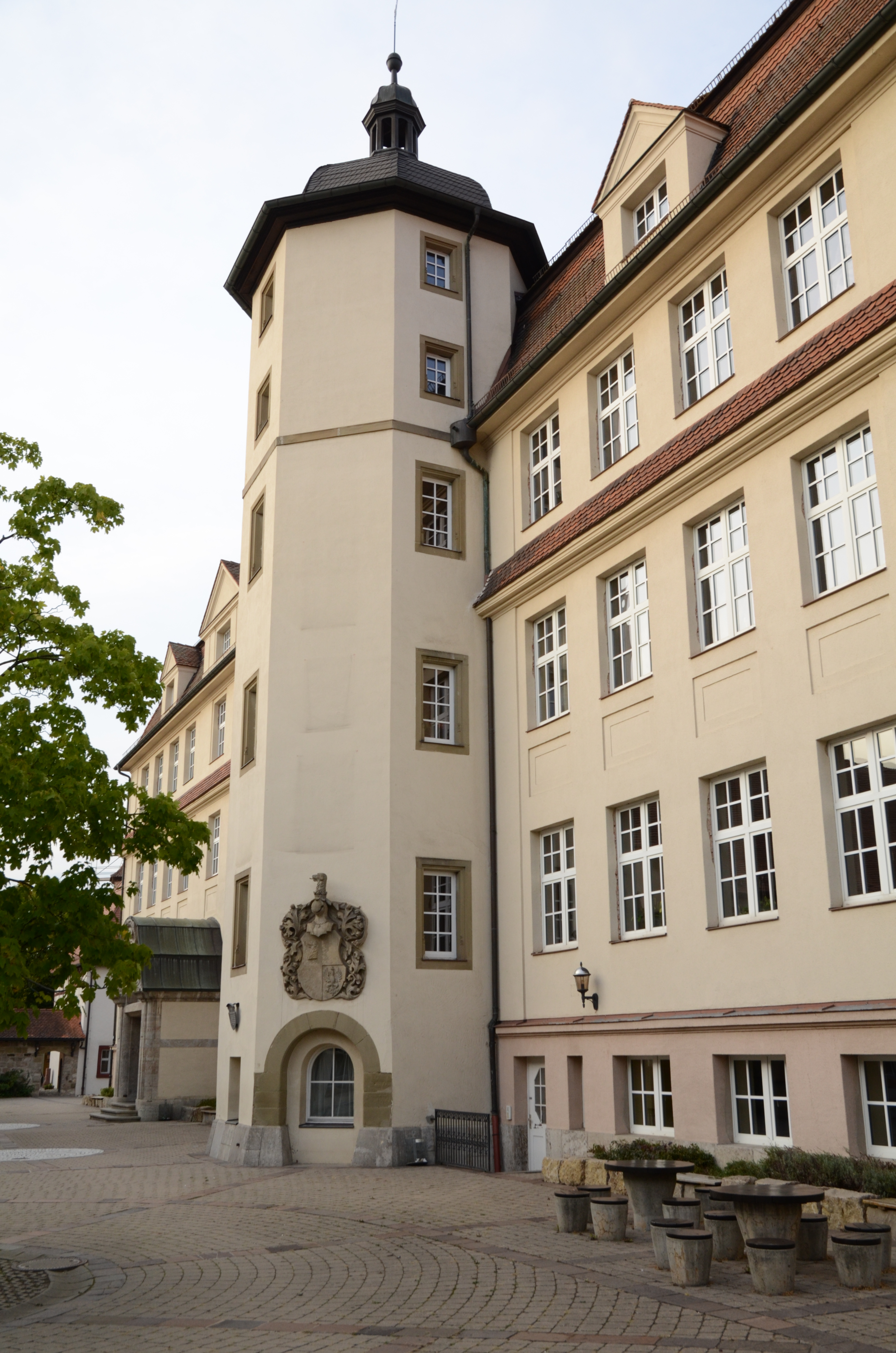
Neues Schloss mit achteckigem Treppenturm und Welscher Haube

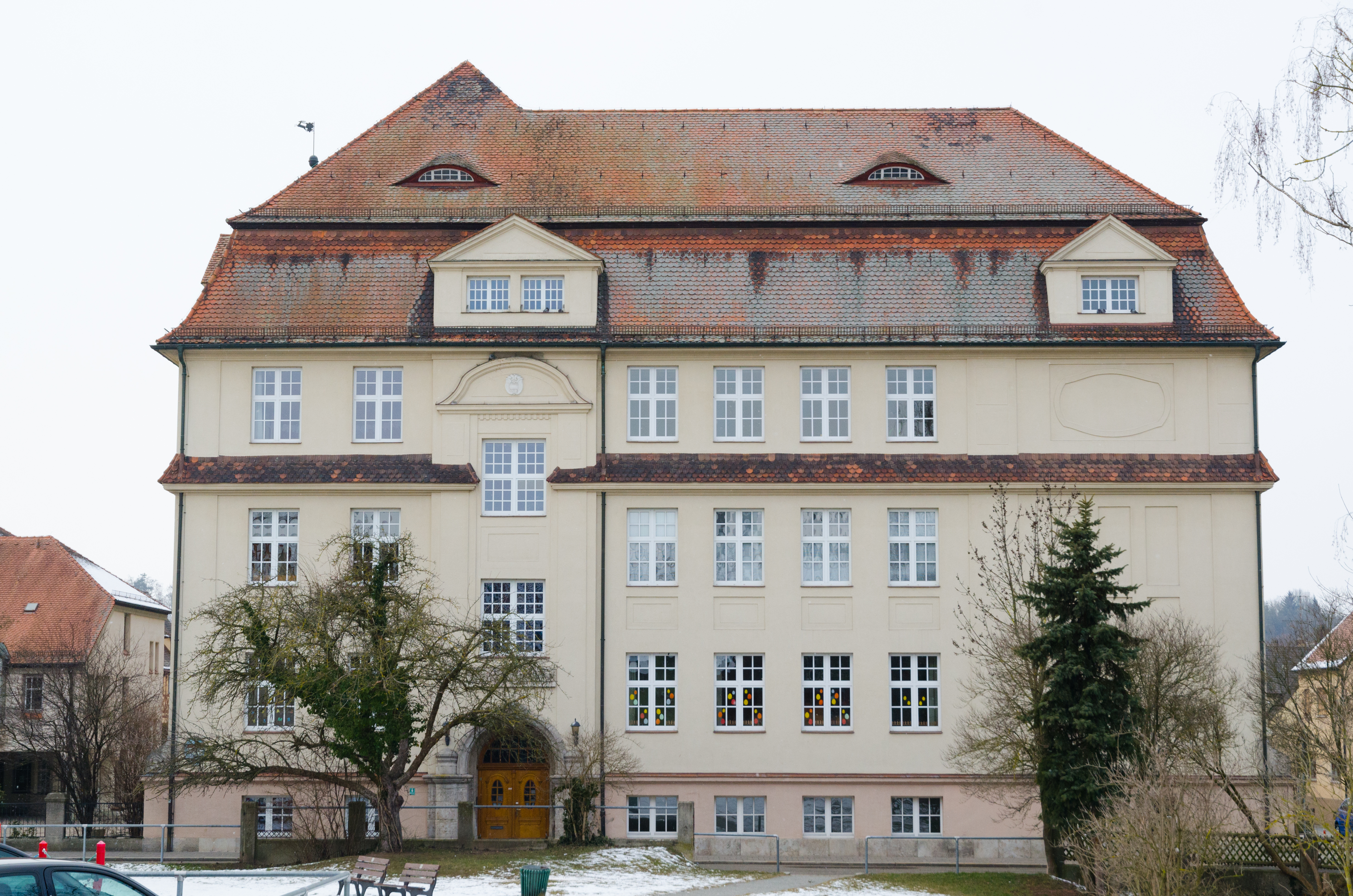
Neues Schloss (Grund- und Hauptschule)

Der Bau des Neuen Schlosses am „Diespecker Tor“ (beim späteren Gasthaus zum (goldenen) Engel in Bambergerstraße 20, von wo 1632 ein großer Brand ausging:S. 334) auf dem Platz der Vorburg des alten Wasserschlosses wurde 1575 unter Markgraf Georg Friedrich (einem Urenkel des auch im Bereich Neustadt für eine Neuordnung verantwortlich gewesenen Albrecht Achilles:S. 91) begonnen. Baumeister bzw. der wohl letzte der (die bereits vor 1575 fertiggestellten Pläne) ausführenden Maurermeister war der mit einer Neustädterin verheiratete, aus Meßkirch in Württemberg stammende, Peter Fahrenschon, vermutlich mit Einflussnahme von Thomas Martinotus. Ein Honorar erhielt Fahrenschon nicht, da der Markgraf unzufrieden mit seinem Baumeister war und ihn sogar mit dem Tode bedrohte, so dass Fahrenschon aus Neustadt in seine schwäbische Heimat floh. Unter Markgraf Georg Friedrich (gestorben im April 1603) war der Bau so weit vorangeschritten, dass bereits im Jahr 1600 die Hochzeitsfeier eines Freiherrn von Seckendorff (eines Patenkindes des Markgrafen) darin abgehalten wurde. Vollendet wurde der Neubau dann erst 1626 unter Markgraf Christian, dem Markgrafen des Fürstentums Bayreuth.:S. 43, 221–224 Mit seiner Grundrisslösung stellte es eine wichtige Stufe für die Entwicklungsgeschichte des deutschen Schlossbaues dar. Als Wohnschloss ohne eigentliche Befestigungsanlage, das sogar einen Teil der Stadtmauer als Hausmauer nutzt, ist es eine der ersten Residenz-Anlagen dieser Art in Europa.:S. 43, 221 und 229 Es handelte sich bei dem „Fürstlichen Schloß“ um ein dreigeschossiges stattliches Gebäude von elf bzw. mit dem Turm vierzehn zu vier Achsen. Das Erdgeschoss öffnete sich mit zehn Korbbögen auf Pfeilern. In der Mitte der Schaufassade stand der achteckige Treppenturm (mit Reittreppe) auf einem Schrägsockel mit rundbogigem Eingang. Er trug eine verschieferte Kuppelhaube mit Laterne und Knopf. Ein 1610 noch vorhandener Stufengiebel (von ursprünglich zweien) ist nicht mehr vorhanden. Einer 1634 versuchten Brandstiftung einer eingedrungenen Forchheimer Garnison widerstand das Gebäude. Gegenüber dem Neuen Schloss befanden sich im 17. Jahrhundert das Haus des Superintendenten und die Häuser des Diakons (Das Diakonat bzw. Archidiakonat wurde 1570 mit der Wohnung des Diakons gegenüber dem Chor der Stadtkirche eingerichtet:S. 89 und 216).:S. 222–224
Von 1655 bis 1702 diente das Neue Schloss  als Sitz verwitweter Markgräfinnen. Gäste (teils nur übernachtend) im Schloss waren unter anderen 1658 Kaiser Leopold, 1664 der Kurfürst und Erzbischof von Mainz Johann Philipp von Schönborn, 1700 die Königin von Polen Christiane Eberhardine von Brandenburg-Bayreuth, 1701 der Kurfürst Max Emanuel von Bayern und 1702 Kaiser Joseph, am 16. Juli 1702 bei Hoheneck einen besonders starken Hirsch erlegte. Kaiser Karl VI. nächtigte 1712 auf der Rückreise von der Krönungsfeier in Frankfurt am Main in Neustadt. Das Schloss diente im 17. und 18. Jahrhundert auch als Ausgangspunkt für Jagdveranstaltungen. So kam der Markgraf Christian 1654 zur Hirschjagd nach Neustadt und sein Nachfolger Christian Ernst mehrmals von 1662 bis 1668.:277 f.
Von 1731 bis 1741 residierte der dem Pietismus verbundene Markgraf Friedrich Christian, genannt „der Prinz von Neustadt an der Aisch“, die meiste Zeit im Neuen Schloss, wo er den in flagranti erwischten Liebhaber seiner Ehefrau erschossen und daraufhin durch seinen regierenden Bruder, Markgraf Karl, auf der Plassenburg inhaftiert wurde. Die Prinzessin war nach Bernburg geflohen. Nach dem Tod des Markgrafen Karl wurde durch den neuen Herrscher und Onkel von Friedrich Christian dieser auf freien Fuß gesetzt, so dass er nach Neustadt zurückkehren konnte, bevor er seinen nächsten Aufenthaltsort in Dänemark nahm.:S. 327 f., 370 und XXXV Separatismus und Pietismus, und somit auch die Neustädter Herrnhutergruppe, wurden am 17. Juli 1743 für das ganze Markgraftum verboten.:S. 367 Als Schlosswache waren Grenadiere aus Bayreuth nach Neustadt verlegt worden. 1794–1886 diente das Neue Schloss als Husarenkaserne (Vor 1794 war die preußische Husarenschwadron in Bürgerquartieren untergebracht:S. 379). In dieser Kaserne befand sich ab 1810 die bayerische Reiterei (zuerst Cheveauxlegers, später Ulanen). Die Reiterkaserne im Schloss wurde 1887 aufgehoben und das Schloss an die Stadt verkauft. Nachdem 1896 für den Kriegsfall als Reservelazarett bestimmt worden war, wurden dafür Räume in der früheren Schlosskaserne bereitgestellt. Am 16. Oktober 1906 brannte die Schlosskaserne bis auf den Treppenturm völlig aus. An Stelle des Schlossgebäudes wurde bis 1915 die neue Volksschule (als Nachfolgerin der 1815 eröffneten „deutschen oder Volksschule“), später „Zentralschulhaus“, errichtet, lediglich der Treppenturm blieb in leicht veränderter Form erhalten (die ursprünglich sinnvollerweise dem Treppenzug folgend schräggestellten Fenster wurden waagrecht ausgerichtet).:S. 222, 330, 339, 569, 610 und 612

### Evangelisch-lutherische StadtpfarrkircheSt. Johannes der Täufer

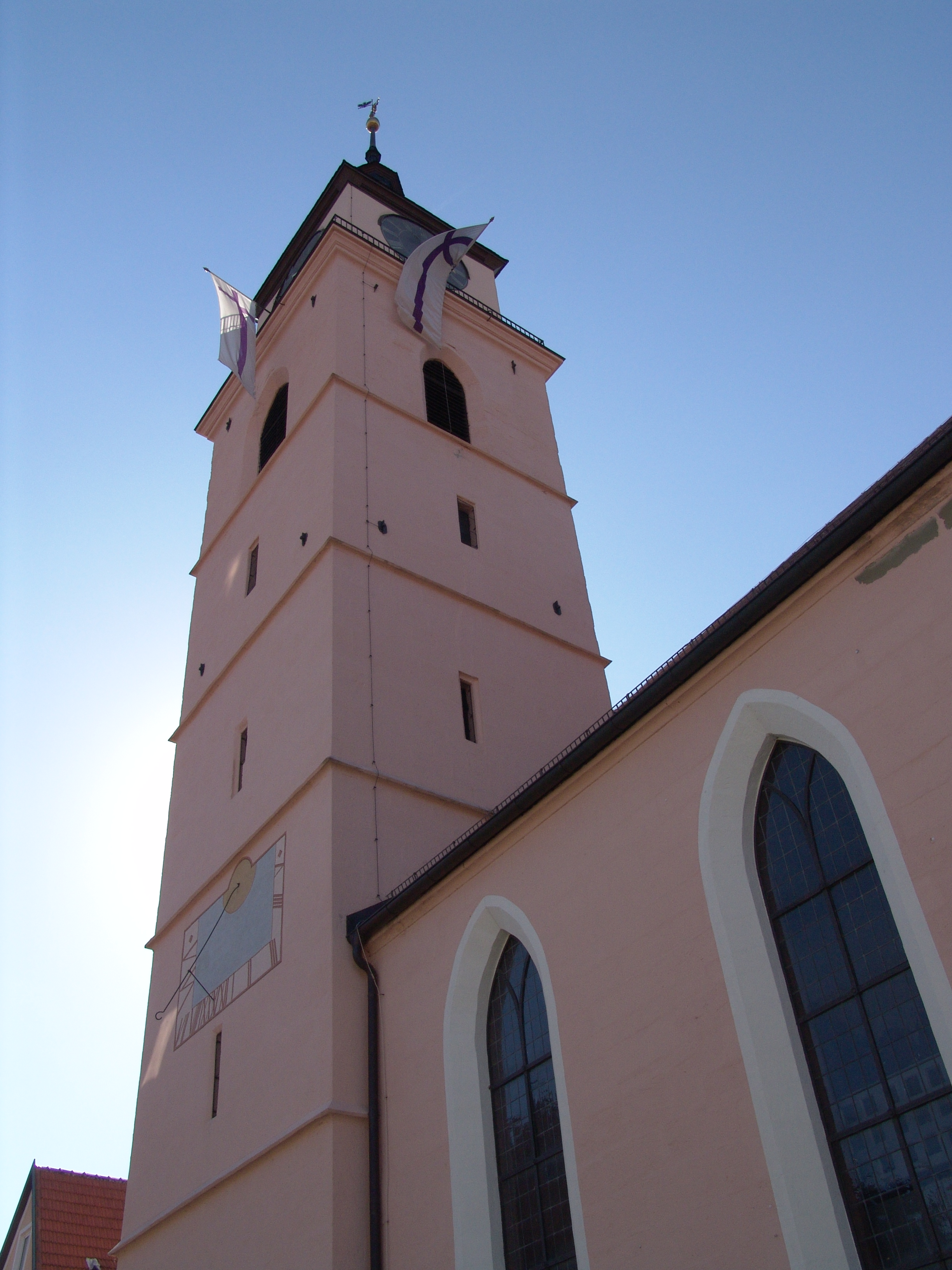
St. Johannes der Täufer

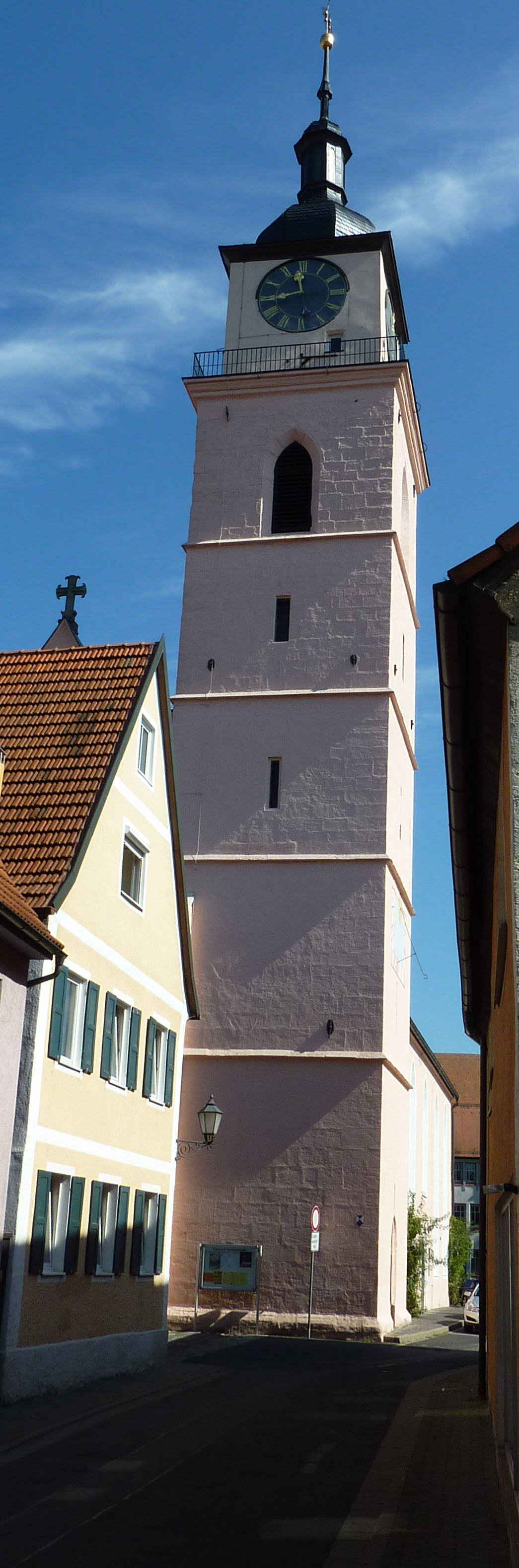
Stadkirchenturm mit der 1614 das alte Spitzdach ersetzenden Welschen Haube

#### Geschichte der Stadtkirche
Die heutige Stadtkirche am Kirchplatz 14 wurde zwischen 1432 und 1439 erbaut, worauf auch die über dem beim „Bildersturm“ von 1820 vernichteten Ölberg an der Südseite des Chores angebrachte Jahreszahl „1438“ hindeutet.:S. 42, 86 und 621 Diese älteste erhaltene Kirche der „Neuen Stadt“:S. 716 war ursprünglich als St. Laurentius dem Hl. Lorenz geweiht und wurde (möglicherweise auf einer Verwechslung von Lorenz/Laurentius und Leonhard/Leonhardus beruhend) auch als „Statt-Kirche zu S. Leonhard“ (wie sie noch 1698 genannt wurde) nach dem Hl. Leonhard benannt. Der ehemalige Stadtpatron St. Lorenz ist mit seinem Foltergerät, dem Rost, auch auf dem Rote Marter genannten Feldkreuz im Pfalzbach in Riedfeld dargestellt.:S. 3, 86, 92, Anm. 57, S. 360, 680 und XXXIV
Der jetzige Name stammt von der älteren (1945 zerstörten) Spitalkirche bzw. Hospitalkirche (die älteste, um 1400 – angeblich 1391 oder 1392 – als Johanniskirche:S. 84 erwähnte, Pfarrkirche von Riedfeld–Neustadt) beim „Riedfelder Tor“, die zuvor St. Martin geweiht und als solche bereits als Pfarrkirche der Diözese Würzburg bezeichnet war (Ihren Turm hatte die Spitalkirche 1595 erhalten).:S. 42, 83 f., 215 und 721
Nach Errichtung der ersten Burg 1287 in „Nuwenstat“ entstand zu Füßen der burggräflichen Feste um 1300 eine von der alten St.-Martinskirche in Riedfeld getrennte Pfarrkirche, von der allerdings nichts mehr übriggeblieben ist. Eine Urkunde vom 15. Juni 1400 erwähnt jedoch einen 1333 zur Pfarrkirche St. Johannes Baptista (Sankt Johannes der Täufer), der Rechtsvorgängerin der Spitalkirche, zu der Newenstat gestifteten Jahrtag und ein 1372 gestiftetes „Salve“ (Englischer Gruß, dargestellt wahrscheinlich als Schnitzwerk des Marienaltars). Das Singen des Lobgesangs Salve Regina vor dem ehemaligen Marienaltar von St. Johannes Baptista wurde in Erinnerung an die der Pfarrkirche durch den Junker Heinz von Seckendorff zu Roßbach und seine Frau Margaretha von Wilhelmßdorf überlassene Wiese in Ehe angeordnet.:S. 72–74 und 85 f.
In der Nähe der späteren Spitalkirche befand sich eine spätestens (mit der Bestätigung des Markgrafen Friedrich I.) 1419 wahrscheinlich von der Stadt und der dort wohnenden Vicedominatsfamilie von Seckendorff gegründete Spitalstiftung Sancti Spiritus („zum Hl. Geist“; St. Spiritus war der Titel der für den Spitalgeistlichen errichteten Pfründe). Die Stiftung versorgte das (schon vor 1319 gegründete und von Burggraf Friedrich IV. erwähnte) Hospital, das vor allem „sich in ihrem Leben ehrlich gehaltene Menschen im Alter“ bewohnen sollten.:S. 75, 78 f., 87 und 537–540 Doch nicht nur Insassen des Hospitals, auch in ihren oder in sie aufnehmenden Familien lebende „Hausarme“ wurden bis ins 20. Jahrhundert unterstützt.:S. 529 und 534, Anm. 67 Die Hospitalstiftung verfügte zudem (bis 1813) über Waldbesitz mit eigenem Spitalförster in Klausaurach und (1541) sieben Höfe sowie zahlreiche Äcker.:S. 432, 541–543, 691, 706, 716 und 755 Um 1400 kümmerte sich ein aus der Seckendorffschen Salve-Stiftung bezahlter Schulmeister um den Kirchengesang. Das Hospital war 1434 (dem Jahr der Wiederholung des Stiftungszweckes in einem Freiheitsbrief) in freiwerdende Kirchen- und Pfarrgebäude der alten Johanniskirche verlegt worden und ging in den Besitz der neuen Johanniskirche über. Das „Vordere Haus“ (Neustadts ältestes Seelhaus) des alten Pfarrhauses links am Eingang des Hospitals wurde nach dem Umzug auf den Platz bei der neuen Stadtkirche samt Meßnerhäuschen 1598 (nach Zerstörungen im Jahr 1553) neu aufgebaut, 1795 auf Anordnung der Regierung in Ansbach wieder abgerissen und 1802 erneut aufgebaut.:S. 52 f., 87 f., 518, 536–559 (Das Hospital) und S. XXII (Fotografie der Hospitalkirche) Mit Seelhaus wurde ursprünglich ein Gebäude bezeichnet, das zum Heile einer bestimmten Seele gestiftet wurde und der Aufnahme Bedürftiger dienen sollte; später auch ein Haus, das aus Mitteln einer solchen Stiftung gebaut wurde. In Neustadt fand der Begriff auch allgemein für Gebäude für wohltätige Zwecke Verwendung (so 1828 auch für das Krankenhaus). Seelhäuser oder „Seelenhäuser“ gab es in Neustadt gegenüber dem Spital (1553 infolge von durch Bundesständische gelegtes Feuer mit allen Urkunden, Büchern und der Kirche abgebrannt, nach Abzug der Nürnberger 1557 aber wieder aufgebaut), ab 1717 als „Neues Seelhaus“ (drei, von dem Zweiten Bürgermeister und Hospitalpfleger Seb. Friedr. Albinus/Weißmann, den Wirt zum Goldenen Hirschen (erstmals 1701 genannt:S. 159 und 179), als Bauleiter geschaffene Gebäude als Kapitalanlage des Hospitals) an der oberen Bleichgasse („Oberes Bleichgäßlein“), 1802 ein drittes „Neues Seelhaus“ auf dem ersten Platz, auf dem Eckplatz zur Langenfelder (Würzburger) Straße. Seit 1836 gibt es kein Seelhaus mehr in Neustadt.:S. 88, 540–542, 544 und 559–561 (Die Seelhäuser)
Der heutige Bau wurde im Kern am Ende des 14./Anfang des 15. Jahrhunderts als dreischiffige Basilika mit eingezogenem, gewölbtem Chor errichtet und 1532 erweitert. Sie wurde 1553 im Bundesständischen Krieg von den Bundesständischen:S. 99 und S. 196–206: Neustadt im bundesständischen Krieg (9. Juni 1553). mitsamt der Stadt im Zweiten Markgrafenkrieg am 9. Juni in Brand gesteckt. Sie konnte auf den stehengebliebenen Umfassungsmauern zügig wieder aufgebaut und 1557 wieder eingeweiht werden (Ein 1567 aufgestellter neuer Taufstein wurde 1670 in die Hospitalkirche verbracht, wo er 1702 zerfiel). Die beim Brand abgestürzte Zwölfuhrglocke „Monika“, die 1527 durch Markgraf Kasimir aus dem leerstehenden Kloster Münchsteinach nach Neustadt verbrachte große Zwölf-Uhr-Glocke, blieb erhalten und wurde 1562 in einen neu in den Kirchturm eingesetzten Glockenstuhl wieder auf ihren Platz verbracht und existiert noch heute.:S. 60, Anm. 32, S. 88 und 214 f. Um die Anzahl der Plätze zu erhöhen und nur noch einen Sonntagsgottesdienst zu feiern, wurden 1594 die Seitenschiffe mit Fachwerkaufbauten erhöht und doppelte Emporen eingezogen, wodurch der Basilikacharakter des Gebäudes verlorenging. Zudem erhielt die Kirche eine einfache Orgel. 1604 wurde der seit 1434 mit einem Türmer besetzte:S. 86, gemäß Johann Looshorn (Die Geschichte des Bisthums Bamberg. Bamberg 1886–1910) fast 47 Meter hohe Turm mit dem Uhrengeschoss aufgestockt. Damit wurden seine Proportionen den erhöhten Seitenschiffen angeglichen. Nach einer Erneuerung 1614 kam ein viertes Stockwerk und die heutige „welsche“ Haube mit kleiner Laterne hinzu.:S. 88 und 215
Nach dem Dreißigjährigen Krieg, welche die Kirche weitgehend unbeschadet überstanden hatte (Geräte und Kirchenschmuck wurden von Wohltätern gestiftet), erhielt die Stadtkirche 1670 zunächst eine kleine neue Orgel und 1671 wurde eine große Kirchenorgel angeschafft. Der Sängerchor wurde 1695 eingebaut.:S. 270
Lebensgroße steinerne Apostelfiguren vor den Mittelschiffsäulen wurden bei einer Renovierung 1676 entfernt.
Im Jahr 1670 wurde laut Döllner die Leiche der Markgrafengattin Erdmuthe Sophie von Sachsen in der fürstlichen Gruft beigesetzt (1702 folgten die sterblichen Überreste der Markgräfin Sophie Luise von Württemberg, die Frau von Christian Ernst (Brandenburg-Bayreuth)).:S. 270
1812 entfernte man die Fürstengruft (die 1820 oder 1821 zugeschüttete Familiengruft vor dem Hochaltar der Stadtkirche, dessen Figurenwerk der „Reinigungswut“) mit 22 Angehörigen der Hohenzollern, von denen zuletzt die Tochter von Friedrich Christian, dem Neffen des seit 1685 in Neustadt (beim oberen Tor am Ort der späteren Brauereigaststätte Schmeißer:S. 276) wohnenden und dort 1731 in der Familiengruft begrabenen Prinzen Karl August von Brandenburg-Kulmbach (Halbbruder von Georg Albrecht),:S. 325 und 327 und bei der Umgestaltung von 1819/1820:S. 279 und 669 die übrigen Grüfte. Ein wohl 1438 entstandener „Ölberg“ an der Kirche wurde, wie auch Grabdenkmäler und – abgesehen von einem Epitaph des Adelsgeschlechts Seckendorff – Gedenkplatten sowie ein Sakramentshäuschen an der Hospitalkirche, um 1820 im Rahmen der Umgestaltung zerstört.:S. 52 und 669 Die ursprünglichen gemalten Glasfensterscheiben fielen, wie auch gestiftete Glasmalereien anderer Kirchen und des Gymnasiums, wohl kunstfeindlichen Bilderstürmern 1820 ebenso wie Figuren am Altar und ein Wappen des Superintendenten Räthel und seiner Ehefrau zum Opfer:S. 215 und 621 und zurückgelegte mangelhafte Exemplare wurden zwar 1830 zur Ausbesserung nach München geschickt, kamen aber nicht wieder zurück und auch 1938/39 angestellte Nachforschungen zum Verbleib blieben erfolglos.:S. 78, Anm. 32, S. 87, Anm. 51, S, 283, und S. 547, Anm. 25 Die Fachwerkgeschosse wurden durch Sandsteinmauerwerk ersetzt und die Seitenschifffenster erhöht. Weitere Renovierungen fanden 1923, 1932 und 1971/72 statt. Die letzte Innenrenovierung – mit Versetzung der Kanzel auf die linke Seite – fand 1978–1980 unter Leitung des Ansbacher Regierungsbaudirektors Helmut Thaller statt. Hinzu kam 1982 eine neue Kirchenorgel.
Der spätgotische, um 1495 in Nürnberg gefertigte Flügelaltar der Kirche zeigt ein dreiteiliges Schnitzwerk mit Ölbergszene, Kreuzigungsgruppe und Darstellung der Auferstehung Jesu Christi. Die darunter befindliche Predella zeigt unter anderem das hohenzollerische Wappen (von Friedrich dem Alten bzw. Friedrich II. von Sachsen und Albrecht Achilles) und das sächsische Wappen der Anna von Brandenburg-Sachsen, die mit ihrem Sohn Friedrich V. oder ihrem Ehemann Albrecht Achilles den Altar gespendet hatte. Der Hochaltar der Pfarrkirche wurde von dem auch in Eichstätt tätig gewesenen Meister Veit Wirsberger geschaffen. Die zusammenklappbaren Blindflügel des Altars wurden nach den Plünderungen und Zerstörungen des Jahres 1553 wieder hergestellt, sind aber seit der „Restauration“ 1874 verschollen.:S. 81, Anm. 38, S. 87, 91, 94 und 208 Die 1882 angebrachte neugotische Kanzel stammt aus der Werkstatt des Nürnberger Baumeisters Georg Eberlein, der bereits 1873 von Dekan Linde einen Auftrag zur Restauration des Hochaltars in der Stadtkirche:S. 671 ausgeführt hatte. Als Trägerfigur hat die Kanzel eine aus einer früheren, von dem Ratsherrn Eisen gestiftete, Kanzel stammende Moses-Figur, die 1616 von dem Windsheimer Künstler Georg Brenck (Vater und/oder Sohn) geschnitzt wurde.:S. 86 f., 215 und S. XIX
Am 7. Oktober 1850 wurde nach einer 1821 erfolgten Anregung und heftigem Widerstand eine Presbyterialverfassung für die Kirchengemeinde eingeführt.:S. 411
Im 19. Jahrhundert waren die Bürger Neustadts dazu verpflichtet, einen Wachdienst auf dem Turm der Stadtkirche durchzuführen. Ursprünglich mussten diese städtischen Wächter, die zum Teil auch in den Vororten zum Wachdienst verpflichtet waren, zur Nachtwache alle zwei Stunden ein Hornsignal ertönen lassen und anschließend „Hört, ihr Herrn, und lasst euch sagen [...]“ singen (Bereits im Mittelalter bestand ein für Bürger verpflichtender Wachdienst, von dem ab 1460 allerdings die Mitglieder des inneren Rates befreit waren). Im Jahr 1903 wurde ein Nachtpolizist eingestellt und erst 1906 wurde die Feuerwache endgültig an Stadtangestellte übertragen.:S. 57, 722 und 734–736

#### Die Kirchenbibliothek
Die evangelische Gemeinde Neustadts besitzt eine seit 1525 bestehende Kirchenbibliothek. Den Grundstock der Neustädter Kirchenbibliothek bildete ursprünglich die Bücherei des Franziskanerklosters St. Wolfgang in Riedfeld, wo Elias Levita den aus Pforzheim gekommenen Humanisten Konrad Pellikan in die hebräische Sprache und Literatur einführte, nachdem Pellikan mit seinem Provinzial im Kloster St. Wolfgang abgestiegen war. Die Neustädter Bibliothek entstand zur Zeit des Bauernkriegs, nachdem im Frühjahr 1525 Mönche des am 16. Mai 1525 (nach dem julianischen Kalender) ausgebrannten Riedfelder Klosters St. Wolfgang aus Furcht vor aufständischen Bauern nach Würzburg flohen und zuvor ihre wertvollen Schriften nach Neustadt in einen von Stadtpfarrer Lang zur Verfügung gestellten sicheren Raum über der Sakristei der Stadtkirche gebracht hatten.:S. 167 und 675 Die Franziskaner kehrten nicht mehr nach Neustadt zurück und nachdem die Stadt 1528 der Reformation beigetreten war, gab es dort auch keinen katholischen Geistlichen und bis 1769 auch keinen katholischen Gottesdienst mehr:S. 330 und 413 und es erfolgte 1533 eine kirchliche Neuordnung. Die Buchbestände wurden danach noch durch ausgemusterte alte Missalien (Messbücher) und Ritualien (Gebräuchebücher) sowie Homilien (Predigtanweisungen) aus Stadtkirche, Spitalkirche, Schlosskapelle, Friedhofskapelle und St.-Michaels-Kärnter (Beinhaus) ergänzt. Als Bibliothek aufgebaut wurde die quasi herrenlose Riedfelder Schriftensammlung zuerst durch das Wirken des in Neustadt bis 1540 zur Schule gegangenen und in Heilsbronn ausgebildeten Diakons Friedrich Weigel und des Pfarrers Magister Caspar Hubmeier (der maßgeblich an der Wiederherstellung der Kirche beteiligt war und danach 1564 nach Gerhardshofen versetzt wurde) sowie des aus Ansbach gekommenen, ab 1564 als erster Dekan wirkenden „ersten Bibliothekarius“ Georg Leutner. Leutner hatte durch Beziehungen zu in Ansbach zuvor kennengelernten Gelehrtenkreisen Spenden für die Bibliothek bewirkt, die zum Teil aus Klosterbibliotheken (etwa von St. Gumbert in Ansbach, St. Wunibald in Heidenheim und St. Augustin in Langenzenn) stammen. Unter Leutner wurde 1589 ein stattliches Dekanatsgebäude (früher Superintendentur) am Schlossplatz errichtet. Leutners Nachfolger waren Hagen, Gröller, Menzel und von 1612 bis 1626 der Dekan und „zweite Vater der Kirchenbibliothek“ Landes, welcher die Bibliothek neu ordnete und um annähernd 1000 Bände erweiterte.:S. 58, 99, 212, 216, 675–677 und 679
Bis 1679 erweiterte der vor seiner Zeit in Neustadt als Pfarrer in Altheim tätig gewesene Dekan Martin (oder Johann Caspar) Schneider (* 1636; † 1680 in Ipsheim; Dekan in Neustadt ab 1670:S. 278) die Bibliothek unter anderem aus seinen eigenen Sammlungen und mit fremdsprachiger Literatur (Nach einer Auseinandersetzung mit dem seit 1672 tätigen Archidiakon Wagner wurde Schneider aufgrund einer 1678 erfolgten „scharfen Inquisition“ – 1678 hatte der „Bilderstürmer“ Schneider etwa Apostelfiguren in der Stadtkirche entfernen lassen – durch markgräfliche Kommissare 1679 aus dem Dienst entlassen. Wagner wurde 1682 seines Dienstes enthoben und im folgenden Jahr entlassen und des Landes verwiesen:S. 276 und 286 f.). Auch Schriften des Elias Levita sind nebst weiteren hebräischen Werken durch Schneider der Kirchenbibliothek zugeführt worden.
Für vier Jahre übernahm als erster Superintendent für die zusammengelegten Dekanate Neustadt und Baiersdorf (nach dem 1528 Superattendens gewordenen Spitalpfarrer Johann(es) Ritter:S. 82 und 187) Neustadts H. A. Stockfleht 1679 die Bibliothek, allerdings in keiner Weise erfolgreich, bevor er versetzt wurde. Die Bestände der Kirchenbibliothek wurden 1690 im Auftrag von Stockfleths Nachfolger, dem Dekan bzw. Superintendenten Johann Georg Layritz, von Archidiakon Matthias Salomon Schnizzer katalogisiert – unter anderem um unter Stockfleths Aufsicht „verschwundene“ wertvolle Schriften festzustellen und künftig Veruntreuungen zu vermeiden. Dank des von 1612 bis 1626 die Bibliothek entwickelnden Dekans Landes hatte es die Bücherei auf etwa 2000 Nummern gebracht. Die unter Landes erworbenen Bestände stammten in wesentlichen Teilen von dem Rechtsgelehrten und Kastner (Georg) Ludwig Leuchsner (am 24. Februar 1578 in Markt Bibart geborener Sohn eines 1587 bis 1593 in Neustadt als Kastenamtmann wirkenden Leuchsner, mütterlicherseits ein Enkel des Neustädter Kastners Johann Weickersreuther), dem Kastner (Kastenamtmann) und Rat Johannes Kammerer, der 1617 seine Bücherei schenkte (als Vertreter des Landeshauptmanns 1598 wirkte er bei der Stadtratswahl mit und als Jurist unterstützte er den auch als Vorsitzender des kaiserlichen Landgerichts in Ansbach tätigen Hauptmann von Groß beim permanenten Reichstag in Regensburg:S. 213, 283 und 306), der seine große Bibliothek im Juli 1617 der Schule (deren Bibliothek im Dreißigjährigen Krieg vernichtet wurde, von der jedoch Reste an die Kirchenbibliothek gelangt sein sollen) schenkte, und dem Arzt Hieronymus Fabritius. Nach Stockfleth waren es nurmehr etwa 1000 Nummern.:S. 210, 225, 286 f., 410, 578 und 676–679
Später wurde die Sammlung von Handschriften, Büchern und Bildern unter anderem von Matthias Salomons Enkel Georg Matthäus Schnizzer (1717–1806), der von 1747 bis 1755 Theologie in Erlangen, Wittenberg und Bayreuth studiert hatte und von 1766:S. 680 oder 1768 bis 1805 Superintendent war, äußerst engagiert betreut. Wie schon sein Großvater beklagte er, dass „viele Handschriften der Mönche veruntreut worden seien“. Aus eigenen Beständen ergänzte er die umfangreich die Bibliothek (etwa mit Stammbüchern der Familie Schnizzer, einem wertvollen Franziskanerbrevier und einer Ausgabe der Schedelschen Weltchronik). Zudem gelangten durch ihn eine 1519 dem Kloster St. Wolfgang von Ellwanger geschenkte und zunächst vermisste Kirchengeschichte des Eusebius und weitere wertvolle Handschriften und Inkunabeln in die Kirchenbibliothek, darunter auch ein „Koburger Totenbuch“.:S. 673–682 (Kirchenbibliothek) Eine 1780 von Georg Matthäus Schnizzer aufgestellte Bücherwand konnte bis ins 21. Jahrhundert erhalten und weiterbenutzt werden.
Eine wissenschaftliche Durcharbeitung der wertvollen Bibliotheksbestände steht, wie Max Döllner bereits spätestens 1950 anmahnte, noch aus. Zum über 5000 Nummern zählenden Bestand der evangelischen Kirchengemeinde gehören neben Klassikern und Autoren wie Mohammed, Felix Hemmerlin und Hans von Gersdorff sowie einem niederdeutschen Andachtsbuch und einer Ausgabe des „Hexenhammers“ auch drei von Martin Luther selbst geschriebene Briefe, die jedoch nach Nürnberg ins landeskirchliche Archiv verbracht wurden, sowie etwa 240 Handschriften.:S. 580, 674, 678 und 680–682

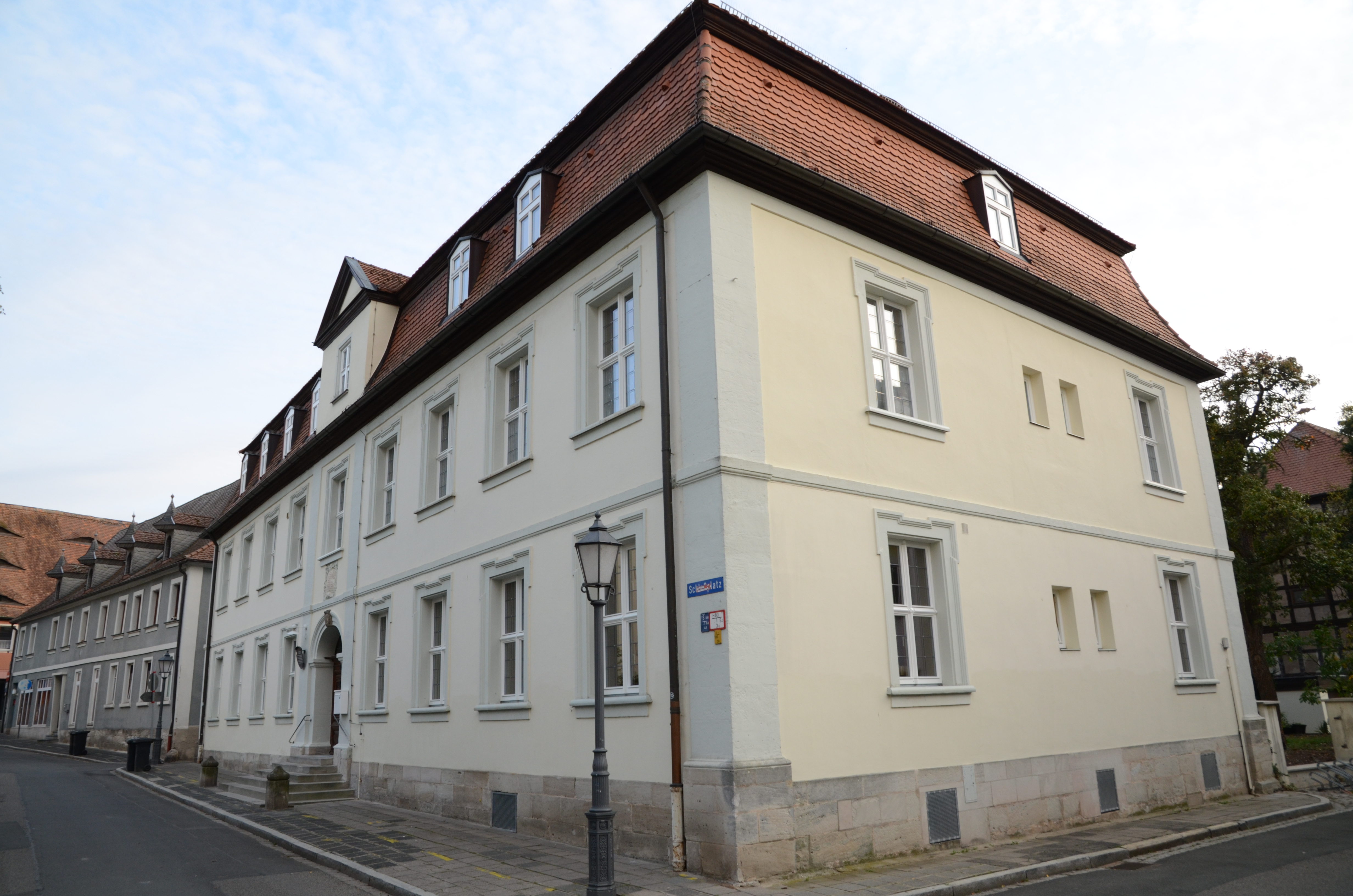
Evangelisch-lutherisches Dekanat

#### Superintendenten und Dekane
- Johannes Ritter, Spitalpfarrer Superattendens ab 1528
- Georg Leutner, ab 1564 Dekan für den mittleren Aischgrund
- Landes, Dekan von 1612 bis 1626, Neuordner der Kirchenbibliothek, der auch seinen eigenen Bücherbestand zukommen ließ; zudem Botaniker und Gärtner[2]:S. 216
- Friedrich Schirmer, Dekan um 1632[2]:S. 288, Anm. 3
- Rhau, Dechant, Förderer der Schule und Caesareus poeta laureatus („lorbeergekrönter kaiserlicher Dichter“)[2]:S. 286
  - Hellmaier († 1652), Mönch aus Bayern, Syndiakon oder Diakon[2]:S. 266
- Martin Schneider (1636–1680), Superintendent, Nachfolger Rhaus 1674 bis 1679
- Heinrich Arnold Stockfleth (1643–1708), vom 15. Februar 1679 bis 19. August 1683 Superintendent der für ihn durch Zusammenlegung der Dekanate Neustadt und Baiersdorf errichteten Superintendentur des Unterlandes in Neustadt[2]:S. 179, 267, 286 f. und 679
- Braunwald oder Brauwald, von der Markgräfin Sophie Luise von Württemberg (lebte von 1671 bis 1702 im Neustädter Schloss) protegierter Superintendent von 1683 bis zu seiner aufgrund von „Negligenz“ (sowie „Untreue mit dem Kirchen-Guth“) erfolgten Versetzung auf eine, jedoch von Braunwald abgelehnte (und dann vom Neustädter Archidiakon Richter angenommene) Dienststelle nach Osternohe 1688[2]:S. 278, Anm. 44, und S. 286 f.
- Matthias Salomon Schnizzer, Archidiakon 1686 bis 1734, Gegner des Pietismus und Chronist Neustadts
- Johann Georg Layritz (1647–1716), Superintendent von 1688 bis 1698 (1697 oder 1698 wurde er an den Hof nach Weimar berufen)[2]:S. 287 f. und 351
- Wolfgang Chr. Räthel (oder Raethel), 1698 bis 1729, Hof- und Feldprediger des Markgrafen Christian Ernst (Brandenburg-Bayreuth) und diesen 1704 und 1707 im Krieg begleitend, Gegner des Pietismus, Superintendent (seit 1701) und Betreiber eines Pfarrwitwen- und -Waisenheims in der Langenfelder Gasse, das ab 1729 schulischen Zwecken diente und in dessen Neubau Räthel einen Unfall erlitt, der schleichend seinen Tod herbeiführte[2]:S. 179, 288, 345, 351, 373, 540 und 542
- Johann Adam Steinmetz (1689–1762), 1730 bis Herbst 1732[2]:S. 358 Superintendent
- Joh. Chr. Lerche, 1733 bis 1768, Superintendent, Bruder des russischen Hofrats Lerche[2]:S. 579
- Laur. Weidner, 1734 bis 1744, Kapitelssenior, Diakon und Archidiakon[2]:S. 350 und 363
- Georg Matthäus Schnizzer (1717–1806), 1766/1768 bis 1805/1806 Superintendent, Enkel von Matthias Salomon
- Georg Sam. Schmidt, 1806 bis 1820 (ab 7. Dezember 1810 Dekan)[2]:S. 410 (nach Übergang in das Königreich Bayern wurde die Superintendentur aufgehoben und an ihre Stelle wieder ein Dekanat mit 18 Pfarreien und einigen Filien gesetzt)
- Chr. E. Prinzing, 1821 bis 1854 Dekan (1835 bis 1837 Vorstand der Liedertafel?)
- Mich. Schaufler, Syndiakon
- Johann Friedrich Christoph Bauer (1803–1873), 1855 bis 1873 Dekan
- Joh. Friedrich Linde, 1873 bis 1886
- Max Herold, Kirchenrat und Schriftsteller, 1903 bis 1920 Dekan
- Richard Pfeiffer (1867–1943), Kirchenrat und Schriftsteller, 1920 bis 1934 Dekan
- Max Herold, 1934 bis 1938
- Adolf Müller, 1980 bis 1995
- Matthias Ewelt, 2010 bis 2017
- Ursula Brecht, ab 2017[81]

### Katholische StadtpfarrkircheSt. Johannis Enthauptung

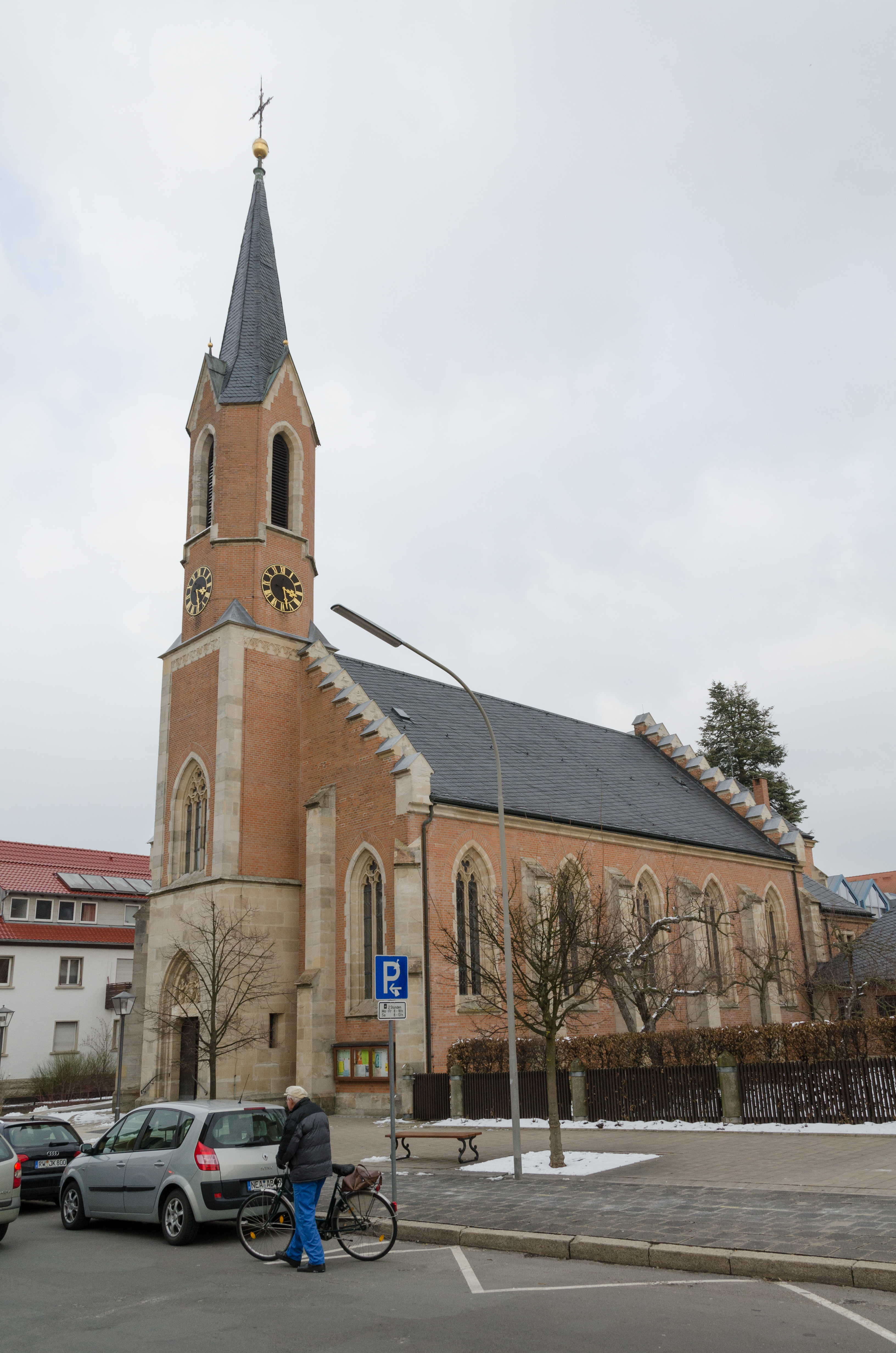
St. Johannis Enthauptung

In der ersten Hälfte des 19. Jahrhunderts hielten die Neustädter Katholiken ihre Gottesdienste noch in einem Raum der Schlosskaserne und, pfarramtlich von Ullstadt aus versorgt, nach 1829 gemäß einem Vorschlag von Dekan Prinzing und einem bis 1845 geltenden (und bis 1842 nachweisbar praktiziertem) Übereinkommen:S. 547 und S. 550 der gemeinsam mit den Protestanten benutzten Hospitalkirche. Um 1870 lebten 159 (zivile) Katholiken in 37 Familien in der Stadt. Da von deren 38 Kindern nur 27 in Neustadt zur Schule gingen, wurde am 13. April 1871 ein Antrag auf eine abgetrennte katholische Schule vom Stadtmagistrat abgelehnt. Die in der Ansbacher Straße 3 gelegene katholische Kirche wurde ab Juli 1881 im gotischen Stil auf dem am 11. August 1874 von der Katholischen Kirchengemeinde von der Stadt gekauften Grundstück schräg gegenüber der Zieglerschen Schäferei erbaut und am 20. Oktober 1883 durch den Erzbischof Friedrich von Schreiber aus Bamberg, mit vor allem musikalischer Unterstützung durch die evangelischen Mitbürger, eingeweiht. Den Grundstein legte der Kuratus Michael Sebald. Das zur Kirche gehörige Pfarrhaus war 1885 fertiggestellt. Die Pfarrkuratie Neustadt wurde 1920 zur Pfarrei St. Johannes erhoben (1942 gehörten zum 863 Seelen umfassenden Pfarrsprengel neben dem Gebiet des Amtsgerichtes Neustadt auch Emskirchen mit Schauerberg und Wilhelmsdorf sowie Altheim und Ipsheim).:S. 414–416, 762 und S. XXII (Fotografie) Die Kirche besitzt eine dreischiffige Stufenhalle mit erhöhtem Chor, einen 1890 (als Geschenk der Würzburger Kreuzbruderschaft) eingerichteten Kreuzweg mit 14 Stationen, ein großes, etwa 1500 geschaffenes Kruzifix und einen 37 Meter hohen Glockenturm. Seine Buntglasfenster mit Maßwerk erhielt das Kirchengebäude 1918/19.

### Stadtmauer und Türme

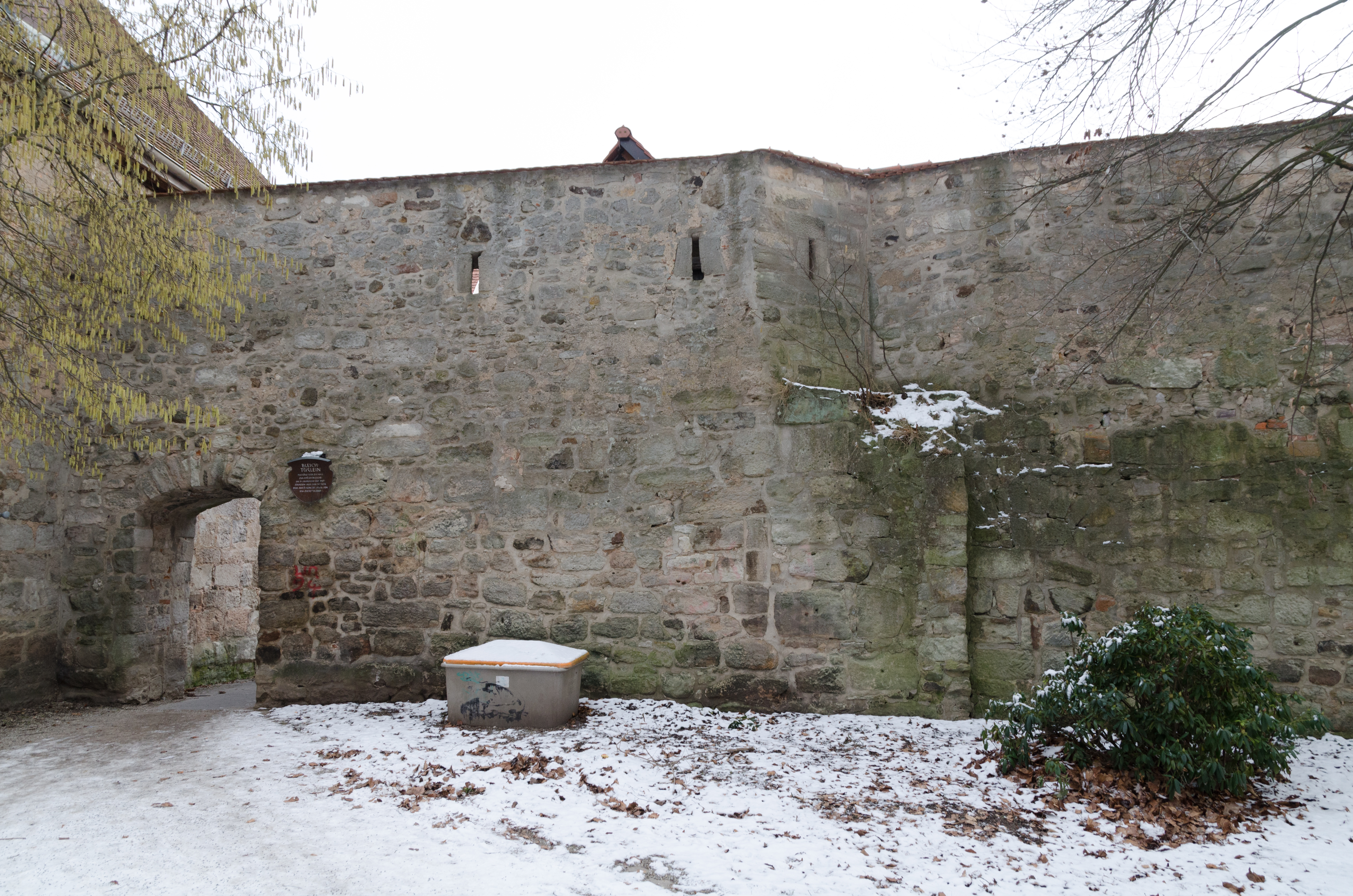
„Bleichtürlein“

Die Stadtmauer aus Cadolzburger Sandstein hatte früher 16 Türme und einen im 18. Jahrhundert überdeckten Laufgang mit Schießscharten.:S. 41 f., 54 und 271, Anm. 30 In der Mauer befindet sich seit dem 19. Jahrhundert das „Bleichtürlein“, ein fußläufiger Zugang zur Wäschebleiche, wo im 19. Jahrhundert (zwischen Pulverturm und „Terziateck“) die Färber (etwa Strotz und Taglauer, dessen Färberei bis 1898 bestand) ihre Trockengerüste aufgestellt hatten. Aus Furcht vor dem Anrücken der Preußen wurde 1866 auf Geheiß des Ortskommandanten das Bleichtürlein zugemauert.:S. 494, 501 f., 638 und 733 Neben dem Bleichtürlein befand sich früher die „Bürgerstraf“, ein in der Nähe des auch „Naschkorb(weiher)“ genannten, einst auch zur Fischzucht genutzten Weihers (heute Bleichweiher, früher Kugletweiher:S. 41, 55, 310 und 458 f.) gelegener, heute verfallener Turm (fälschlich als „Folterturm“ bezeichnet) zur Inhaftierung von Bürgern.:S. 304 und Falttafel zwischen S. II und III Die „Bauernstraf“ für Nichtbürger und Auswärtige befand sich hingegen in einem kleinen Gewölbe („Gewölblein“) der ehemaligen Festung („Vronfeste“) auf dem „Kellerei-Hügel“ und war später in den unteren Teil des „Kartenmischer“ genannten dicken Turms eingebaut worden.:S. 54, 56, 111, 302 und 304, Anm. 27 Neben den genannten fanden oder finden sich eine Reihe weitere Türme in der Stadt: Das Obere oder Nürnberger Tor, der am Äußeren Stadtmauerweg befindliche Säuturm (welcher dem Schutz des Mühlenweihers diente, durch den das Wasser des Oberen Strahlbaches, genannt „Katzenweiher“, zur Stadtmühle Grabenmühle geleitet wurde), der nach seinem Besitzer (einem Flurwächter) benannte, 1977 restaurierte Flurersturm, der ebenfalls nach dem Besitzer so genannte (inzwischen abgebrochene) Vögeleinsturm, der Eckturm oder Hirtenturm (ehemals Wohnung des Hirten der stadteigenen (vom Hospital bis 1869 durchgeführten:S. 443) und ab 1844 mit einem neuen Bullenstall südlich des Windsheimer Tors bis 1871 betriebenen Bullenhaltung), das Windsheimer Tor, das Langenfelder Tor, der Turm des Neuen Schlosses (später Grundschule) und das Diespecker Tor.

### Bleichweiher

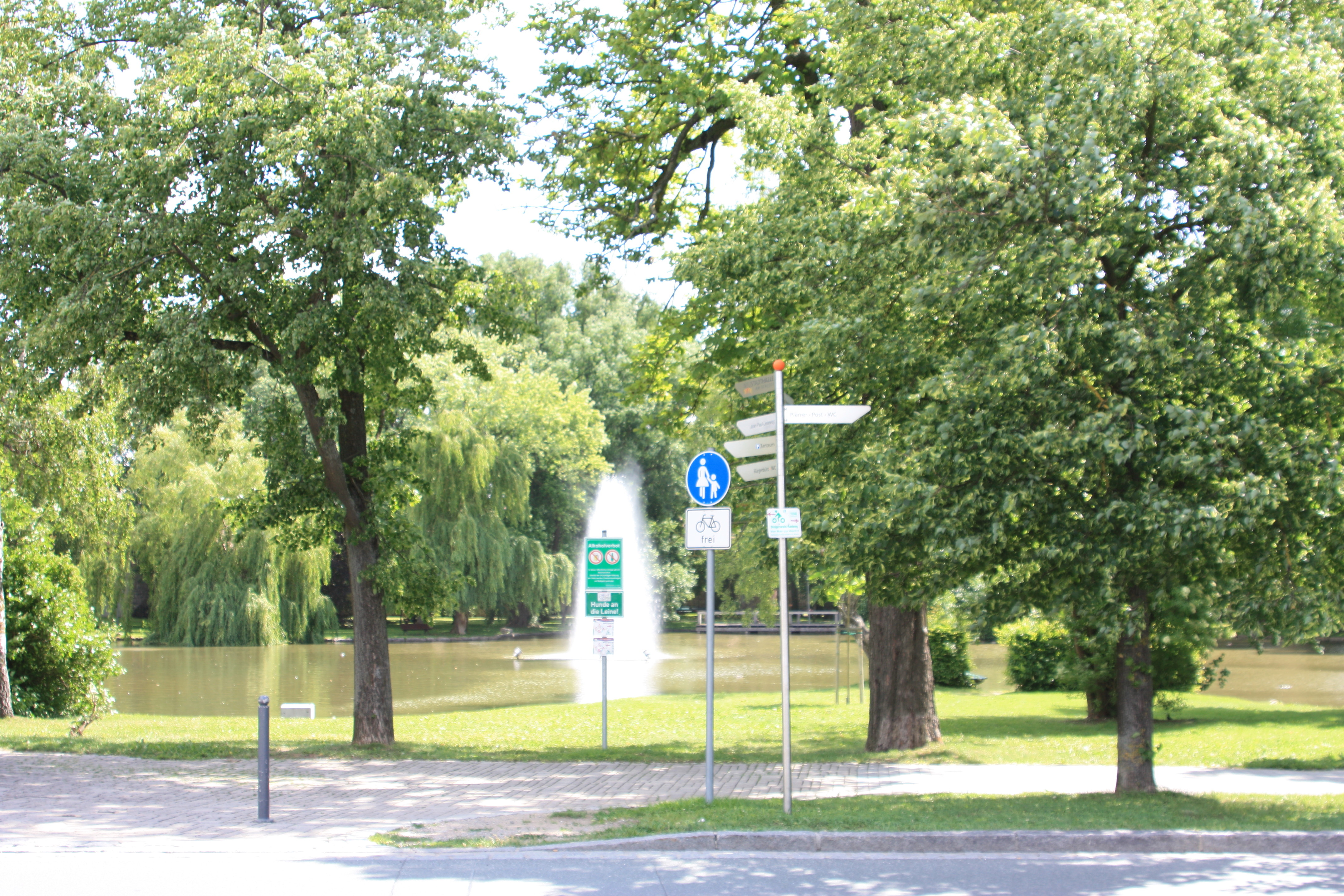
Bleichweiher

Im letzten Drittel des 19. Jahrhunderts erfuhr der zwischen Pulverturm und Tertiateck, auch genannt Tertiat (Nordwestecke des früheren Seckendorff-Schlösschens) gelegene Kugletweiher (genannt auch Naschkorbweiher), durch den Neustädter Verschönerungsverein und unter Leitung von Forstmeister Scheuing seine Umgestaltung zu einer stattlichen Anlage mit Bleiche und Bleichweiher. Der Bleichweiher konnte, nachdem er im Rahmen der Trockenlegung fortifikatorischer Gewässer vor der südlichen Stadtmauer durch die Stadtverwaltung in der ersten Hälfte des 19. Jahrhunderts trockengelegt worden war, im Gegensatz zum unregulierten Kugletweiher, wieder mit Wasser überstaut auch als Eisbahn genutzt werden.:S. 597 f.

### Evangelisch-lutherischer Friedhof Neustadt a. d. Aisch

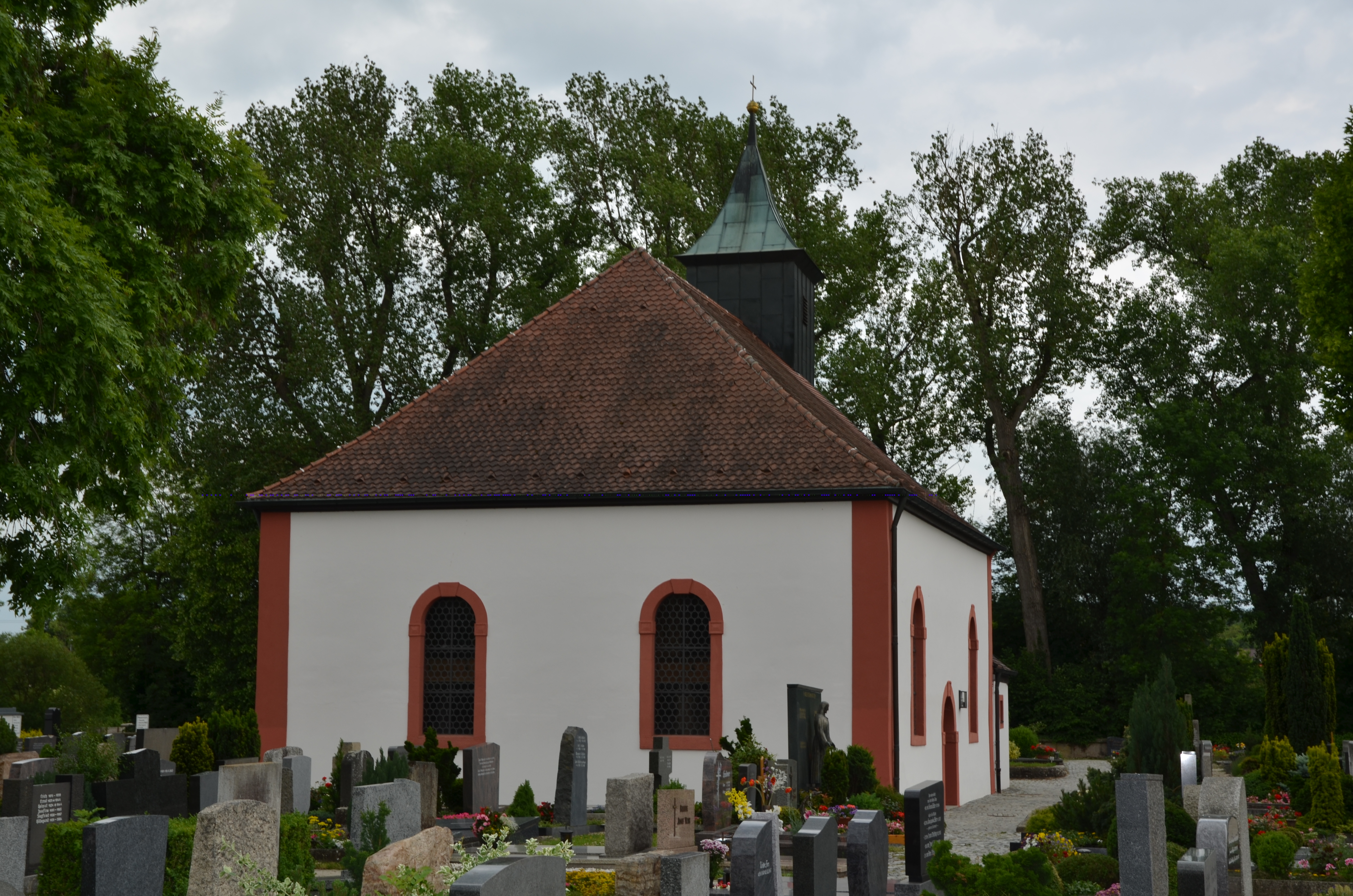
Friedhofskirche

Der Friedhof und die am Ort der ehemaligen Martinskirche des Königshofs Riedfeld befindliche Friedhofskapelle (im Volksmund das „Käppella“, auch „Klösterlein“):S. 522 und XXII gehörten zum Franziskanerkloster Riedfeld mit der Kirche St. Wolfgang am linken Aischufer (Etwa zur gleichen Zeit wie St. Wolfgang entstand auch eine ebenfalls am Aischufer in der Nähe gelegene, von den Franziskanern zur Hauptkirche ihres Klosters ausgebaute Kapelle St. Agatha:S. 55, 80 und 91). Auf dem Gelände des früheren, von 1458 bis 1525 von etwa zehn Barfüßer-Franziskanern betriebenen Franziskanerklosters St. Wolfgang, das nach der 1525 erfolgten Niederbrennung im Bauernkrieg nicht mehr neuerrichtet worden war, wurden 1584 auf dem vom Markgrafen (dem Landesherrn) der Stadt überlassenen Grundstück und mit dessen Genehmigung zunächst die Reste des Konventsgebäudes abgetragen und dann wurde um die erhaltengebliebene Klosterkirche der heutige Friedhof angelegt (welcher ins Eigentum der protestantischen Kirchenstiftung überging und Bestattungsplatz aller Stadtbewohner war – abgesehen von jüdischen Einwohnern, die einen Friedhof oberhalb von Diespeck am Weg nach Dettendorf besaßen). Zuvor erfolgten Begräbnisse in Neustadt im „Kirchhof“ der Stadtkirche, als deren 1494 reparierte „Gottesacker-Kapelle“ der Kärnter diente. Die ehemalige kleine Klosterkirche erhielt für ihre Umfunktionierung als Friedhofskapelle ein neues Dach und einen kleinen Glockenturm.:S. 57, 94 f., 97, 215 f., 521 f. und 715 f.
Im Jahr 1725 erfolgte mit Unterstützung von Superintendent Räthel ein Neubau der Friedhofskapelle, der von dem Kammerrat (ab 1714 Rechnungsrat) Beck (1657–1741) mit seiner Gattin Sibylla, geb. Weißmann,:S. 565 und seiner Verwandten, der Witwe des Bürgermeisters Weißmann (von einem seiner Nachkommen latinisiert zu Albinus), Frau Weißmann, geborene Hammerschmidt, finanziert worden war. Hierbei wurden Grundmauern aus der Franziskanerzeit mitverwendet. Am 7. August 1725 wurde die neue Kapelle unter dem Namen Zur Himmelfahrt Christi eingeweiht. Kurz nach 1810 wurde der Friedhof gegen die Aisch zu erweitert; mehrere zusätzliche Vergrößerungen waren in der Folgezeit durchgeführt worden. Ab 1831 durften dort auch Katholiken beerdigt werden. Gestiftet von der Familie Hofmann-Dieckmann erhielt der Friedhof 1906 ein neues Tor und eine neue Aussegnungshalle. Vor dem Friedhof befindet sich ein für die etwa 200 gefallenen und vermissten Neustädter des Ersten Weltkriegs (1914/18) 1924 erstmals vollendetes, mit vier Stelen (entsprechend den vier Kriegsjahren) ausgestattetes, Kriegerdenkmal.:S. 522, 662 und 670

### Baudenkmäler

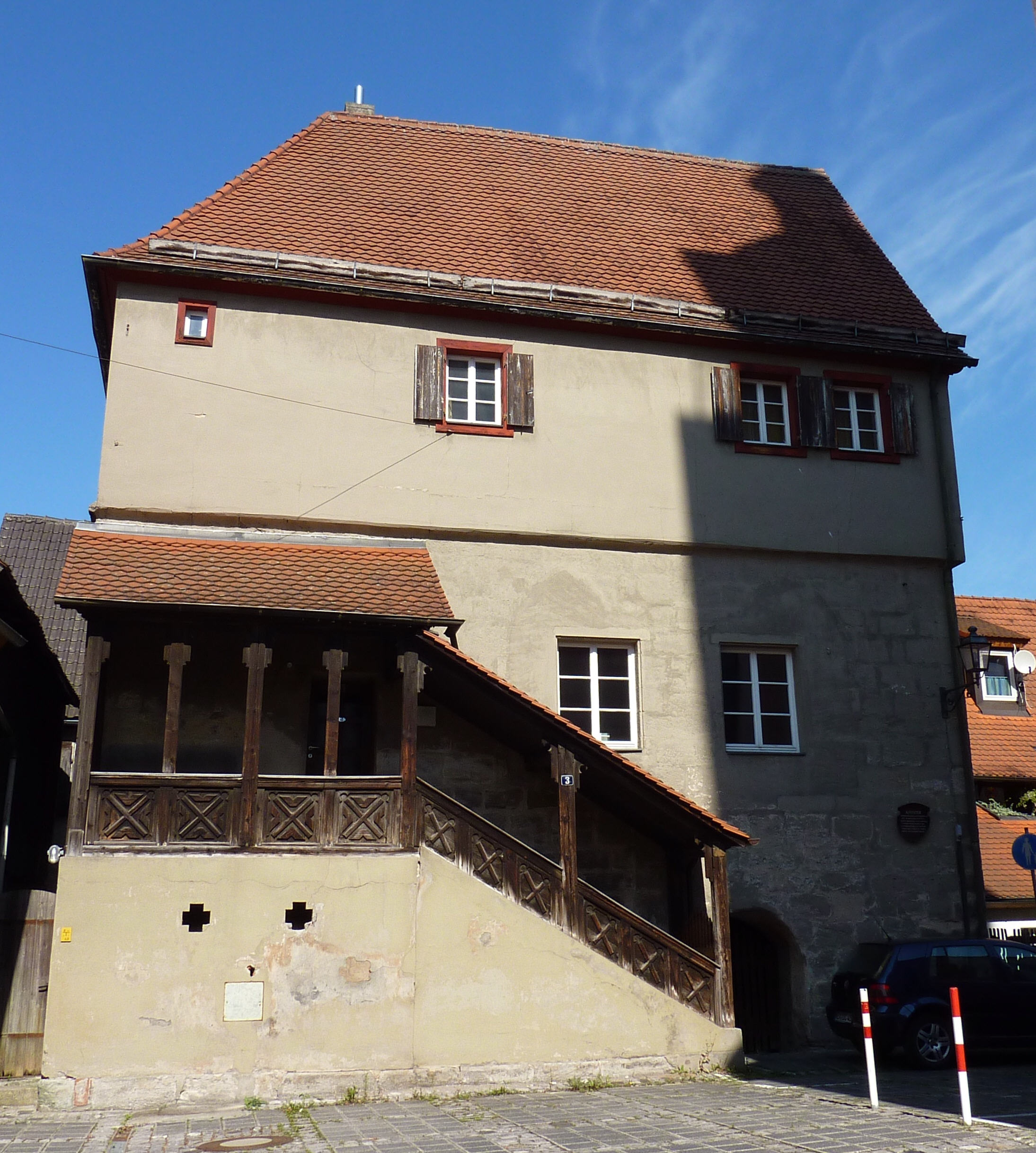
„Kärnter“ (Beinhaus)[2]:S. 35, 56, 85 f., 93, 203, 215 und 570
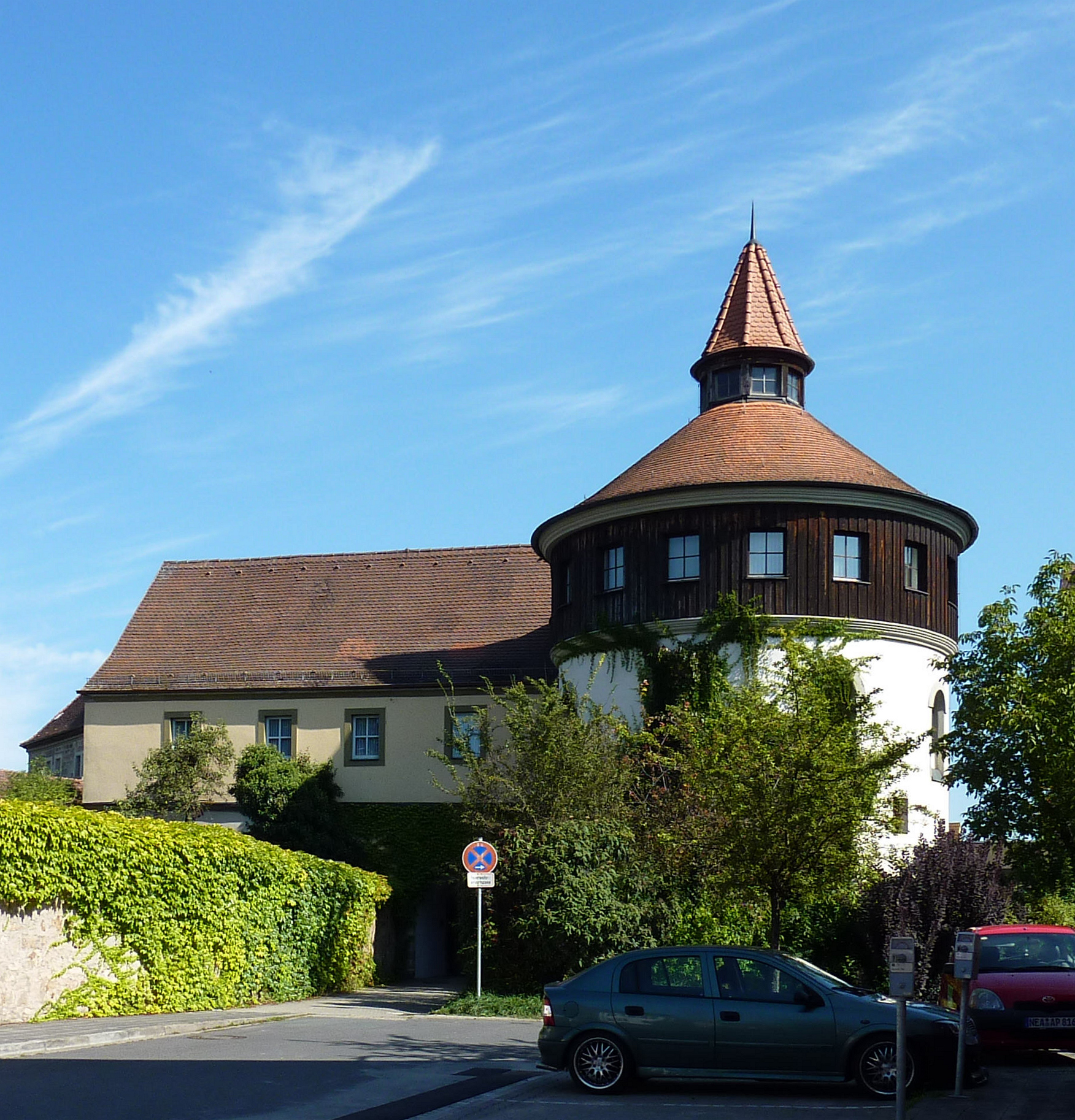
„Runder Turm“ oder Maschikeles-Turm[96] am Alten Schloss
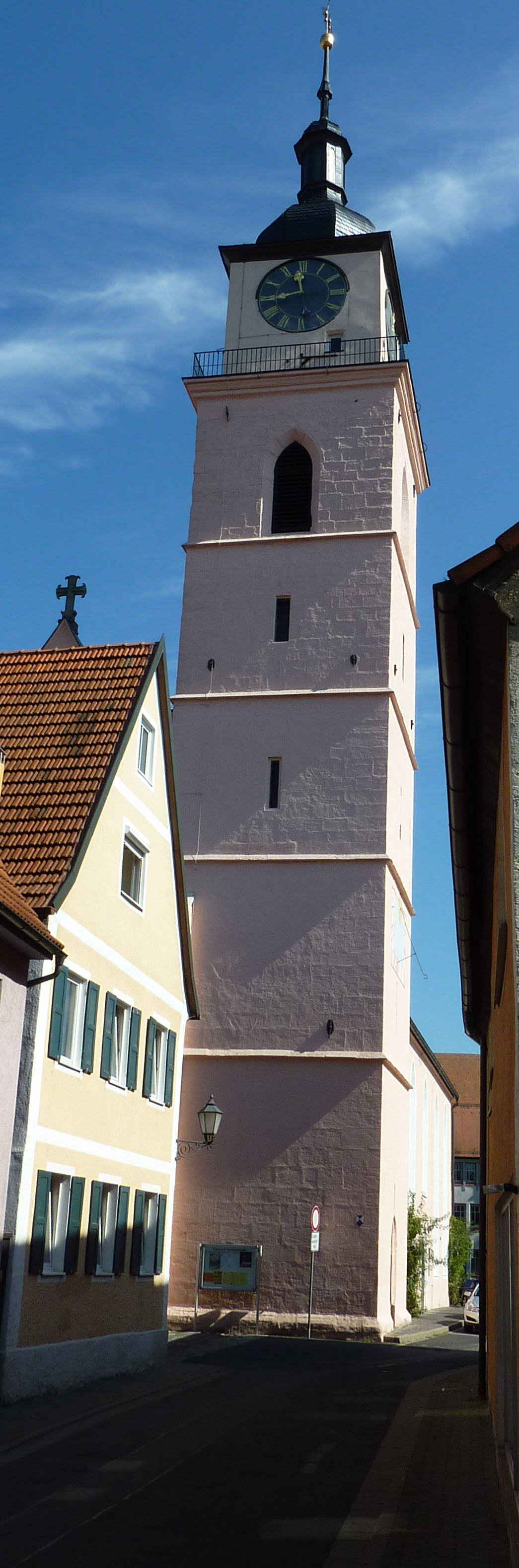
Turm der Stadtkirche
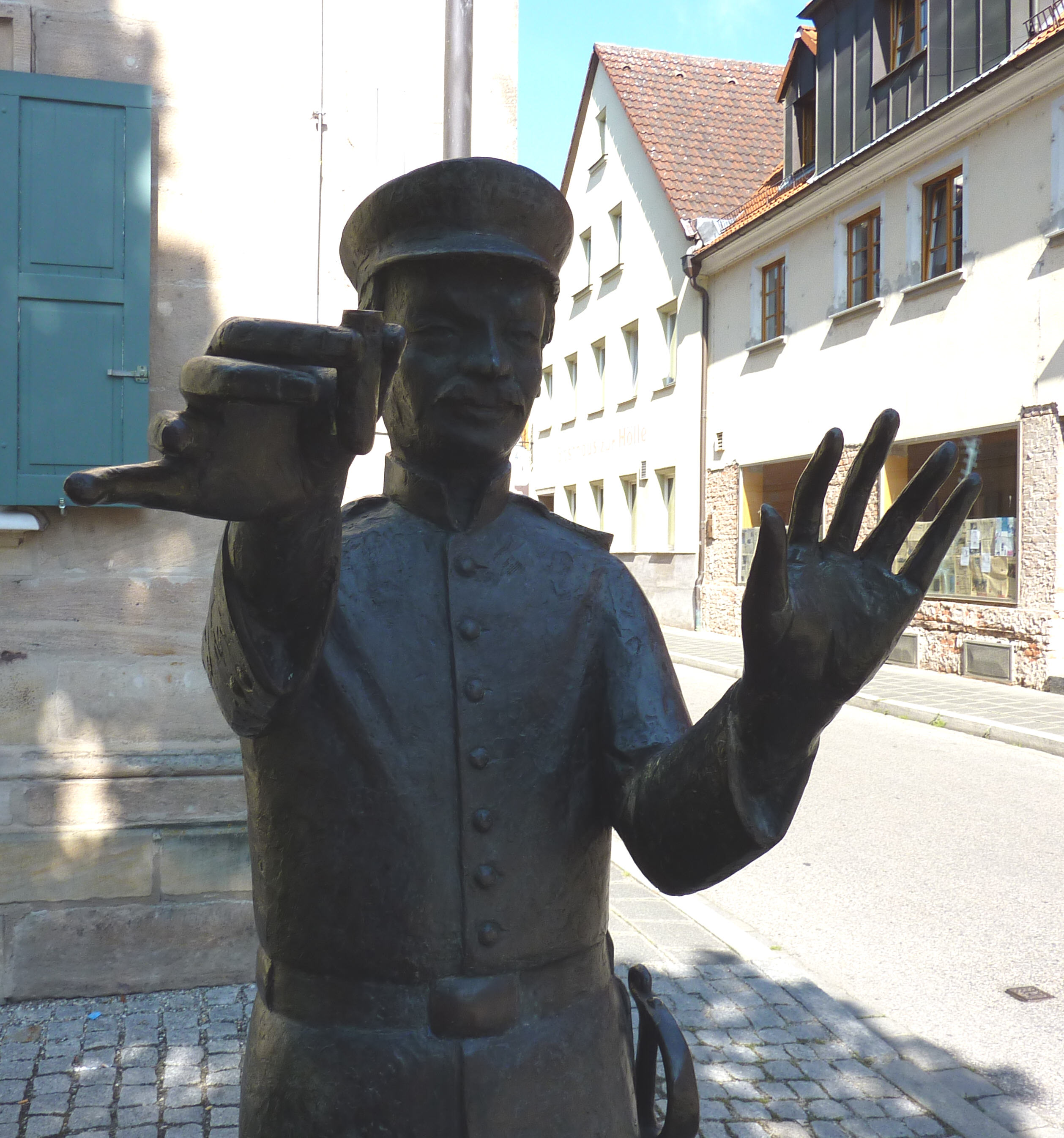
Scherzer-Denkmal
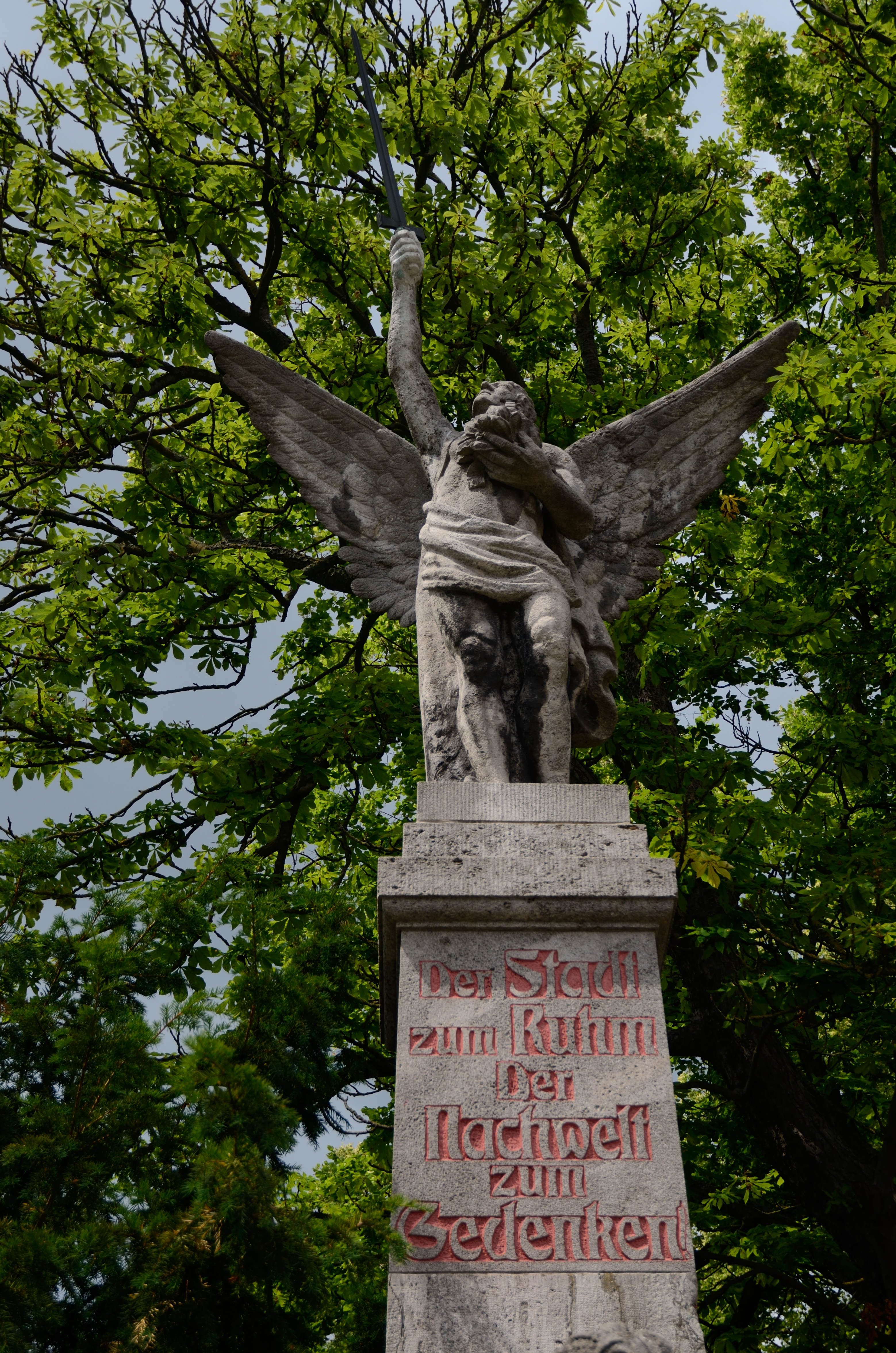
Kriegerdenkmal an der Allee (für die Gefallenen und Verschollenen des Einigungskrieges von 1870/71)[2]:S. 655 und 670
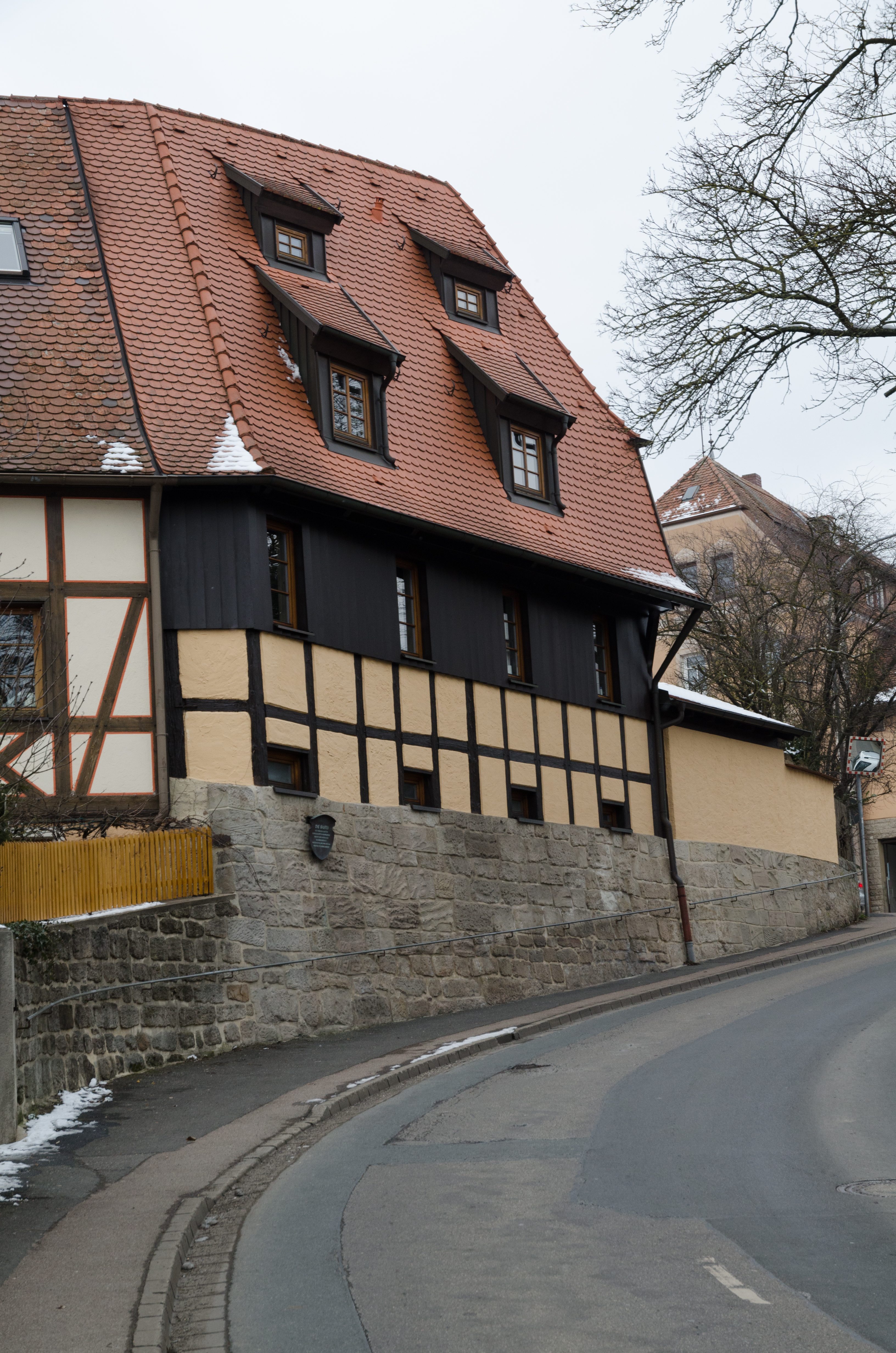
An der Bastei – Die Bastei war ein im 16. Jahrhundert entstandenes und dem Nürnberger Tor vorgelagertes Befestigungswerk. Das aufgesetzte Fachwerkhaus stammt aus dem 19. Jahrhundert.
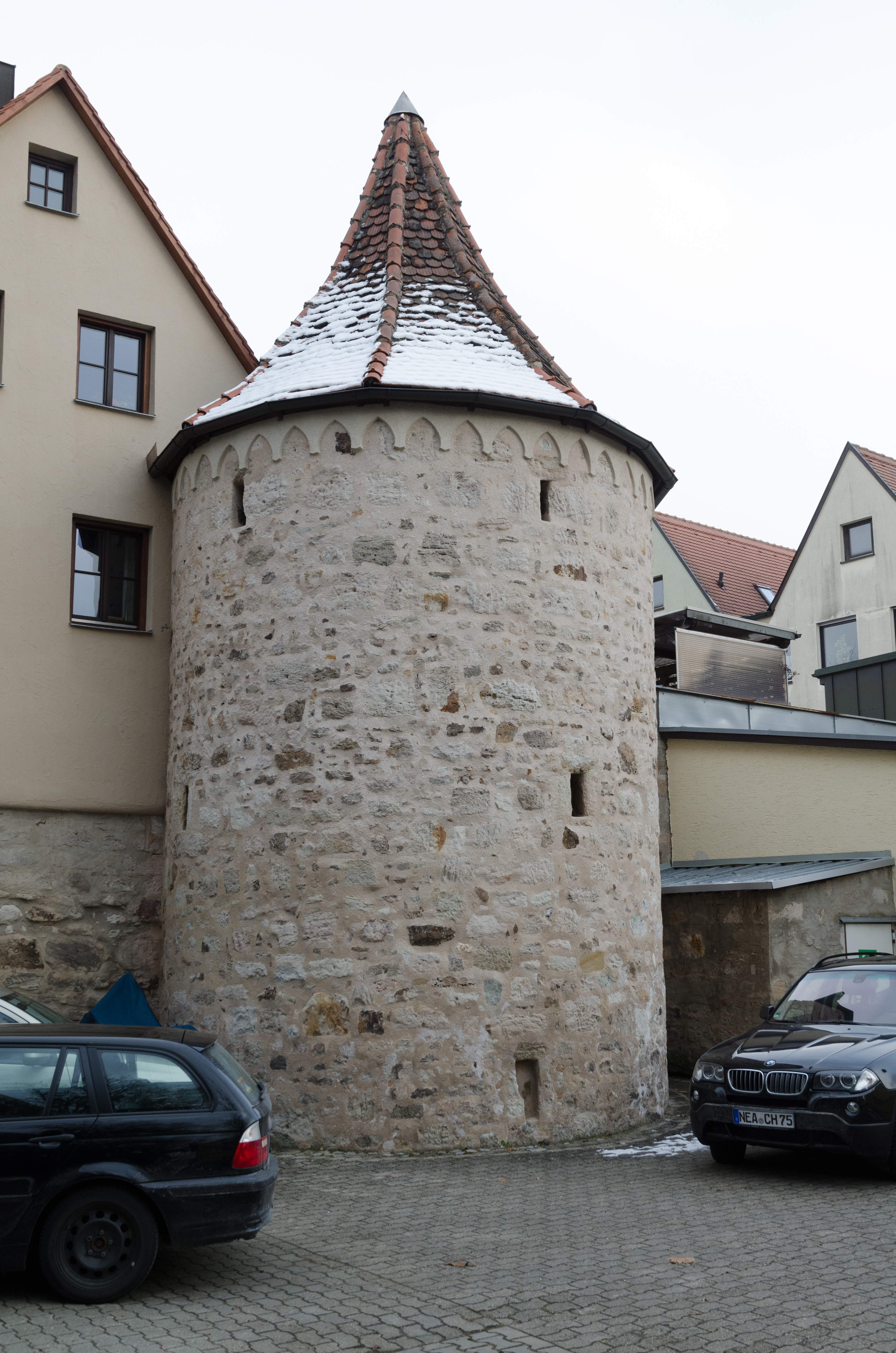
Schauflerturm oder Schauflersturm, mit Schießscharten
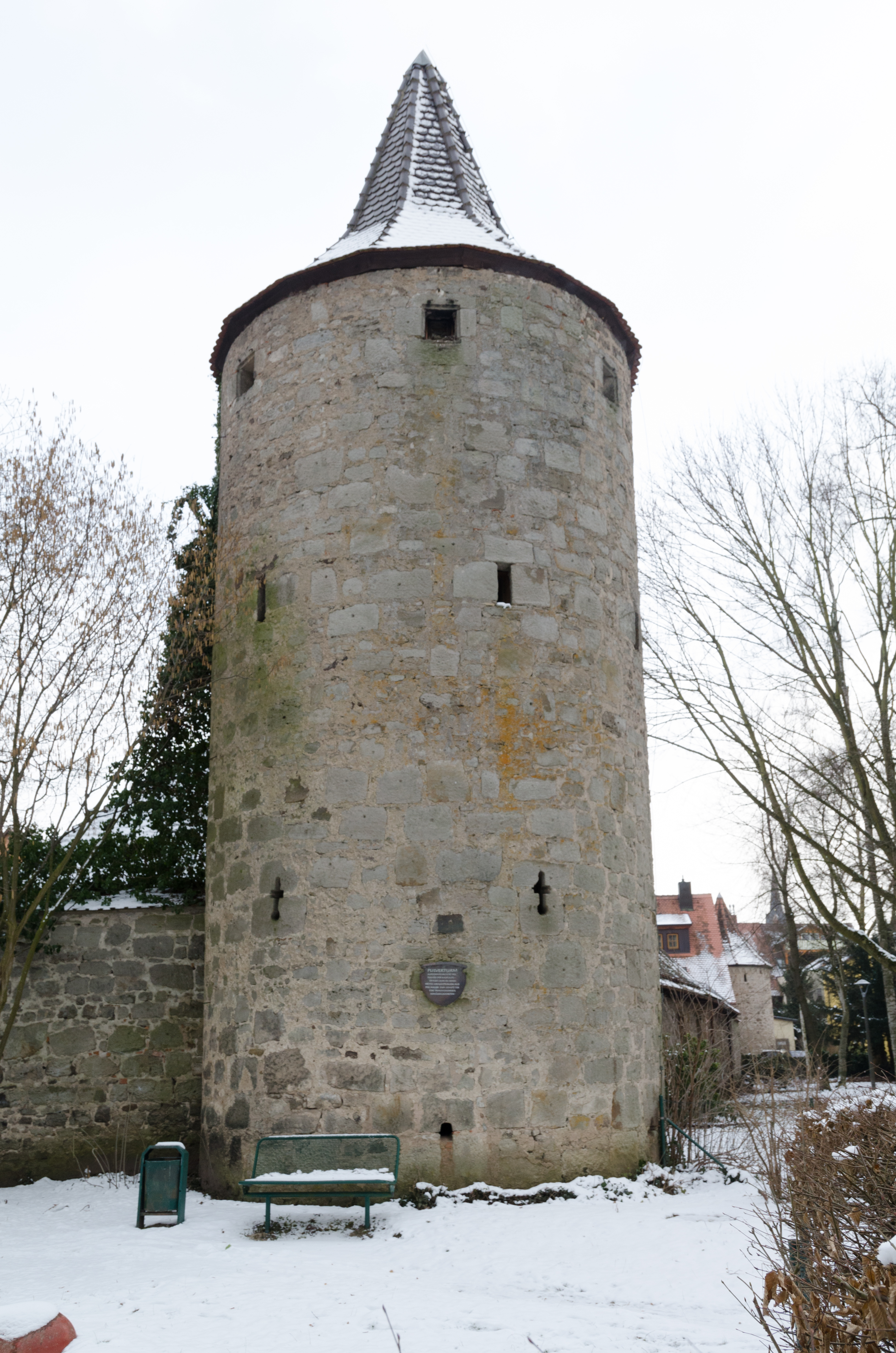
Pulverturm (Pulveraufbewahrung der Kaufleute mit Schlüsselscharten)
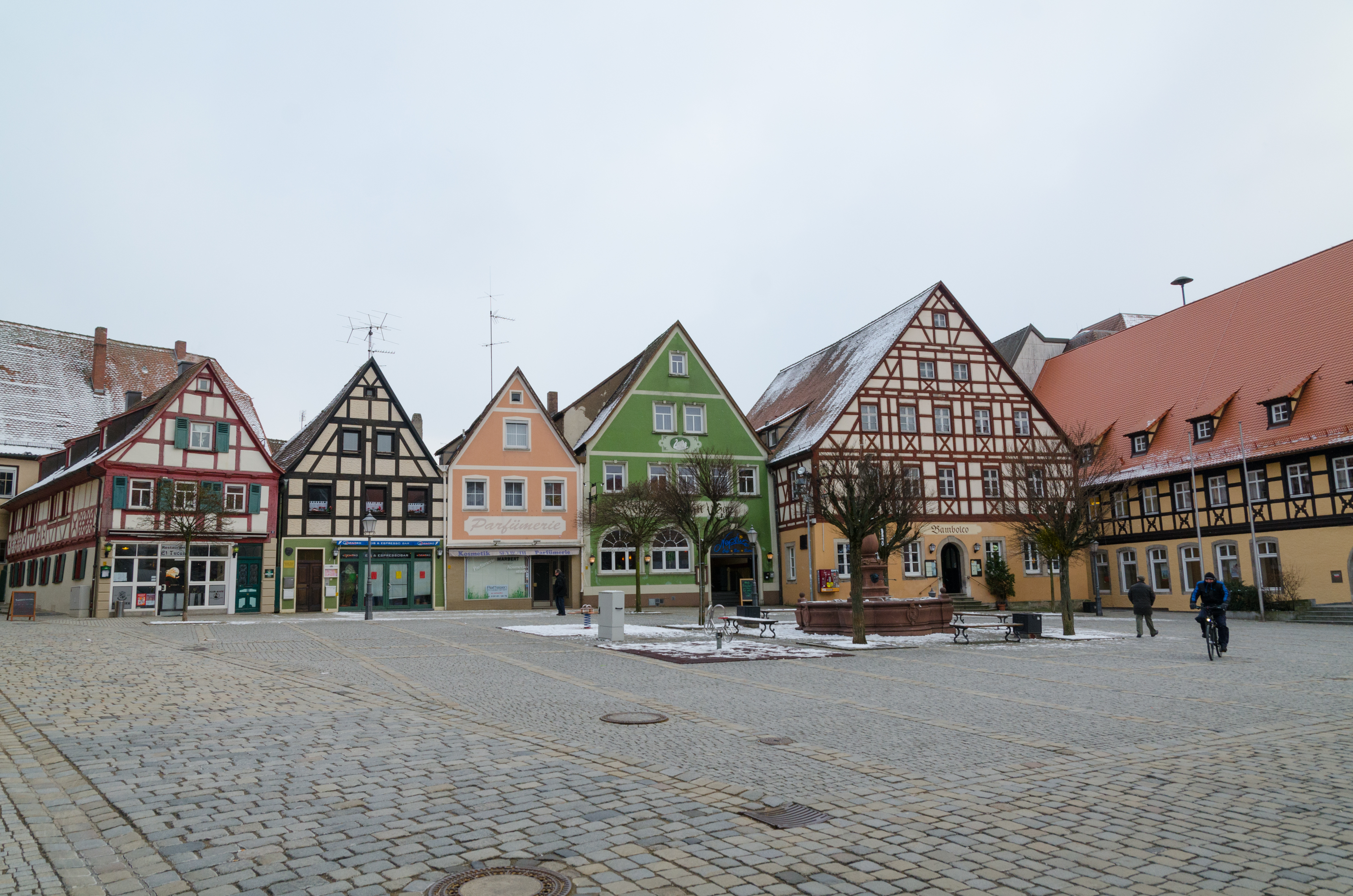
Marktplatz

### Stolpersteine

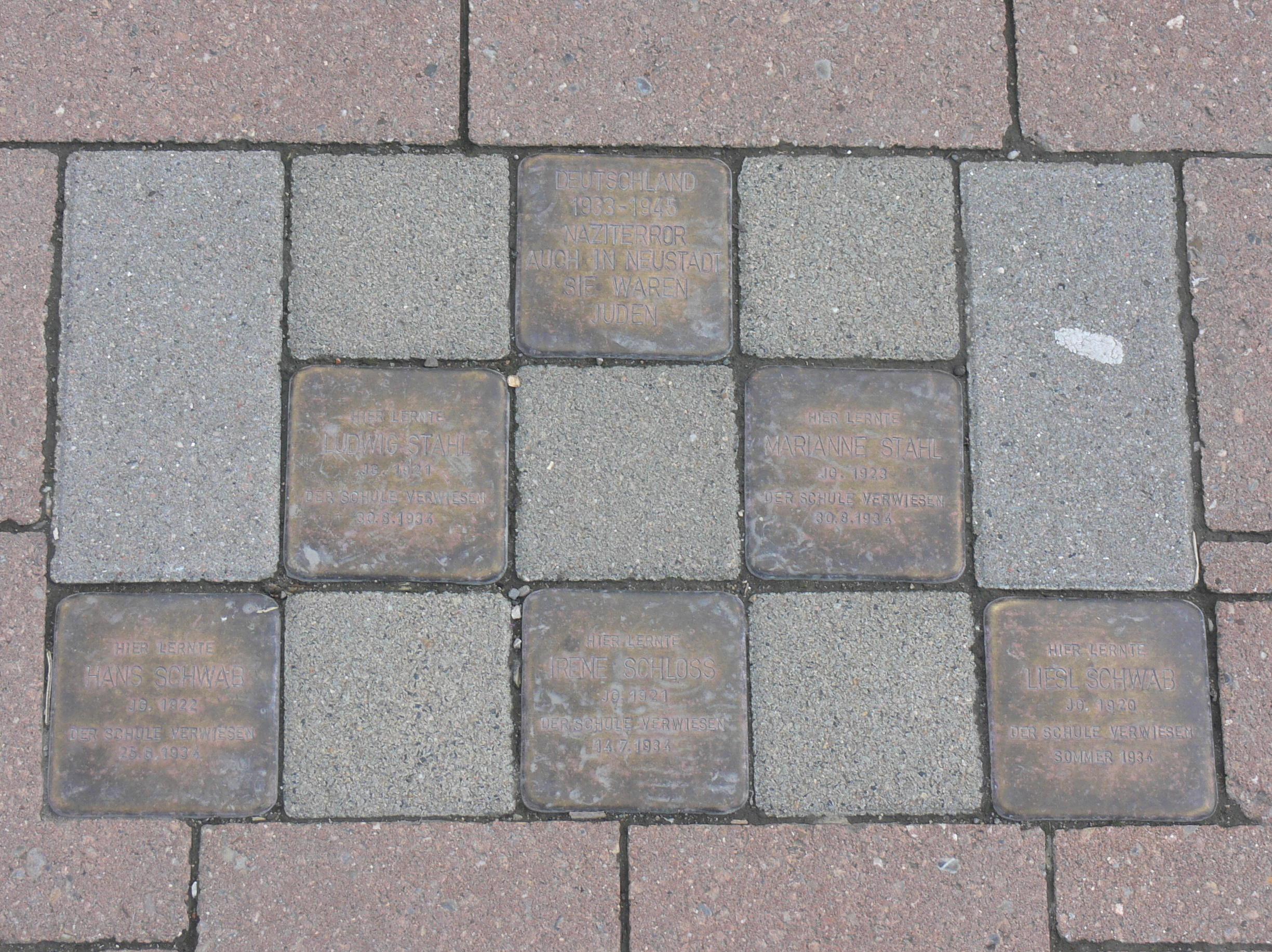
Stolpersteine am Schulzentrum

Am Schulzentrum in der Comeniusstraße 4 befinden sich einige Stolpersteine.

### Musikalisches Leben
- Stadtkapelle Frankenland (Musikalische Leitung: Matthias Eckart), als Orchester gegründet 1970 auf Initiative von Jaroslav „Jarko“ List und 1984 zur Stadtkapelle erhoben.[101] (Erste Vorsitzende ab 2018: Marion von Poschinger)[50][102]
- Förderkreis Pro musica[103]
- Neustädter Schlosshofkonzerte im Innenhof des Alten Schlosses[104]
- Musikschule im Landkreis Neustadt a.d. Aisch-Bad Windsheim[105]
- Klarinettenbau[106][107][108]

### Regelmäßige Veranstaltungen
Jedes Jahr, jeweils zwei Wochen nach Pfingsten, findet auf dem seit etwa 1900 bestehenden Festplatz die auch über den Aischgrund hinaus bekannte „Neustädter Kerwa“, die regional auch als „Fünfte Jahreszeit“ bezeichnete Kirchweih statt (zuvor war, nach einer längeren Unterbrechung bis 1696, der Marktplatz Zentrum der Neustädter Kirchweih:S. 279). Am selben Ort folgt wenig später das Deutsch-Italienische Weinfest, das die Städtepartnerschaft mit Montespertoli in der Toskana vertiefen soll. Es gibt regelmäßig ein Frühlings- und ein Herbstfest. Alle zehn Jahre wird das Heimatfest gefeiert, zuletzt 2010. In den Sommermonaten bereichern die Neustädter Schlosshof-Konzerte das kulturelle Leben in der Stadt. Auf dem Marktplatz wird alle vier Jahre (im Wechsel mit Bad Windsheim, Uffenheim und Scheinfeld) das Aischgründer Bierfest der Aischgründer Bierstraße gefeiert. Seit 2009 findet auf dem Festplatz regelmäßig ein bundesweites Magirus-Deutz-Nutzfahrzeugtreffen statt. Schon seit den 1990er Jahren bereichert die jährliche Ausfahrt der örtlichen Oldtimer-Interessengemeinschaft, die vom Neustädter Marktplatz aus startet, das Veranstaltungsjahr.

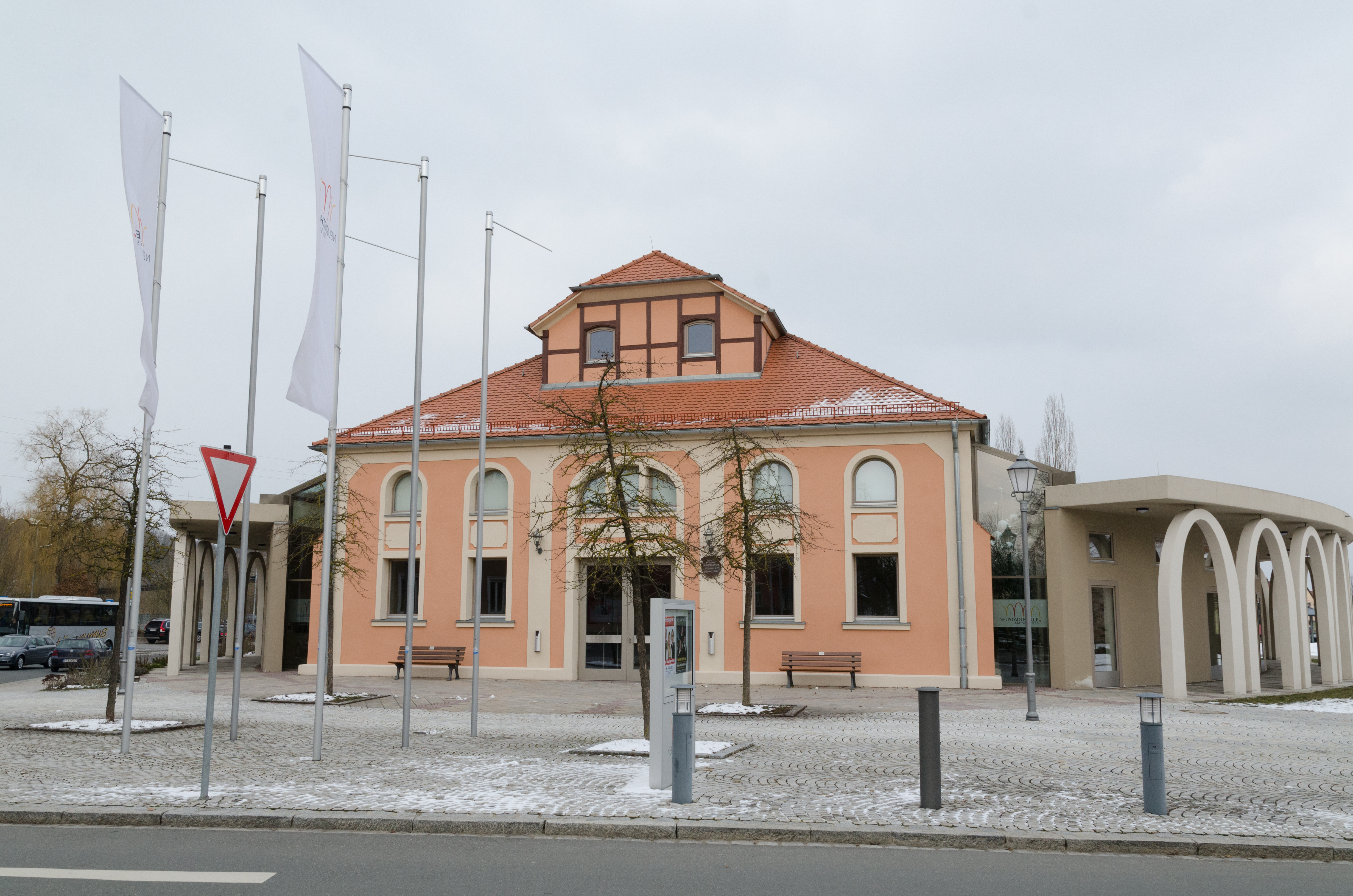
Neustadthalle (die frühere Städtische Turnhalle und ehemalige Reitbahn)

Einer der Hauptveranstaltungsorte Neustadts ist die aus der früheren Reit- und Turnhalle hervorgegangene Neustadthalle.

## Wirtschaft und Infrastruktur

### Unternehmen

#### Besamungsverein
- Vorgeschichte: Eine in Ipsheim befindliche, aus dem königlichen Marstall 1827 hervorgegangene Beschälstation wurde auf Initiative des Industrie- und Kultuvereins 1837 mit einem Bestand von vier Deckhengsten nach Neustadt verlegt, wo sie zunächst „auf der Kellerei“, dann im Gasthaus zur Sonne und an weiteren Orten untergebracht war. 1848 bildete Neustadt dann gemeinsam mit Uffenheim eine von vier Beschälstationen Mittelfrankens. Die Unterkunftsräume der Neustädter Station betrieb ab 1850 der Bierbrauer Ficht gegenüber der 1840 vor dem Diespecker Tor erbauten und 1842 als Strafvollzugsanstalt bezogene Fronfeste[2]:S. 398 (zur „Frohnveste“ mit Stilelementen des Palazzo Vecchio) unter städtischer Leitung. Ab 1904 bestand in Neustadt die Einrichtung einer mit der von Rößleinsdorf (für die Vororte zuständigen) zusammengelegten „Regiebullenhaltung“ (Die „Städtische Regie-Bullenhaltung“ förderte später weiterhin die im Distrikt Neustadt eingeführte Sammelkörung).[2]:S. 439–445, 467, 469, 471 und 598
- Geschichte: 1948 entstand der Besamungsverein.[111]

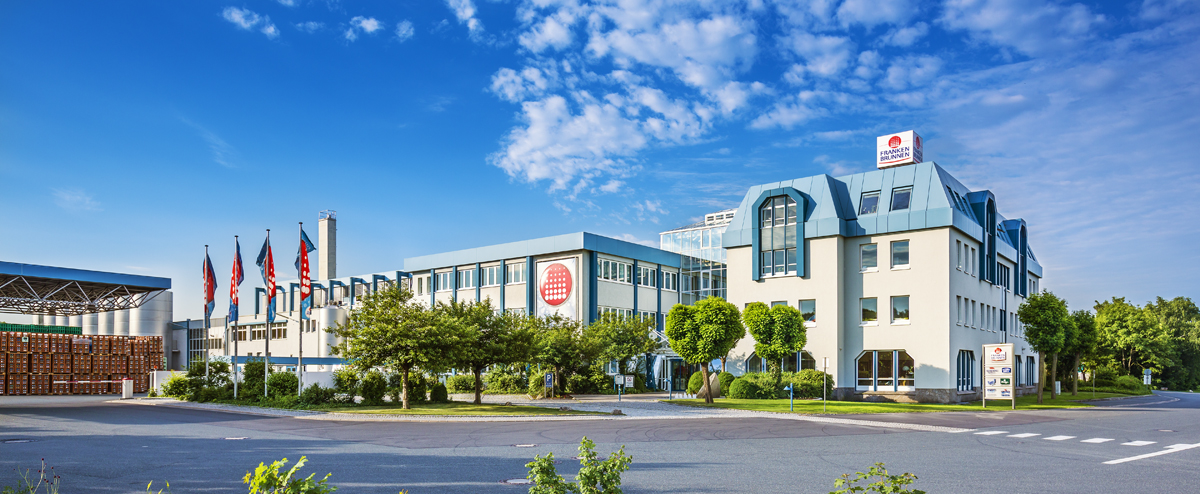
Firmengebäude der Franken Brunnen GmbH & Co. KG in Neustadt

#### Franken Brunnen GmbH & Co. KG
In der Bamberger Straße fördert Franken Brunnen Wasser aus künstlich erbohrten:S. 7 Mineralquellen.

#### Druck- und Verlagswesen

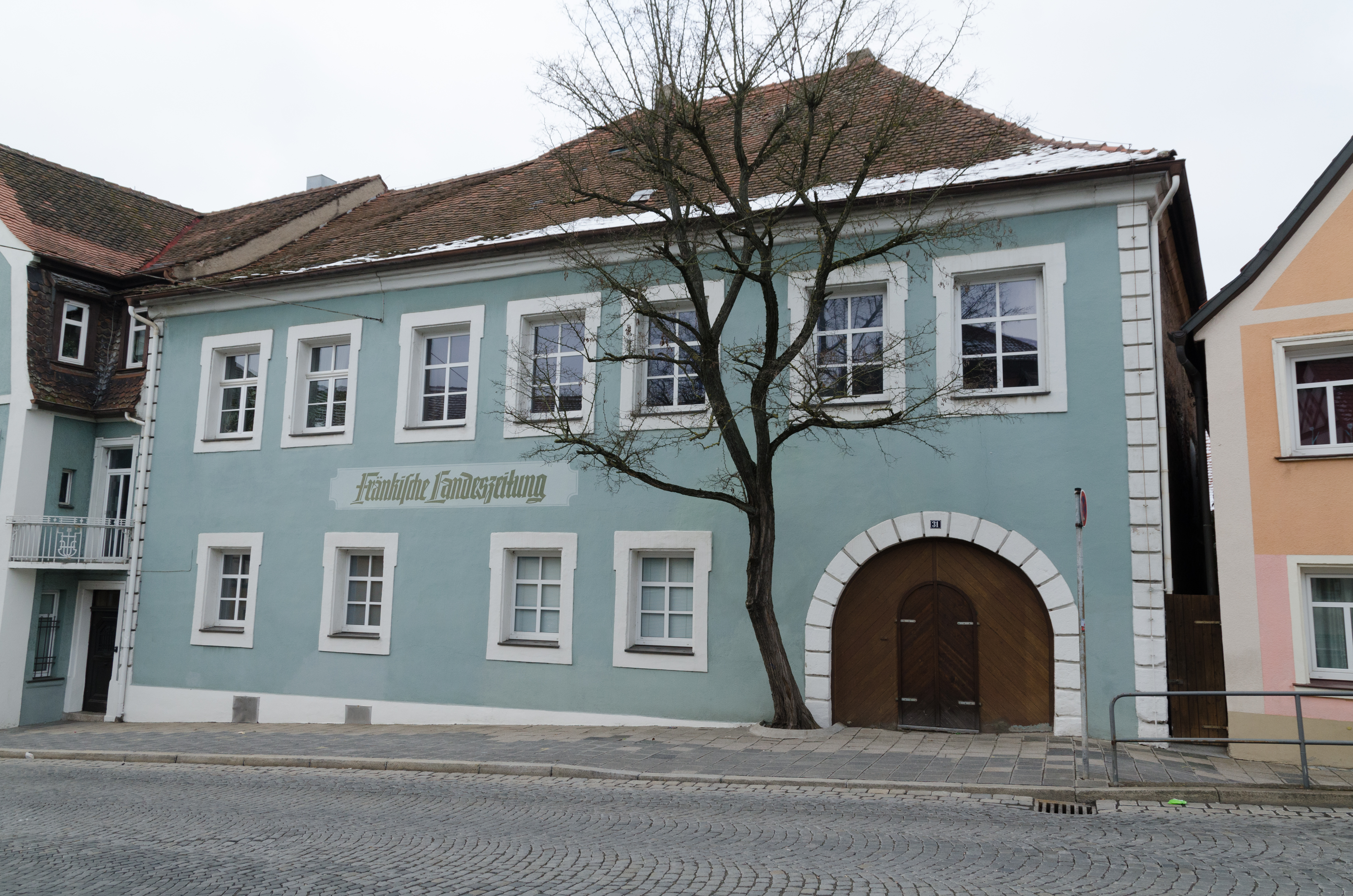
Nürnberger Straße 31, Teil des Gebäudes der Verlagsdruckerei Ph. C. W. Schmidt

Erste namentlich bekannte Drucker Neustadts waren, abgesehen von dem 1479 ausgewanderten Sebald Feiel, um 1670 Christian Redelhammer (oder Redelhauer), 1684 bis 1686 Johann Leonhard Mylius aus Nürnberg, gefolgt von Johann Christoph Drechsler, der eine mit Kupferstichen ausgestattete Bibel sowie 1685 ein ebenso gut ausgeführtes Werk über Der Koenigen von Daenemark Leben druckte. Um 1698 gab es die Buchdruckerei des Druckers, Zeichners, Holzschneiders und Advokaten Johann Christoph Frisch, bei dem Philipp Jacob Frisch als Kupferstecher tätig war.:S. 282, 289, 682 und Faltblatt zwischen S. II und III Eine Buchdruckerei Hornung bestand bis 1722. Die von Frisch war, ebenso wie die Druckerei von Drechsler, der 1696 nach Schweinfurt umzog, und die um 1710 errichtete der Brüder Helmhack, 1715 bereits wieder verschwunden. An Stelle der Druckerei Hornung wollte Layritz eine neue zur Herausgabe von Klassikern gründen, konnte jedoch, da sein Geldgeber, der Landeshauptmann Bergkhofer, verstarb, seinen bis 1740 vollendeten Plan nicht verwirklichen. Von 1780 bis 1792 hatte sich der „Commercienkommissär“ Riedel als mit dem Vorrecht des alleinigen Handels mit Druckwerken privilegierter Buchhändler in Neustadt niedergelassen, bevor er nach Schweinfurt zog.:S. 289, 338, 364 f. und 372 Am 4. Februar 1828 erhielt der aus Königsberg in Ostpreußen stammende und dort an der Universität immatrikuliert gewesene und 1827 aus Nürnberg nach Neustadt gekommene Buchdrucker Georg Friedrich Daniel Heydner die Konzession für eine zunächst in der „Winterung“ (Untergeschoss des „Schlösschens“ im Schlosshof, wo ehemals Orangen- und Zitronenbäume zum Überwintern untergebracht waren), dann am Marktplatz eingerichtete Druckerei. Der Betrieb stellte zunächst lediglich Kalender (1828 bestand noch der Unterhaltende Kalender) her und ab 4. Juli 1831 auch eine Zeitung („Wochenblatt“, der Vorgänger des späteren „Anzeigeblatts“) für Neustadt.
Aus dem Unternehmen Heydner, der am 5. September 1837 mit 41 Jahren starb, ging dann die heute noch bestehende Buchdruckerei Ph. C. W. Schmidt hervor.:S. 330, 495, 622 und 682 f. Im Jahr 1831 entstand in Neustadt die Druckanstalt Schmidt. Das spätere Unternehmen wurde nach dem Buchdruckereibesitzer und Gelegenheitsdichter Philipp Christoph Wilhelm Schmidt, dem Sohn und Nachfolger des aus Bayreuth stammenden Buchdruckers Christoph Wilhelm Schmidt, benannt, der 1930 die Witwe Heydners geheiratet und somit dessen Druckerei weitergeführt hatte. Bedeutende Werke waren zum Beispiel Beiträge zur Geschichte des Krieges in den Jahren 1814 und 1815 von Franz von Soden und Geschichtliche Nachrichten des Heimatforschers Georg Ludwig Lehnes sowie Epigrammatische Versuche von Johann Christian Auernhammer (= Christian Wallis, 1793–1862), einem Lehrer an der Neustädter Lateinschule.:S. 665 Die 1832 von dem von 1840 bis 1860 als Bürgermeister tätigen Johann Caspar Engelhardt, ein Vertreter der Kirchenverwaltung (etwa bei der Generalsynode 1840) und seit 1841 Vertrauensmann des liberalen, erst in Bamberg, später auch in Neustadt tätigen Dekans Bauer (1803–1873), gegründete Buchhandlung Engelhardt (Nürnberger Straße) übernahm zum Teil den Verlag für Druckwerke der Druckerei Ph. C. W. Schmidt.:S. 411, 503, 648, 684 f. und 687 f.
Besitzer der Druckerei und Zeitungsherausgeber während der Zeit des Nationalsozialismus war Fritz Schmidt (1878–1954), der sich zwischen 1923 und 1932 noch einer Einflussnahme der NSDAP im Neustädter Anzeigeblatt entgegensetzte, wobei sein und auch anderer Verleger und Schriftleiter Hauptgegner laut Schmidts Ehefrau Else Schmidt ein gewisser Schöller (Julius Streichers „Werkzeug“ Fritz Schöller, der die Provinzpresse vollständig beseitigen wollte) war. Später wurde das Anzeigeblatt jedoch zunehmend Sprachrohr der Nationalsozialisten. Bis 1933 hatten Fritz und sein ältester Sohn Moritz Schmidt gemeinsam und in eigener Verantwortung die Schriftleitung. Nach einer dreitägigen Beugehaft sah sich Schmidt gezwungen, der NSDAP beizutreten, um eine Verschmelzung seiner Zeitung mit der Nürnberger Parteipresse (vertreten durch Max Fink, dem Direktor der Nordbayerischen Zeitung) zu verhindern. 1934 wies Schmidt darauf hin, dass das Neustädter Anzeigeblatt, dem Julius Streicher seit dem Spätsommer 1933 den Status eines Amtsblattes entziehen wollte, mit 900 Lesern verbreiteter sei als die (in der Druckerei der Nordbayerischen Zeitung hergestellte) Fränkische Tageszeitung mit 115. Ab Februar 1938 wurde die Zeitung durch einen von der Partei benannten Haupt-Schriftleiter inhaltlich überwacht.
Das Geschäftshaus der Druckerei Schmidt in der Nürnberger Straße wurde am 5. April 1945 durch eine Fliegerbombe zerstört. Der Wiederaufbau erfolgte, beginnend unter Fritz Schmidt, von 1945 bis 1948.
Das Neustädter Anzeigeblatt erscheint als älteste Tageszeitung für den Aischgrund und den Steigerwald seit dem 19. Jahrhundert im Verlag Schmidt. Diese Zeitung ging aus dem am 4. Juli 1831 auf Initiative von Georg Friedrich Daniel Heydner (siehe oben) erstmals veröffentlichten Wochenblatt der Stadt Neustadt an der Aisch hervor. Nachdem Heydner am 5. September 1837 gestorben war und seine Witwe 1839 den Buchdrucker Christoph Wilhelm Schmidt aus Bayreuth geheiratet hatte, entwickelte sich in Händen der Familie Schmidt, die nun Druckerei und Zeitung innehatte, aus dem ehemaligen Wochenblatt im Januar 1863 das zweimal wöchentlich erscheinende Neustädter Ortsblatt. Daraus entstand ab dem 12. Januar 1885 das viermal wöchentlich erscheinende Neustädter Anzeigeblatt. Es bekam den Charakter einer Tageszeitung. 1885 existierte für drei Monate auch ein von anderer Seite herausgegebenes Neustädter Tageblatt. Neben dem Neustädter Anzeigeblatt erschien zweimal wöchentlich das Anzeigeblatt der Stadt Neustadt a. A., zugleich Amtsblatt des Kgl. Bazirksamtes Neustadt und der Kgl. Amtsgerichte Neustadt a. A. und Markt Erlbach. Das Neustädter Anzeigeblatt erschien dann ab 1892 fünf- und ab 9. Dezember 1912 an werktäglich sechsmal pro Woche. Das „Amtsblatt“ wurde ab 1912 darin eingebunden.:S. 685–687 1889 öffnete die Buchdruckerei von Wilhelm Renz in der (zum Dank für seine Entscheidung, die Bahnlinie Nürnberg-Würzburg über Neustadt verlaufen zu lassen) nach Ludwig II. benannten Ludwigstraße.:S. 5, 485 f. und 682–688

#### Kino
Von 1907 bis 1911 betrieb der Fotograf Ortwein ein Lichtspielhaus in der Wilhelmstraße 37. Zuvor gab es nur Wanderkinos, die zur Kirchweih kinematographische Vorführungen anboten, 1919 wurden in Neustadt die von der Münchener Gesellschaft Oro im ehemaligen Brauhaus (das der Besitzer des Fränkischen Hofes zum Saal ausgebaut hatte), eingerichteten Kammer-Lichtspiele mit 180 Plätzen gegründet und am 26. Juni 1919 fand die erste Vorführung statt.:S. 668 f. In der Unteren Waaggasse 1 verfügt Neustadt seit 2011 mit dem Kino NEA wieder über ein Lichtspieltheater.

#### Bankwesen

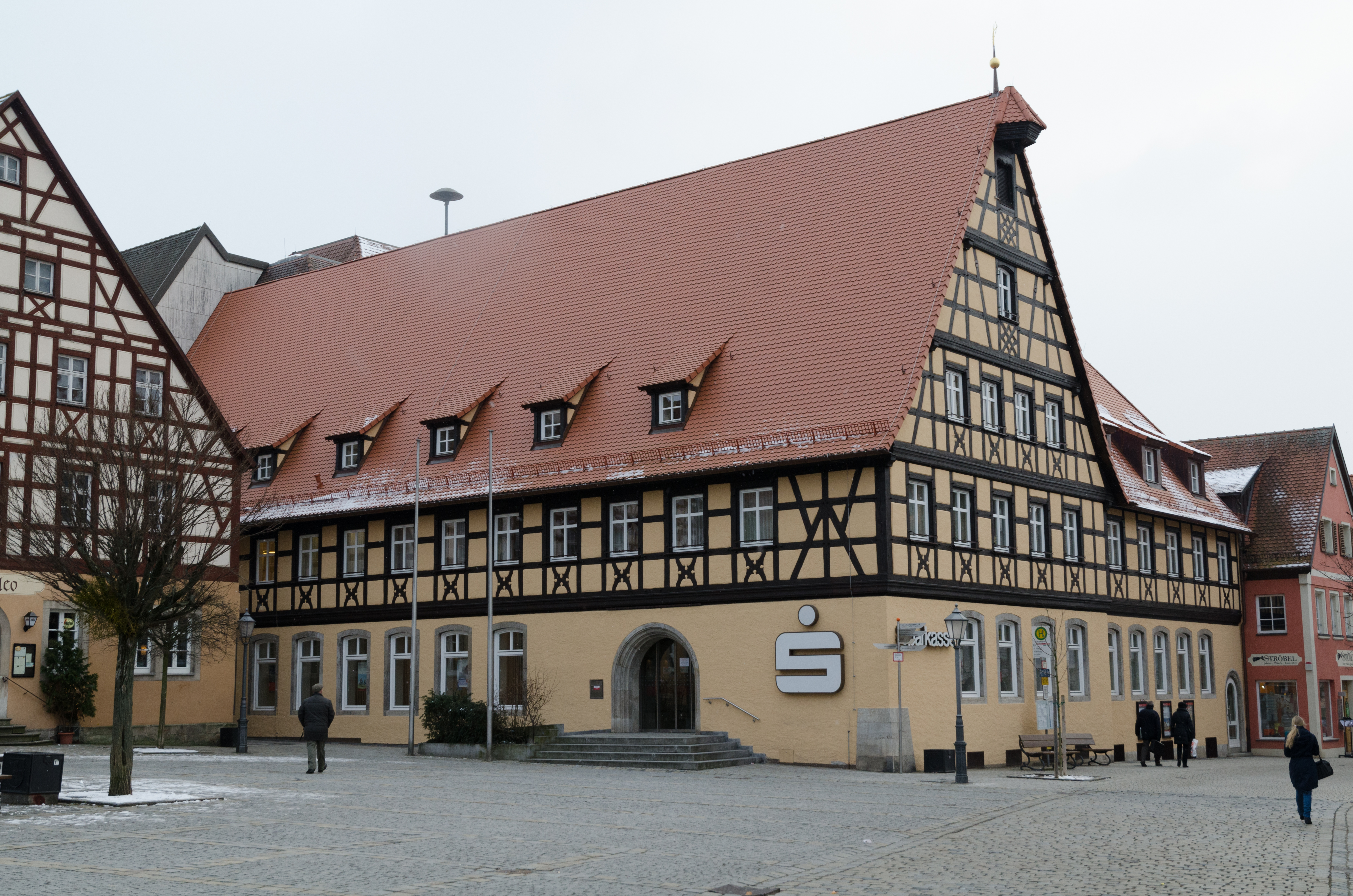
Sparkasse am Marktplatz in Neustadt an der Aisch

Ein bedeutendes Bankwesen besaß Neustadt vor dem 19. Jahrhundert nicht, da die markgräflichen Handelsgeschäfte meist über Nürnberg oder Hof liefen; lediglich ein gewisser Pflüger ist 1739 als Bankier nachgewiesen.:S. 481 f. In Neustadt war 1833 eine Krankenkasse für Dienstboten und Handwerksgesellen entstanden. Eine Sparkasse wurde 1835 eröffnet. Vor allem nach einer 1906 durchgeführten Neugestaltung und unter Leitung des späteren, ab 1921 amtierenden, Bürgermeisters Leonhard Bankel (ab 10. Januar 1907 war er Sparkassenverwalter) entwickelte sich diese sehr erfolgreich. Als Sparkasse im Landkreis Neustadt a. d. Aisch - Bad Windsheim hat sie heute noch immer ihren Sitz in Neustadt. Ab 1906 ging die Verwaltung aller in Neustadt bestehenden Stiftungen von den Ratsmitgliedern an den städtischen Sparkassenkassier über, der ab 1919 diese Tätigkeit im Auftrag des Bürgermeisters ausführte.:S. 694, 704, 746, 751 und 761 Als „Prototyp der fränkischen Sparkasse“ erhielt die Neustädter Sparkasse 1935/1936 ein neues Gebäude.
Am Platz des ehemaligen Gasthauses „Grüner Baum“, dessen Wirt J. G. Mengnin von 1742 bis 1747 eine Posthalterei:S. 340 f. in Neustadt betrieben hatte, steht seit dem 28. April 1845 eine Filiale der 1774 als erstes Geldinstitut in Franken und als Castellsche Creditkasse gegründeten Castell-Bank. Diese hatte bereits 1842 (an anderer Stelle in Neustadt) eine Zweigstelle am Ort der von ihr aufgekauften Neustädter Filiale des Kitzinger Bankhauses Joh. Mich. Meyer. Am 2. Februar 1904 hatte der 1894 gegründete Gewerbeverein eine eigene Kreditgenossenschaft eingerichtet, die sich aber nicht halten konnte und deren Kunden von der Castellschen Creditkasse aufgenommen wurden. Am 28. Mai 1900 wurde eine besondere Handwerker-Genossenschaft gebildet.:S. 56, 506, 509 und 626 f.

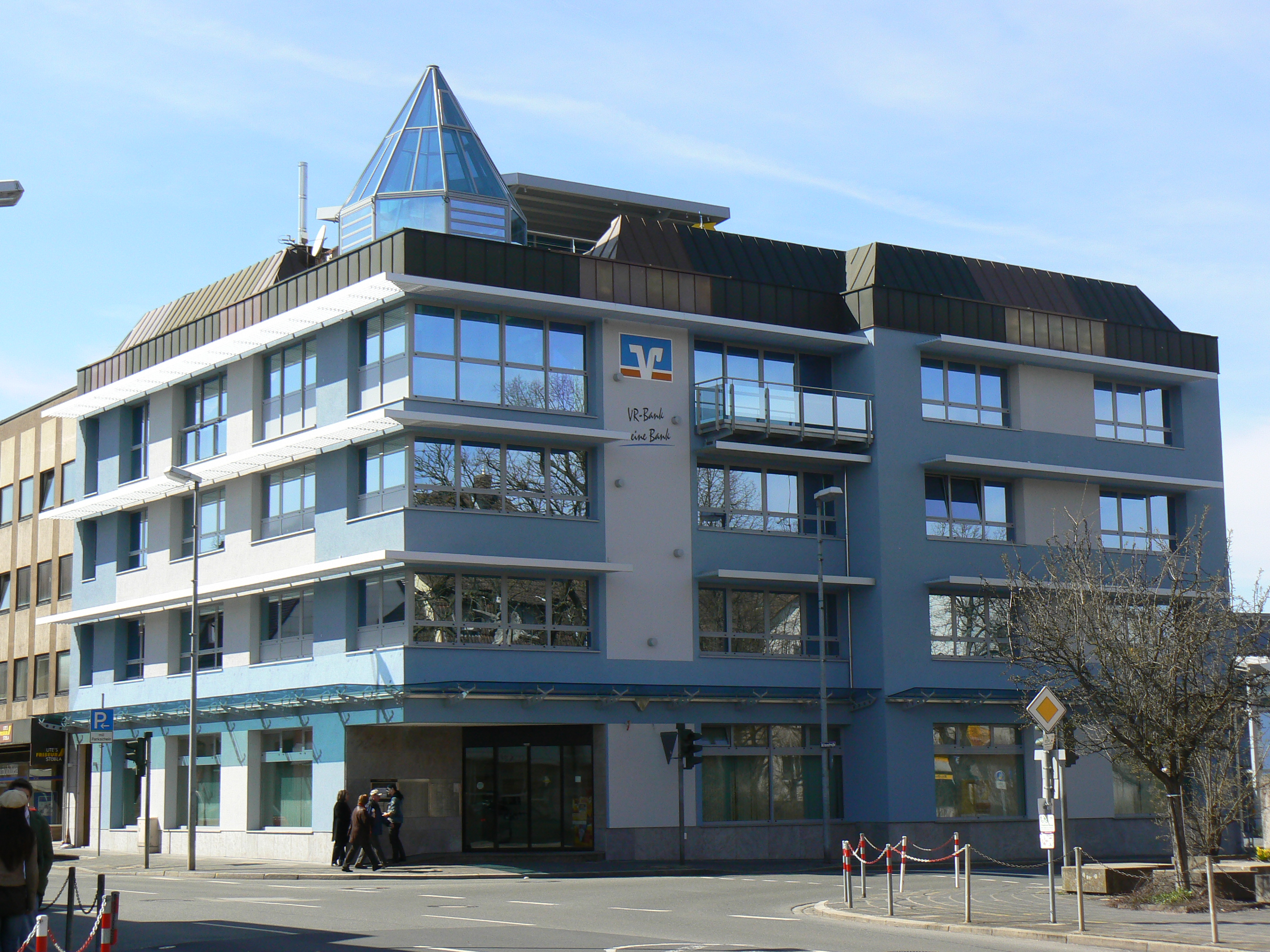
VR-Bank

Am 26. Juni 1878 wurde als eingetragene Genossenschaft ein Creditverein eröffnet, gefolgt am 19. Februar 1891 vom Raiffeisenverein, der dann „Darlehenskassenverein“ (e.G.m.b.H.) und später Spar- und Darlehenskassa genannt wurde. Der Creditverein von 1878 ging später auf in der Zweigstelle der Münchener Bayerischen Hypotheken- und Wechselbank, die sich 1923 in Neustadt angesiedelt hat, nachdem sie die „Bayerische Diskonto- und Wechselbank“ samt deren Filiale in Neustadt aufgekauft hatte. Ein Tochterhaus der Bayerischen Vereinsbank betrieb ihre Geschäfte acht Jahre lang in den Räumen eines keine eigentlichen Bankgeschäfte betreibenden „Vorschußvereins“. Weitere Kreditinstitute, vor allem Privatunternehmungen, hielten sich ebenfalls meist nur kurze Zeit.:S. 507

#### Gesundheitswesen
Das Kommunalunternehmen Kliniken des Landkreises Neustadt a. d. Aisch - Bad Windsheim betreibt in Neustadt a.d. Aisch eine Klinik und ein medizinisches Versorgungszentrum (MVZ).

### Verkehr

#### Straße
In Neustadt treffen die Bundesstraßen B 8 in Richtung Nürnberg bzw. Würzburg und B 470 in Richtung Bad Windsheim bzw. Höchstadt an der Aisch aufeinander. Die Staatsstraße 2255 verläuft südlich über Schellert nach Markt Erlbach. Gemeindeverbindungsstraßen führen nach Unterschweinach und nach Unterstrahlbach.

#### Schiene

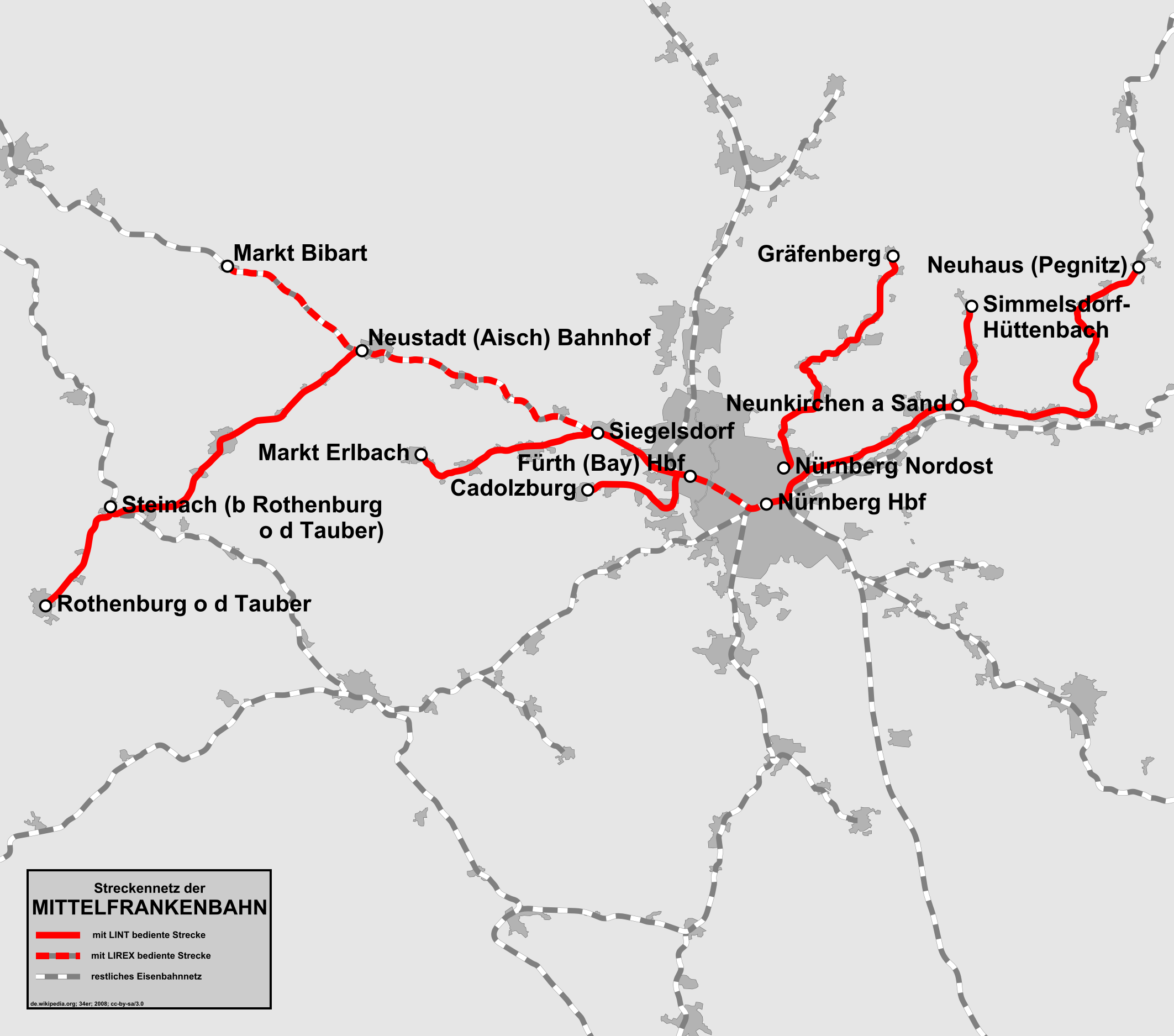
Streckennetz der Mittelfrankenbahn

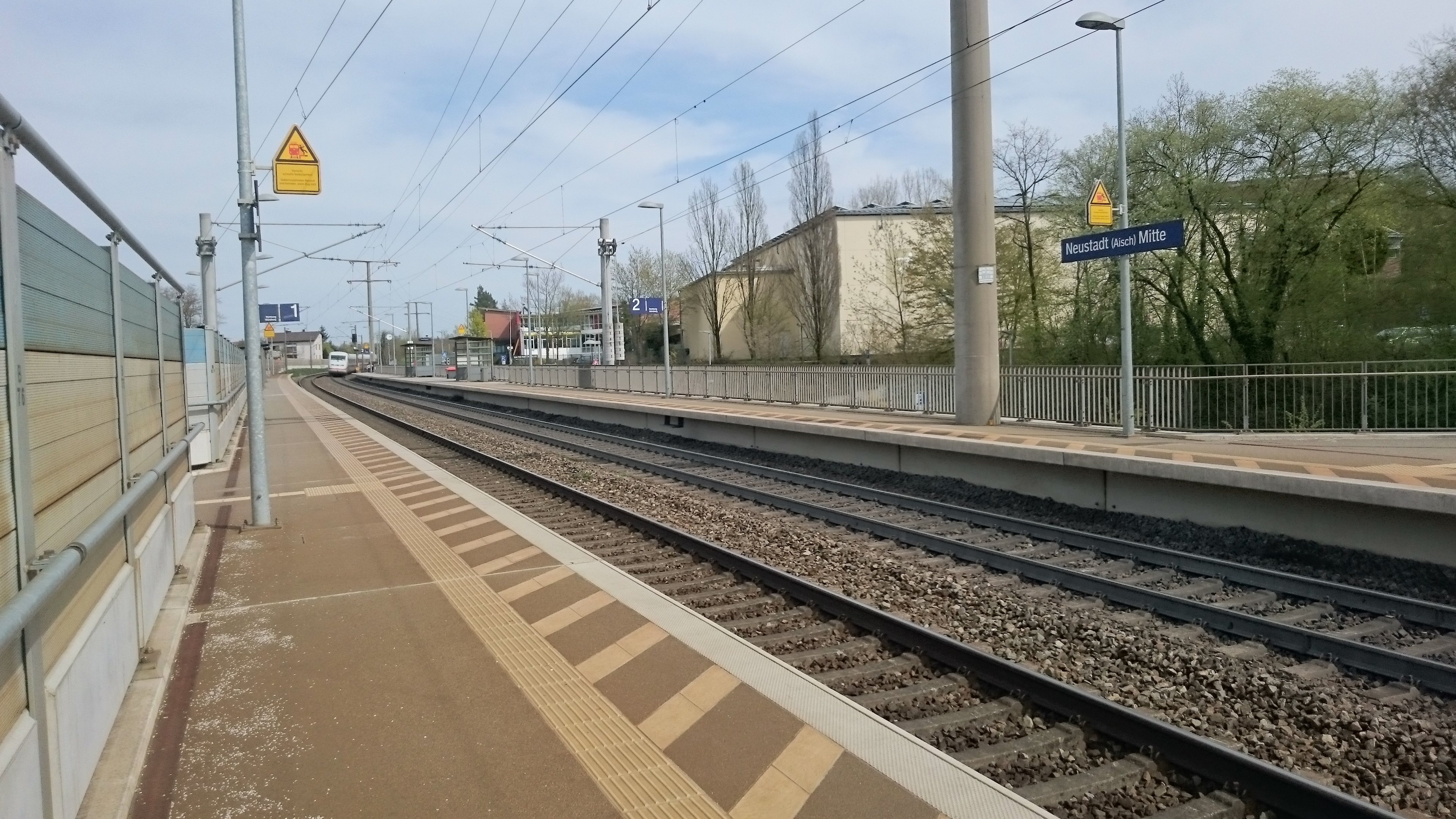
Haltepunkt Neustadt (Aisch) Mitte

Am westlichen Ortsrand befindet sich der Bahnhof Neustadt (Aisch), welcher regelmäßig von der Mainfrankenbahn und von der Mittelfrankenbahn befahren wird. Von der Bahnstrecke Fürth–Würzburg zweigt westlich des Bahnhofs die Strecke nach Steinach bei Rothenburg ab, östlich des Bahnhofes die ehemalige (für den Personenverkehr bis Mai 1976 als Aischtalbahn und für den Güterverkehr noch bis 1993 betriebene) Bahnstrecke nach Demantsfürth-Uehlfeld (Die 1902 gebaute Aischtalbahnbrücke in Neustadt wurde 2016 abgerissen).
Der zentral im Ort liegende Haltepunkt Neustadt (Aisch)-Mitte, welcher nur von der Linie S 6 der S-Bahn Nürnberg im Stundentakt befahren wird, hat vor allem für den Schülerverkehr eine große Bedeutung, da er nah am Schulzentrum liegt. Dafür ist er im Gegensatz zum „Hauptbahnhof“ barrierefrei ausgebaut.

#### Luftfahrt
Zwei Kilometer westlich des Ortskernes befindet sich der Sonderlandeplatz Flugplatz Neustadt/Aisch (EDQN). Ein 600 m langes Rollfeld ermöglicht dort den Flugverkehr für Luftfahrzeuge bis 5700 kg Startgewicht.
Zu den Segelflugpionieren in Neustadt gehörte seit 1931 der in Neustadt geborene Gewerbeoberlehrer und spätere Direktor der Verbandsberufsschule Sigmund Groh (1896–1954), der Mitglied des Deutschen Luftsportverbandes (ab 1937 Nationalsozialistisches Fliegerkorps) war und von dem der Einband zu Adolf Meyers Buch Mit Adolf Hitler im Bayerischen Reserve-Infanterie-Regiment 16 List stammt.

#### Rad- und Wanderwege
Neustadt an der Aisch liegt an den Radwegen Aischtalradweg und Vom Main zur Zenn.
Durch die Stadt führen die Fernwanderwege des Fränkischen Albvereins Grünes Schlüsselloch von Altershausen nach Feuchtwangen und Roter Tropfen  von Ansbach nach Dutzenthal. In der Stadt endet der Fernwanderweg Roter Flieger des Steigerwaldklubs aus Friedrichsberg. Und es beginnt der gleichnamige Weg des Fränkischen Albvereins über die nördliche Frankenhöhe und Rothenburg ob der Tauber nach Feuchtwangen. Weitere Fernwanderwege sind der Deutschherrenweg, der Rangau-Randweg und der Weiherwanderweg.

### Bildung

#### Schulen
- Friedrich-Alexander-Gymnasium[127]
- Dietrich-Bonhoeffer-Realschule
- Comenius Grundschule
- Grundschule Neues Schloss (ehemaliges Zentralschulhaus)
- Mittelschule am Turm
- Staatliche Berufsschule Neustadt a. d. Aisch – Bad Windsheim (als Berufsschule bestehend seit 1930, untergebracht im damals neuen Zentralschulhaus und hervorgegangen aus der 1921 gegründeten Städtischen Berufsfortbildungsschule mit gewerblichen und kaufmännische Abteilungen[2]:S. 498, 523 und 589–592 (Die Berufsschule))
- BVS-Bildungszentrum der Bayerischen Verwaltungsschule in Neustadt a. d. Aisch
- Volkshochschule Neustadt a. d. Aisch – Bad Windsheim

#### Hochschule
- Technologietransferzentrum der Hochschule Ansbach für Künstliche Intelligenz, Daten- und Prozess-Management[128]

#### Museen und Archive
- Museumsareal Altes Markgräfliches Schloss:
  - Markgrafenmuseum (Als ehemalige Residenz der Markgrafen aus dem Hause Hohenzollern ist Neustadt an der Aisch mit seinen Museen im Alten Schloss im Netzwerk der Hohenzollern-Orte[129] aktiv.)
  - Aischgründer Karpfenmuseum
  - Ausstellung KinderSpielWelten
- Bayerisches Landesluftbildzentrum[130] mit Landesluftbildarchiv und Dauerausstellung[131]

### Vereine und Körperschaften des öffentlichen Rechts
- Bund Naturschutz in Bayern
- Bayerisches Rotes Kreuz
- Geschichts- und Heimatverein[132]

### Sport
1907 wurde der Neustädter Tennisklub gegründet. Der dazugehörige Tennisplatz befand sich auf dem Sportplatz (heute Festplatz an den Herrenbergen) neben dem alten 1829/1834 eingerichteten Schießhaus am Aischsteg (1838 entstand am nordöstlichen Eck des Platzes ein Neubau, der sowohl der Garnison und der Landwehr als auch der noch heute bestehenden Schützengesellschaft zur Verfügung gestellt wurde).:S. 406, 602 f., 608 und 718
Das Neustädter Waldbad ist ein auch über die Landkreisgrenze hinaus bekanntes Freibad.
Ab dem Jahr 1929 wurde eine städtische Rodelbahn betrieben. Möglichkeiten zum Schlittschuhlauf und Eisschießen bietet der Bleichweiher.:S. 523

### Monographien
- Matthias Salomon Schnizzer: Chronica der Stadt Neustatt an der Aysch. 1708 (und 1938), Verlagsdruckerei Ph. C. W. Schmidt, Neustadt an der Aisch, 2. unveränderte Auflage. 1978, ISBN 3-87707-012-4.
- Max Döllner: Entwicklungsgeschichte der Stadt Neustadt an der Aisch bis 1933. Ph. C. W. Schmidt, Neustadt a. d. Aisch 1950; Neuauflage anlässlich des Jubiläums 150 Jahre Verlag Ph. C. W. Schmidt Neustadt an der Aisch 1828–1978. Ebenda 1978, ISBN 3-87707-013-2.
- Max Döllner: Zur Frühgeschichte von Riedfeld und Neustadt an der Aisch. Die fränkische Besiedlung und Christianisierung des Aischtales und seiner Nachbarschaft. Schmidt, Neustadt a. d. Aisch 1939.
- Alfons Kalb: Geschichte der höheren Schule in Neustadt a.d. Aisch. 1. Teil: bis zum Jahr 1730. 2. Teil: Anfänge der Fürstenschule. (= Wissenschaftl. Beilage zum Jahresbericht des Progymnasiums Neustadt/Aisch) Ph. C. W. Schmidt, Neustadt an der Aisch 1919–1920 – Kalb war um 1920 Studiendirektor in Neustadt.[2]:S. 284
- Karl Ströbel unter Mitwirkung von Hans Heubeck, Hanns Kügler, Karl Seyboth (Jahresbericht 1931), Fritz Schöller (Jahresbericht 1932) und Fritz Erlwein: Das völkische Erwachen in Neustadt an der Aisch. Die Entwicklung der Ortsgruppe Neustadt a. d. A. der N.S.D.A.P. (weitere Vor- und Untertitel: Chronik begonnen im Dritten Reich im Sinne unseres Führers und Reichskanzlers Adolf Hitler. Chronik unserer Ortsgruppe Neustadt an der Aisch. Begründet 16. März 1923.) G. Emmerich, Dresden 1938; Edition in: Wolfgang Mück (2016), S. 283–365.
- Stadt Neustadt a.d. Aisch, Ausschuß I für das Heimatfest 1980 (Hrsg.): Neustadt an der Aisch. Druckhaus Ph. C. W. Schmidt, Neustadt a.d. Aisch 1980.
- G. Limbacher: Evang. Luth. Stadtkirche Neustadt a. d. Aisch (= Kleine Kunstführer. 1488). Schnell & Steiner, München/Zürich 1984.
- Wolfgang Mück: Mitten in Franken: Neustadt an der Aisch. Politisches, wirtschaftliches und kulturelles Zentrum im Aischgrund (= Veröffentlichungen der Gesellschaft für Fränkische Geschichte e. V., Würzburg. Reihe XIII, Neujahrsblätter. Heft 42). Degener & Co., Neustadt a. d. Aisch 1999; 2., erweiterte Auflage ebenda 2001, ISBN 3-7686-9260-4.
- Georg Ludwig Lehnes: Neustadt a. d. Aisch. Eine Denkschrift an die vor zweihundert Jahren geschehene Niederbrennung. Neustadt an der Aisch 1834 (Scan in der Google-Buchsuche); 2. Auflage, hrsg. von Fritz Schmidt, ebenda, 1921.
- Wolfgang Mück: NS-Hochburg in Mittelfranken: Das völkische Erwachen in Neustadt an der Aisch 1922–1933 (= Streiflichter aus der Heimatgeschichte. Sonderband 4). Verlag Philipp Schmidt, 2016, ISBN 978-3-87707-990-4.

### Artikel
- Johann Kaspar Bundschuh: Neustadt an der Aisch. In: Geographisches Statistisch-Topographisches Lexikon von Franken. Band 3: I–Ne. Verlag der Stettinischen Buchhandlung, Ulm 1801, DNB 790364301, OCLC 833753092, Sp. 780–783 (Digitalisat).
- Hanns Hubert Hofmann: Neustadt-Windsheim (= Historischer Atlas von Bayern, Teil Franken. I, 2). Kommission für Bayerische Landesgeschichte, München 1953, DNB 452071216, S. 116 (Digitalisat). Ebd. S. 188 (Digitalisat).
- Georg Paul Hönn: Neustatt an der Aysch. In: Lexicon Topographicum des Fränkischen Craises. Johann Georg Lochner, Frankfurt und Leipzig 1747, OCLC 257558613, S. 277–278 (Digitalisat).
- Enrique Otte, Jakob und Hans Cromberger und Lazarus Nürnberger, die Begründer des deutschen Amerikahandels in: Mitteilungen des Vereins für Geschichte der Stadt Nürnberg (MGVN) 52, 1963/64, S. 129.
- Wolf-Armin von Reitzenstein: Lexikon fränkischer Ortsnamen. Herkunft und Bedeutung. Oberfranken, Mittelfranken, Unterfranken. C. H. Beck, München 2009, ISBN 978-3-406-59131-0, S. 160–161.
- Hans Sponholz u. a. (Hrsg.): Landkreis Neustadt an der Aisch. Verl. f. Behörden u. Wirtschaft Hoeppner, Aßling-Pörsdorf/Obb. 1972, DNB 720137675, S. 60–69.
- Richard Strobel: Landkreis Neustadt an der Aisch (= Bayerische Kunstdenkmale. Band 32). Deutscher Kunstverlag, München 1972, S. 128–148.
- Pleikard Joseph Stumpf: Neustadt. In: Bayern. Ein geographisch-statistisch-historisches Handbuch des Königreiches. Zweiter Theil. München 1853, OCLC 643829991, S. 743–744 (Digitalisat).